# 愛知県出身の人物一覧
愛知県出身の人物一覧（あいちけんしゅっしんのじんぶついちらん）は、Wikipedia日本語版に記事が存在する愛知県出身の人物の一覧表である。

## 公人

### 政治家
多数のため政令指定都市以外の市町村長は省略した。また他分野で活躍した人物も要職に就いていない場合は除外した。

#### 首相・議長経験者
- 加藤高明（第24代内閣総理大臣）：愛西市
- 海部俊樹（第76代・第77代 内閣総理大臣）：名古屋市
- 加藤鐐五郎（元衆議院議長）：瀬戸市
- 久野忠治（元衆議院仮議長）：知多市

#### 知事・政令市市長
- 大給恒（竜岡藩知事）：岡崎市
- 大村秀章（愛知県知事）：碧南市
- 神戸正雄 （元京都市長、元関西大学学長、京都大学名誉教授）：一宮市
- 神田真秋（元愛知県知事）：一宮市
- 阪本釤之助（元福井県知事、鹿児島県知事）：名古屋市
- 杉山宗次郎（元長崎県知事）
- 鈴木敬一（富山県知事、熊本県知事、広島県知事、住宅金融公庫総裁）
- 仲谷義明（元愛知県知事）：名古屋市
- 丹羽賢（勤王運動家、司法大丞、三重県権令（三重県知事））：名古屋市
- 山中静逸（山中信天翁。石巻県知事、登米県知事、現・共に宮城県）：碧南市

#### 名古屋市長
- 加藤重三郎（6代）
- 阪本釤之助（7代）（他に貴族院議員、福井県知事、鹿児島県知事、等。作家の高見順は子供。永井荷風は甥）：名古屋市
- 塚本三（15代）：名古屋市
- 杉戸清（17代）
- 松原武久（29代）：尾張旭市
- 河村たかし（32代）：名古屋市
- 現職 広沢一郎：名古屋市

#### その他の政治家
- 青木茂（サラリーマン新党代表、参議院議員（1期））
- 青山丘（衆議院議員（9期））
- 赤松広隆（第65・67代衆議院副議長、第49代農林水産大臣、衆議院議員（10期）、愛知県議会議員（3期）、第13代日本社会党書記長）：名古屋市
- 浅野勝人（内閣官房副長官（麻生内閣）、外務副大臣（第1次安倍内閣）、参議院議員（1期）、衆議院議員（3期））
- 朝日俊弘（参議院議員（2期））：名古屋市
- 安藤巌（衆議院議員（4期））：名古屋市
- 石田芳弘（衆議院議員（1期）、第5代犬山市長、愛知県議会議員（3期））
- 磯谷香代子（衆議院議員（1期））
- 伊藤英成（衆議院議員（6期））
- 伊藤忠彦（第17・18代復興大臣、衆議院議員）：名古屋市
- 伊藤渉（財務副大臣菅義偉内閣、衆議院議員）：名古屋市
- 市川房枝（婦人参政権運動を主導した女性政治家、参議院議員（5期））：一宮市
- 今堀辰三郎（衆議院議員、第3代全国市議会議長会会長）：名古屋市
- 岩井茂樹（第10代静岡県東伊豆町長、参議院議員（2期））：名古屋市
- 浦野幸男（第38代労働大臣、衆議院議員（6期）、愛知県議会議員（3期））：豊田市
- 浦野烋興（第53代科学技術庁長官、衆議院議員（6期））：豊田市
- 江口克彦（参議院議員（1期））：名古屋市
- 江﨑鉄磨（領土問題担当大臣兼内閣府特命担当大臣（沖縄及び北方対策、消費者及び食品安全、海洋政策）（第3次安倍第3次改造内閣・第4次安倍内閣）、衆議院議員）：一宮市
- 江﨑真澄（第2代総務庁長官、第37代通商産業大臣、第20代自治大臣、第29代国家公安委員会委員長、第34代北海道開発庁長官、第13・28代防衛庁長官、衆議院議員（17期）、第27代自由民主党政務調査会長、第20代自由民主党総務会長、第7・19代自由民主党国会対策委員長）：一宮市
- 大木浩（第3代環境大臣、第35代環境庁長官、衆議院議員（1期）、参議院議員（3期））：清須市
- 太田昭宏（第18-19代国土交通大臣、衆議院議員（8期）、第2代公明党代表）：新城市
- 大嶽理恵（衆議院議員）
- 太田房江（参議院議員（2期）、第50-51代大阪府知事）：豊橋市
- 大塚耕平（厚生労働副大臣 （菅直人第2次改造内閣）、内閣府副大臣（鳩山由紀夫内閣・菅直人内閣）、衆議院議員、第2代国民民主党政務調査会長、初代国民民主党代表代行、旧国民民主党共同代表、第4代民進党代表）：名古屋市
- 小笠原三九郎（第57代大蔵大臣、第7代通商産業大臣、第15代農林大臣、第26代商工大臣、第4代経済審議庁長官、衆議院議員（6期））：西尾市
- 加藤紘一（第54代内閣官房長官、第43代防衛庁長官、内閣官房副長官（第1次大平内閣・第2次大平内閣）、衆議院議員（13期）、第36代自由民主党幹事長、第40代自由民主党政務調査会長）：名古屋市（官僚だった父の赴任先の名古屋で出生）
- 加藤六蔵（衆議院議員（6期）、愛知県会議員、所得税調査委員、宝飯郡農会長、同郡会議員、宝飯郡連合村会議員、実業家）
- 2代目加藤六蔵（衆議院議員（2期）、愛知県山林会議員、愛知県議会議員、前芝村長）
- 金村龍那（衆議院議員）：名古屋市
- 金森徳次郎（憲法改正担当大臣（第1次吉田内閣）、日本国憲法改正草案起草者）：名古屋市
- 木村隆秀（防衛副大臣（第1次安倍内閣）、防衛庁副長官（第1次安倍内閣）、愛知県議会議員（3期））：名古屋市
- 草川昭三（参議院議員（2期）、衆議院議員（8期）、公明党副代表、同参議院議員会長）：名古屋市
- 熊田裕通（総務副大臣（菅義偉内閣）、衆議院議員、愛知県議会議員（5期）、海部俊樹秘書）：名古屋市
- 河野金昇（運輸政務次官（第2次鳩山一郎内閣）、衆議院議員（6期）、海部俊樹の師匠）
- 近藤昭一（環境副大臣（菅直人第1次改造内閣・菅直人第2次改造内閣）、衆議院議員）：名古屋市
- 佐藤泰介（文部政務次官（村山改造内閣）、参議院議員（2期）、衆議院議員（2期））：名古屋市
- 鯖瀬武（第11代扶桑町長）
- 仙田晃宏（衆議院議員）
- 千田勝隆（第10代扶桑町長、扶桑町議会議員（3期））
- 柴山昌彦（第24代文部科学大臣、衆議院議員）：名古屋市
- 鈴木茂三郎（衆議院議員（9期）、第2代日本社会党委員長）：蒲郡市
- 8代目鈴木摠兵衛（貴族院議員、衆議院議員、名古屋市会議員、愛知県会議員）：名古屋市
- 田中不二麿（第2代司法大臣、文部大輔、第3代司法卿）：名古屋市
- 田辺広雄（衆議院議員（1期））：名古屋市
- 塚本三郎（衆議院議員（10期）、第5代民社党委員長、第5代民社党書記長）：名古屋市
- 内藤正光（総務副大臣（鳩山由紀夫内閣・菅直人内閣）、参議院議員（2期））：岡崎市
- 中野四郎（第7代国土庁長官、衆議院議員（13期）、碧南市長）：碧南市
- 永田寿康（衆議院議員（3期））：名古屋市
- 成瀬敦（第9代幸田町長）：幸田町[1]
- 西川厚志（衆議院議員）：名古屋市
- 丹羽秀樹（内閣府副大臣（菅義偉内閣）、文部科学副大臣（第2次安倍改造内閣・第3次安倍内閣・第3次安倍第3次改造内閣・第4次安倍内閣・菅義偉内閣）、衆議院議員）
- 丹羽兵助（第51代労働大臣、第13代沖縄開発庁長官、第30代総理府総務長官、第2代国土庁長官、衆議院議員（12期）、愛知県議会議員（2期））
- 日髙輝夫（第7代愛知県東浦町長）：東浦町[2]
- 日野紗里亜（衆議院議員）：名古屋市
- 福井勇（文部政務次官、運輸政務次官、衆議院議員（6期）、参議院議員（1期））：蒲郡市
- 藤岡隆雄（衆議院議員）
- 藤田和秀（名古屋市会議員）：名古屋市
- 古川元久（内閣府特命担当大臣（宇宙政策）（野田第2次改造内閣）、内閣府特命担当大臣（経済財政政策・科学技術政策）（野田内閣・野田第1次改造内閣・野田第2次改造内閣）、内閣官房副長官（菅直人内閣・菅直人第1次改造内閣）、衆議院議員、初代国民民主党国会対策委員長、旧国民民主党代表代行、初代旧国民民主党幹事長、第2代希望の党幹事長）：名古屋市
- 堀部勝四郎（衆議院議員（1期））：名古屋市
- 牧義夫（衆議院議員）：名古屋市
- マック赤坂（港区議会議員（1期））：名古屋市
- 眞野哲（衆議院議員）：名古屋市
- 村田敬次郎（第44代自治大臣、第53代国家公安委員会委員長、第44代通商産業大臣、衆議院議員（10期）、第34代自由民主党政務調査会長）：豊橋市

### 行政
- 浅井基文（外務省アジア局中国課長、駐英公使）
- 青木孝徳  (財務省主税局長)：阿久比町
- 安達健二（東京国立近代美術館館長）
- 天河宏文（国土交通審議官、第10代国土交通省都市局長）[3]
- 安藤隆春（第22代警察庁長官）：一宮市
- 石黒克巳（JKA会長、パレスサイドビルディング社長）：知多郡
- 磯俣秋男（駐アラブ首長国連邦大使）：名古屋市
- 板倉英則（不動産適正取引推進機構理事長）：豊川市
- 岩月理浩（気象庁次長）：安城市[4]
- 海野修司（徳島県副知事）
- 遠藤雅人（奈良県警察本部長）
- 大澤勉（駐カメルーン大使）：名古屋市
- 沖修司（第40代林野庁長官）：岡崎市
- 小倉謙（第64代警視総監）
- 尾之内由紀夫（本州四国連絡橋公団総裁、日本道路協会会長）
- 加藤宗厚（帝国図書館館長）：稲沢市
- 加藤康宏（海洋研究開発機構理事長）
- 金井照久（沖縄振興開発金融公庫副理事長）
- 金森徳次郎（法制局長官、初代国立国会図書館長）：名古屋市
- 兼岩伝一（全日本建設技術協会委員長）
- 河津祐之（東京法学校校長）：碧南市
- 木俣昌久（第2代気象防災監）：蒲郡市[5]
- 黒田直樹（第15代資源エネルギー庁長官）：岡崎市
- 黒田昌義（国土交通省大臣官房長、第14代国土交通省国土政策局長、名古屋市住宅都市局長）：名古屋市[6]
- 小西聖子（内閣府男女共同参画会議専門委員）
- 小林秀資（長寿科学振興財団理事長）：名古屋市
- 小林史武（国会職員、第21代参議院事務総長）：名古屋市
- 坂巻健太（海上保安庁次長、国土交通省大臣官房総括審議官）[7]
- 阪本釤之助（枢密顧問官）：名古屋市
- 佐原光一（国土交通省中部地方整備局副局長）
- 志野光子（国連大使）：みよし市
- 首藤新悟（防衛庁防衛局長）
- 杉戸清樹（国立国語研究所所長）：名古屋市
- 瀬口良夫（海上保安庁長官）[8]
- 瀧正雄（法制局長官、第三代企画院総裁）
- 田島道治（第二代宮内府長官、初代宮内庁長官）：名古屋市
- 谷口敏雄（土木研究所砂防研究室長）
- 辻村哲夫（東京国立近代美術館館長、独立行政法人国立美術館理事長）
- 富安風生（逓信次官、俳人）：豊川市
- 永井久一郎（文部省会計局長）：名古屋市
- 永井松三（国際連盟日本代表、ロンドン海軍軍縮会議全権委員）：名古屋市
- 中村利雄（中小企業庁長官、2005年日本国際博覧会協会事務総長）
- 西ヶ廣渉（駐ルクセンブルク特命全権大使、演劇評論家）：名古屋市
- 野村一成（宮内庁東宮職東宮大夫）：名古屋市
- 浜井浩一（法務総合研究所研究官）
- 林俊行（国土交通審議官、復興庁統括官、国土交通省大臣官房建設流通政策審議官）
- 坂野泰治（社会保険庁長官）
- 檜垣重臣（警察庁生活安全局長）[9]
- 伏屋和彦（第26代会計検査院長、第32代国税庁長官）
- 藤田たき（労働省婦人少年局長、国際婦人年世界会議日本首席代表、津田塾大学学長）：名古屋市
- 堀井奈津子（愛知県副知事）：江南市
- 本間政雄（京都大学理事、同副学長）
- 水谷修（国立国語研究所長、名古屋外国語大学学長、スタンフォード大学日本研究センター副所長）
- 水野正幸（アジアパラリンピック委員会副会長）：名古屋市
- 宮浦浩司（第30代農林水産省大臣官房長、農林水産省大臣官房総括審議官〈新事業・食品産業〉）[10]
- 武藤浩（第17代国土交通事務次官、国土交通審議官、国土交通省大臣官房長、国土交通省自動車局長、国土交通省大臣官房総括審議官、観光庁次長）
- 森川浩平（警察官僚、NHKアナウンサー）：一宮市
- 森健（第52代水産庁長官、第11代農林水産省消費・安全局長、初代農林水産省畜産局長、農林水産省大臣官房総括審議官〈国際〉）
- 山碕良志（第23代総務省大臣官房長）：名古屋市[11]
- 山田雅彦（厚生労働省職業安定局長、第5代厚生労働省雇用環境・均等局長、厚生労働省大臣官房総括審議官）
- 吉田学（第15代厚生労働事務次官、内閣官房新型コロナウイルス感染症対策推進室長、第12代厚生労働省医政局長、初代厚生労働省子ども家庭局長、厚生労働省雇用均等・児童家庭局長）：名古屋市
- 和達清夫（初代気象庁長官、文化勲章）：名古屋市

### 法曹
- 赤根智子（国際刑事裁判所所長）
- 阿部文洋（東京高裁部総括判事）
- 伊藤栄樹（元・検事総長・東京高検検事長）
- 上村千一郎（元・裁判官弾劾裁判所裁判長）：田原市
- 大隅健一郎（商法学者、最高裁判事。文化勲章）
- 大谷禎男（東京高裁部総括判事）
- 奥田哲也（広島地方裁判所部総括判事、広島家庭裁判所判事）
- 笠間治雄（元・検事総長）
- 加藤新太郎（水戸地方裁判所所長）
- 河井信太郎（元・東京地検特捜部、特捜部生みの親）：蒲郡市
- 北川弘治（元・最高裁判所判事）
- 鬼頭季郎（元・内閣府情報公開・個人情報保護審査会会長）
- 佐藤真弘（富山地方裁判所部総括判事、富山家庭裁判所判事）
- 白木勇（東京高等裁判所長官）
- 大野正直（弁護士、元・名古屋市会議員）：愛西市
- 高井和伸（弁護士、元・参議院議員）：名古屋市
- 武富済（元・検事、弁護士、衆議院議員）
- 戸松秀典（法制審議会委員）
- 寺田治郎（第10代最高裁判所長官）
- 成田清（元・日本弁護士連合会副会長）：名古屋市
- 服部悟（佐賀地方裁判所・佐賀家庭裁判所所長）
- 服部高顯（第9代最高裁判所長官）
- 真野毅（元・最高裁判所判事、元・第二東京弁護士会会長）
- 宮川光治（最高裁判所判事）：名古屋市
- 宮川美津子（最高裁判所判事）：豊橋市
- 山本清二郎（元・最高検察庁次長検事、大阪高等検察庁検事長）
- 横田喜三郎（第3代最高裁判所長官。文化勲章）

### 軍人

#### 大将
海軍
- 八代六郎（海軍大臣、海軍大将、男爵）：犬山市
- 大角岑生（海軍大臣、海軍大将、男爵）：稲沢市

陸軍
- 土屋光春（陸軍大将、男爵）：岡崎市
- 鈴木宗作（陸軍大将、第35軍司令官）
- 松井石根（陸軍大将、中支那方面軍司令官 兼 上海派遣軍司令官）：名古屋市
- 渡辺錠太郎（陸軍大将、陸軍教育総監 ）：小牧市

#### 中将
海軍
- 伊藤乙次郎（海軍中将、浅間艦長、実業家として神戸製鋼所社長）
- 大野寛（海軍中将、日向艦長、当時、大佐）
- 杉浦嘉十（海軍中将、羽黒艦長、当時、少将）
- 土屋光金（海軍中将、貴族院議員、男爵）
- 日比野正治（海軍中将、海軍大学校校長、第四艦隊司令長官）
- 三輪茂義（海軍中将、第6艦隊長官）

陸軍
- 飯沼守（陸軍中将、第110師団師団長、第96師団師団長、陸軍省人事局長）
- 今井清（陸軍中将、陸軍大学校校長、第4師団師団長）
- 岩松義雄（陸軍中将、軍事参議官、第1軍司令官、第15師団師団長）
- 大塚堅之助（陸軍中将、台湾軍参謀長）
- 荻洲立兵（陸軍中将、第13師団師団長）
- 神田正種（陸軍中将、第6師団師団長、第17軍司令官）
- 酒井鎬次（陸軍中将、第109師団師団長）
- 桜井省三（陸軍中将、第13軍参謀長）
- 澄田ライ四郎（陸軍中将、第1軍司令官）
- 永津佐比重（陸軍中将、第20師団長）
- 中村明人（陸軍中将、タイ国駐屯軍司令官）
- 橋本虎之助（陸軍中将、近衛師団長）
- 松井七夫（陸軍中将、歩兵第21旅団長）
- 若松只一（陸軍中将、第2総軍総参謀長）
- 鷲津鈆平（陸軍中将、第21師団長）

#### 少将
海軍
- 大林末雄（海軍少将、第1機動艦隊参謀長 兼 第3艦隊参謀長）：名古屋市
- 森下信衛（海軍少将、戦艦大和艦長）
- 横井俊之（海軍少将、第25航空戦隊司令官、第5艦隊参謀長）

陸軍
- 池田末男（陸軍少将、第11戦車連隊（『士魂部隊』）連隊長。当時は大佐。占守島の戦いでソ連軍の内陸進行を阻む）：豊橋市
- 今沢義雄（陸軍少将、海軍大学校教官）：豊田市
- 北川武（陸軍少将、占領地総督府兵站部司令官）
- 桜井鐐三（陸軍少将、第1方面軍参謀長）：名古屋市
- 馬淵逸雄（陸軍少将、第5師団参謀長）

#### その他の軍人
- 荒尾精（陸軍大尉、大陸浪人。日清貿易研究所の創始者、後の東亜同文書院）：名古屋市
- 飯沼守麿（陸軍少佐、史学者）
- 大橋武夫（陸軍中佐。偕行社副会長）：蒲郡市
- 大場栄（陸軍大尉。45,000人もの米軍に僅か47人で戦いを挑んだ。『太平洋の奇跡 -フォックスと呼ばれた男-』の主人公）
- 久納好孚（海軍少佐、ゼロ号の男。神風特攻隊「大和隊」隊長）：名古屋市
- 滋野清武（バロン滋野、フランス陸軍航空隊。レジオンドヌール勲章、クロワ・ビーゲール勲章。男爵）：名古屋市
- 柘植久慶（軍事評論家。元・グリーンベレー（アメリカ陸軍特殊部隊群））
- 堀場一雄（陸軍大佐。『支那事変戦争指導史』の著者）
- 牧野茂（海軍技術大佐、戦艦大和の建造に携わる）：名古屋市
- 武藤金義（海軍中尉、撃墜王。「空の宮本武蔵」の異名を持つ）：大治町
- 山本舜勝（陸軍少佐、陸軍中野学校教官。三島由紀夫との関係も有名）
- 横井庄一（陸軍伍長、グアム島、残留日本兵）：愛西市

### 自衛官
- 杉江一三（元海軍軍人。元海上自衛隊、第5代海上幕僚長、第2代統合幕僚会議議長）
- 石田捨雄（元海軍軍人。元海上自衛隊、海上幕僚長たる海将、第9代海上幕僚長）
- 吉川圭祐（海将、元大湊地方総監）：津島市
- 林一也（陸上自衛隊、陸将）
- 黒野耐（陸上自衛隊、陸将補）
- 高部正樹（元・航空自衛隊。傭兵として、ボスニア・ヘルツェゴビナ紛争等に参戦している）
- 尾崎健一（元・陸上自衛隊、尾崎豊は子供）：半田市
- 杉浦貴（元・陸上自衛隊、プロレスラー）：名古屋市
- 高杉俊介（元・陸上自衛隊、レンジャー助教官、俳優）：一宮市
- 宮田敦司（元・航空自衛隊。ジャーナリスト）：名古屋市
- 糟井裕之（海将）
- 宮崎泰樹（陸将）
- 照井資規（元・陸上自衛隊。ジャーナリスト）
- 伊藤俊幸（海将）

### 政治運動家
- 安藤早太郎（新選組、副長助勤。日置流弓術（応心流）の達人、東大寺通し矢の記録保持者）：豊田市
- 佐野七五三之助（新選組）、第24代内閣総理大臣加藤高明は、実妹（寺西久子）の次男（甥）：蟹江町
- 林金兵衛（草薙隊の隊長）：春日井市
- 松本奎堂（天誅組総裁）：刈谷市
- 宍戸弥四郎（天誅組）：刈谷市
- 高木顕明（僧侶、明治期の社会運動家）：清須市
- 沼波瓊音（明治・大正期の皇室中心主義者、国文学者）：名古屋市
- 加藤勘十（戦前の労働運動家、労働大臣）：岩倉市
- 岩田義道（戦前の労働運動家）：一宮市
- 熊沢光子（戦前の社会運動家）：名古屋市
- 横山利秋（労働運動家、衆議院議員）
- 赤尾敏（大日本愛国党、創設者）：名古屋市
- 影山正治（大東塾、創設者）：豊橋市
- 加藤倫教（連合赤軍）：刈谷市
- 加藤能敬（連合赤軍）：刈谷市

## 文化人

### バンド
- 04 Limited Sazabys
- coldrain
- AZURE
- Outrage
- オトナモード
  - 小野田尚史
- Qaijff
- 黒夢
  - 臣
- グルグル映畫館
  - 天野鳶丸
  - ゴキミ
- GLORY JACKPOT SYSTEM
- GLORY HILL（岡崎市）
- ketchup mania
- 原爆オナニーズ
- 小島
- SCANDAL
  - HARUNA（江南市）
  - MAMI
- Stereo Fabrication of Youth
- SPYAIR
- 3B LAB.☆S
  - 玉越理寛
- JELLY→（ベースのユータローは除く）
- THREE LIGHTS DOWN KINGS
- センチメンタル・シティ・ロマンス
- 竹内電気
- CHAI（ユウキは除く）
- CHERRYBLOSSOM（ゆっちは除く）
- デブパレード
  - ハンサム判治
- ハートバザール
  - 國分建臣
- Half time Old
- HALATION
- ピストルモンキー(ズ)
  - デラ黒田
- FANATIC◇CRISIS
  - 石月努
- フラワーカンパニーズ
- white white sisters

- GOING STEADY
  - 浅井威雄
- Hanaboy
  - Miwako
- Hundred Percent Free
- Laputa（Kouichiを除く）
- midnightPumpkin
- mudy on the 昨晩
- NIRGILIS
  - 伊藤孝氣
  - 岩田アッチュ
- Mondialito
  - 笛岡俊哉
- lynch.
- ROUAGE
  - KAZUSHI
  - RIKA
  - RAYZI
  - SHONO
- sacra
  - 木谷雅
  - 加藤拓也
  - 足土貴英
- STANCE PUNKS
  - TSURU
  - 勝田欣也
- STRAY PIG VANGUARD
- the ARROWS
- THE STAR CLUB
- BLANKEY JET CITY（中村達也を除く）
- SCREAMING SOUL HILL
- Yum!Yum!ORANGE
- 緑黄色社会

### ミュージシャン
- 愛知実（アクビトモミ）：知立市
- 亜咲花：名古屋市
- ACO
- 浅井健一（元BLANKEY JET CITY）
- ANZA（HEAD PHONES PRESIDENT）生まれは長崎県大村市
- 安藤正容（T-SQUARE）：名古屋市
- 池田貴族（元remoteボーカル）：名古屋市
- "E"qual：名古屋市
- 伊藤千晃（元AAA）
- 岩瀬立飛（ジャズドラマー）：豊橋市
- AK-69（ミュージシャン）小牧市
- 大野眞澄（元ガロ）：岡崎市
- 岡野ハジメ
- 梶原順
- 加藤ミリヤ：豊田市
- 喜多郎：豊橋市
- 黒柳能生（SOPHIA）：知立市
- 告井延隆
- 告井孝通
- 後藤浩二（JAZZピアニスト）
- 五島良子：名古屋市
- 近藤房之助（B.B.クィーンズ、ちびまる子ちゃんテーマ（おどるポンポコリン）：刈谷市うつむり
- 三枝夕夏
- 佐野まり（チャランゴ奏者）
- 酒井雄二（ゴスペラーズ）：刈谷市
- TSURU（STANCE PUNKS）
- 照井利幸（元BLANKEY JET CITY）
- TOKONA-X
- 中野督夫
- 西脇辰弥（作曲家・アレンジャー）：刈谷市
- ハンサム判治（デブパレード、ハンサム兄弟ボーカル）：豊橋市
- 刃頭
- 樋口晶之
- 細井豊
- 堀澤麻衣子
- 松岡基樹（松岡モトキ）：名古屋市
- MASH
- ミズノマリ（paris match）
- Metamorphosis-One
- 森田浩司
- 森永理美（JAZZピアニスト）：一宮市
- 矢野晶裕（アーティスト、音楽プロデューサー、タレント、DJ）：名古屋市
- 山岡広司
- YOW-ROW（GARI）
- ジェイル大橋（元聖飢魔II）：豊橋市
- TWIGY
- WISE：名古屋市
- DJyacco：名古屋市

### グループ・デュオ
- ACKEE & SALTFISH：名古屋市
- あみん
- 狩人：岡崎市
- カルテット
- スギテツ
  - 杉浦哲郎：名古屋市
- スキマスイッチ
  - 大橋卓弥：東海市
  - 常田真太郎：名古屋市緑区
- nobodyknows+
- HOME MADE 家族（MICRO：刈谷市）
- 手裏剣ジェット
- 東京バナナボーイズ
- チェリッシュ
- ザ・ピーナッツ：常滑市
- タイム・ファイブ
  - 杉江浩平
  - 勅使河原貞昭
  - 野口鎮雄

- ナナ・イロ
  - 内海あい：愛西市
- ブラックビスケッツ
  - 天山（天野ひろゆき：岡崎市）
- AJI
  - 柴田智生：名古屋市
- Clacks
  - 高井麻衣
- Galla
  - 大橋孝明：弥富市
- iyiyim
  - vivi ：豊田市
- MICROPHONE PAGER
- Sonar Pocket
- TRY-TONE
  - 青木肇：名古屋市
- Vanilla Mood
  - Yui：名古屋市

### シンガーソングライター
- あきいちこ
- 明日香：犬山市
- アネモネ：名古屋市
- アン・サリー：名古屋市
- 宇井かおり：豊田市
- 榎本くるみ：名古屋市
- 岡村孝子：岡崎市
- カゲユトモミ：豊橋市
- 門あさ美：名古屋市
- 加藤タクヤ：名古屋市
- 加藤ミリヤ：豊田市
- 川島蹴太：名古屋市
- 貴島サリオ：半田市
- クノシンジ：碧南市
- 近藤薫
- 佐野まり：瀬戸市
- しがせいこ：蒲郡市
- 柴田容子：名古屋市
- SYO-1：名古屋市
- SEAMO：一宮市
- 瀬名：名古屋市
- 千賀有花（R&B）：名古屋市
- 相馬裕子：名古屋市
- 高木麻早：名古屋市
- 高木洋一郎：名古屋市
- 千葉美裸：大府市
- つボイノリオ：一宮市
- 西田エリ：新城市
- 西脇唯
- Viki：一色町
- ビッケブランカ：西春日井郡
- 藤田麻衣子：名古屋市
- 牧謙次郎：東海市
- 水野松也（元ブリザード、ボーカル）
- 八神純子：名古屋市
- 山本正之：安城市
- 横井久美子：名古屋市
- ヨツヤタカヒロ.：東海市

### 歌手
- あいざき進也：岐阜生まれ、尾西育ち
- 葵かを里：西尾市
- aki（元Laputaのボーカル）
- 秋山実希：一宮市
- Heartbeat（勝又亜依子）
- あゆ朱美（現・戸田恵子）：名古屋市
- 新井薫子：名古屋市
- 有田弘二：名古屋市
- 石川秀美：瀬戸市
- 石川ひとみ：あま市
- いずはら玲子：名古屋市
- 泉アキ：名古屋市
- 伊藤エミ（ザ・ピーナッツ）：常滑市
- 伊藤ユミ（ザ・ピーナッツ）：常滑市
- 伊藤さやか：名古屋市
- 伊藤麻衣子（現・いとうまい子）：名古屋市
- 伊藤美紀：名古屋市
- immi（中澤真由）
- 宇井かおり：豊田市
- えなこ：名古屋市
- 恵莉花：名古屋市
- エレガント桐生：一宮市
- 大津美子：豊橋市
- 大野えり（ジャズ歌手）：名古屋市
- 岡田有希子：名古屋市
- おニャン子クラブ
  - 河合その子（会員番号12番）：東海市
  - 杉浦未幸（杉浦美雪、会員番号50番）：名古屋市
  - 宮野久美子（会員番号51番）：豊橋市
  - 渡辺美奈代（会員番号29番）：北名古屋市
- 尾本侑樹奈（LINKL PLANET）：名古屋市
- 織姫よぞら（現：オリヒメヨゾラ）：小牧市
- 加藤久仁彦（狩人）：岡崎市
- 加藤高道（狩人）：岡崎市
- 加藤和樹：名古屋市
- 鹿取洋子
- 金田星雄：名古屋市
- 神山さやか
- 川島恵：一宮市
- 川村ゆみ
- 北原ミレイ：豊橋市
- 木村由姫
- きんさんぎんさん
- 倉橋ヨエコ
- ケイコ・リー：半田市
- 小出広美：海部郡大治町
- 小坂一也：名古屋市
- 後藤恭子：弥富市
- 後藤久美子（ジャズ歌手）
- 近藤晃央：刈谷市
- 近藤名奈：丹羽郡扶桑町
- 斎藤さおり（現：麻倉あきら）
- 坂井美唯子（シンデレラドリーム ミッドナイト☆パーティー）
- 阪本ひろ子：豊川市
- 佐倉ユキ：あま市
- 沢田玉恵：一宮市
- 沢田富美子：名古屋市
- しまざき由理：名古屋市
- JUNNA（ワルキューレ）
- Springs
  - 平野綾：名古屋市
- 新選組リアン
  - 榊原徹士：豊田市
- 杉本誘里
- 鈴木ユカリ：名古屋市
- 曽我直子
- 竹内綾乃（元Sister Q）
- 田村直美：名古屋市
- 段田男：みよし市
- TSUYOSHI：名古屋市
- 東京パフォーマンスドール
  - 川村知砂：岩倉市
- トライアングル
  - 上野真由美（現・上野マミ）：名古屋市
  - 加藤アキ（藤本あき、君塚良一の妻）：名古屋市
- なごみーず
  - 大野真澄：岡崎市
- なめ猫
- 西尾悦子：豊田市
- 早川えみ：名古屋市
- 原田潤：岩倉市
- 樋江井ありさ（ALISA）：稲沢市
- 久松史奈：名古屋市
- 平田香織：津島市
- ピンキーとキラーズ
  - 今陽子（ピンキー）：東海市
- 舟木一夫：一宮市
- Velforest.
  - IZNA
- ポピンズ
  - 金子恵実：名古屋市
  - 芳賀絵己子：名古屋市
- 堀澤麻衣子（オペラ歌手、シンガーソングライター）：名古屋市
- 牧れい：名古屋市
- 真咲よう子：名古屋市
- Machaco：名古屋市
- 三品瑠香（わーすた）
- maybe
  - 中江ゆきこ（現・中江友紀）：名古屋市
- 水谷麻里：津島市
- 水野きみこ：名古屋市
- 光岡昌美（元Sister Q、現・Mizca）
- 三船和子：一宮市
- May'n：名古屋市
- Melody
  - 若杉南（モモコクラブ、桃組No.3389）：名古屋市
  - 望月まゆ（モモコクラブ、桃組No.3419）：名古屋市
- 宮田まこ
- 森下純菜：名古屋市
- 守永初美：名古屋市
- 守谷香：犬山市
- 裕未瑠華
- 山口貴光：名古屋市
- 山田耕平：名古屋市
- 米倉ますみ
- 鷲津名都江（小鳩くるみ、NHKうたのおねえさん）：一宮市

### 宝塚歌劇団
- 珠城りょう（元月組トップスター）
- 一路真輝（元雪組トップスター）
- 紫とも（元雪組トップ娘役）
- 紫城るい（元宙組トップ娘役）
- 春風弥里（元花組男役）
- 遼河はるひ（元月組男役）
- 十碧れいや（元星組男役）
- 緒月遠麻（元宙組男役）
- 磯野千尋（元専科男役）
- 香坂千晶（元花組娘役）
- ゆいかれん（元月組娘役）
- 北原遥子（元雪組娘役）
- 遥羽らら（元宙組娘役）
- 紫門ゆりや（花組男役）
- 七城雅（月組男役）
- 大路りせ（宙組男役）
- 藍羽ひより（星組娘役）
- 山吹ひばり（宙組娘役）

### パフォーマー
- 岩田剛典（三代目J SOUL BROTHERS・EXILE）：名古屋市
- TOMO（DA PUMP）：尾張旭市
- 中尾翔太（FANTASTICS from EXILE TRIBE）
- 堀夏喜（FANTASTICS from EXILE TRIBE）:東海市

### 俳優

#### 俳優以外でも活躍した人物
- 青山雪雄（U. Aoyama。戦前のハリウッド俳優、実業家としても活躍した）：名古屋市
- あかせあかり（コスプレイヤー、歌手、TikToker）
- 天知茂（昭和を代表する名優の一人、歌手としてもヒット曲がある）：名古屋市
- 飯野おさみ（アイドル歌手時代にジャニーズのメンバーとして紅白歌合戦出場）：田原市
- 佳久創（過去にはラグビー選手としても活躍）：名古屋市
- 香里奈（ファッションモデル）：名古屋市
- 河合その子（アイドル歌手として4曲オリコン1位。アイドルだが『スケバン刑事』に悪役として出演した事は有名）：東海市
- 楠本柊生（演出家・脚本家・劇作家としても活躍）：名古屋市
- 黒崎レイナ（ファッションモデル）：名古屋市
- 小坂一也（歌手時代に紅白歌合戦3回連続出場）：名古屋市
- 小林亜実（アイドル歌手時代にSKE48のメンバーとして紅白歌合戦出場）：豊川市
- 今陽子（歌手時代に恋の季節で記録したオリコン17週1位の記録は現在も破られていない）：東海市
- 舘ひろし（歌手としても活躍し紅白歌合戦出場）：名古屋市
- 搗宮姫奈（モデル）
- 松井玲奈（アイドル歌手時代にSKE48・乃木坂46のメンバーとして活躍しSKE48では紅白歌合戦出場）：豊橋市、出生は兵庫県
- 松平健（俳優）：豊橋市
- 光永隆志（モデル）：名古屋市
- 森川葵（ファッションモデル）：東海市
- 渡辺美奈代（歌手）：北名古屋市

#### 太平洋戦争前の俳優
活動時期が主に戦前、戦後に活動した俳優も含む。
- 市川市丸：名古屋市
- 大林梅子：名古屋市
- 岡島艶子：名古屋市
- 三桝豊：名古屋市

#### その他の俳優
- 相川圭子
- あおい洋一郎：一宮市
- 青山雄
- 赤座美代子：名古屋市
- 赤楚衛二：名古屋市名東区（生まれは大阪府守口市）
- 浅井宏輔
- 麻田あおい
- 足木俊介：豊橋市
- 芦沢孝子
- 阿部亮平
- 天野鎮雄：名古屋市
- 天野浩成
- 有島一郎：名古屋市
- 綾瀬麗奈
- 安藤あき子
- 五十嵐めぐみ：名古屋市
- 池田良：名古屋市
- いしいすぐる：名古屋市
- 石黒寛：名古屋市
- 石田卓也
- 石堂夏央
- 磯村みどり
- 市川訓睦
- 石榑順子
- 伊藤美紀：名古屋市
- 伊藤綾祐：知立市
- 犬飼若博：豊田市
- 井上昭文：名古屋市
- 伊原茉莉花
- 岩城あさみ：長久手町
- 岩名美紗子：名古屋市
- 岩橋道子：名古屋市
- 植木等：名古屋市
- 植田靖比呂：豊田市
- 鵜飼真帆
- 宇高志保：名古屋市
- 内田喜郎：豊橋市
- 尾家キミ
- 大原康裕
- 大川恵子：名古屋市
- 大河元気
- 大塚水月：犬山市
- 大野由加里
- 大村波彦：名古屋市
- 大森絢音：豊橋市
- 大山鎬則
- 奥田瑛二：春日井市
- 尾嶋直哉
- 梶田夕貴
- 加瀬慎一
- 桂木文：名古屋市
- 加藤あい：清須市
- 加藤和樹：名古屋市
- かとうかず子：名古屋市
- 加藤遥奈
- 加納明
- 蒲生純一
- 川合伸旺：豊橋市
- 河合美佐
- 川口真五
- 川崎麻衣：名古屋市
- 川島なお美：名古屋市（出生当時は守山市）
- 神戸浩
- 木内みどり：名古屋市
- 北川勝博
- 木谷邦臣：蒲郡市
- 城戸真亜子（女優・画家）
- 木下あゆ美
- キマタン
- 京極圭
- 九太朗
- 久野明孝
- 建蔵
- 小出ミカ
- 古賀亘
- 小澤真利奈：名古屋市
- 小林亜実：豊川市
- 小林尚臣
- 駒田一：豊田市
- 小山剛志
- 小山茉美
- 小林親弘：日進市
- 小林亮太
- 近藤公園
- 近藤美恵子：名古屋市
- 近藤康成
- 近藤芳正：名古屋市
- 齋藤恵美子
- 斉藤麻衣
- 斉藤洋介：名古屋市
- 佐伯玲子
- 坂井徹
- 榊原伊織
- 佐々木洋平：豊川市
- 佐藤二朗：春日井市
- 佐藤友美：名古屋市
- 佐藤仁美
- 佐奈宏紀：名古屋市
- 佐野光洋
- 澤田喜代美
- 澤田怜央
- 篠田薫
- 柴山智加
- 志水季里子
- 清水宏：名古屋市
- 千うらら：名古屋市
- 杉浦花菜
- 杉浦直樹：岡崎市
- 杉浦理史：岡崎市
- 杉本悦子：名古屋市
- 鈴木駿
- 鈴木淳評
- 鈴木ほのか：一宮市
- 小林由希子：岡崎市
- 瀬戸朝香：瀬戸市
- 清野菜名：稲沢市
- 庄田侑右
- 仙道敦子：名古屋市
- 平沙織
- 高木心平：名古屋市
- 高木ナオ：名古屋市
- 高木万平：名古屋市
- 高杉俊介
- 高杉心悟
- 高橋愛莉
- 滝藤賢一：名古屋市
- 竹内康博
- 竹下景子：名古屋市
- 武田久美子：名古屋市
- ただのいっこ：名古屋市
- 谷口徹次：名古屋市
- 玉木宏：名古屋市
- 田山涼成：名古屋市
- 津田聖子
- 都築香弥子
- 寺部智英
- 戸田恵子：春日井市
- 戸田幸延
- 戸谷公次：名古屋市
- 戸部夕子：名古屋市
- 鳥居久美子：豊橋市
- 永井朋弥
- 長江英和：瀬戸市
- 中島陽典：名古屋市
- 中嶋聡彦
- 中野良子：常滑市
- 中村英児
- 中村嘉惟人：名古屋市
- 中村圭志
- 中山大豪
- 新妻聖子
- 西野誠：名古屋市
- 萩原みのり：名古屋市
- 服部妙子：名古屋市
- 服部樹咲
- 花巻五郎
- 葉山レイコ：名古屋市
- 原田篤
- 原田潤
- 平泉成：岡崎市
- 平田満：豊橋市
- 平手舞
- 平松広和
- 広瀬仁美：名古屋市
- 廣田高志
- 深谷みさお
- 福井博章
- 福澄美緒
- 福山廉士
- 藤井かほり
- 藤谷美紀：名古屋市港区
- 藤元英樹：東海市
- 北条隆博
- 本多裕香
- 本多友也
- 真魚：豊橋市
- 牧れい：名古屋市
- 増沢望：名古屋市
- 松下由樹：名古屋市
- 松原智恵子：名古屋市
- 松元恵美：名古屋市
- 松本博之
- 松本美奈子（松本あまり）
- 政所和行
- 三浦洋一：岩倉市
- 三國一朗：名古屋市
- 三角八朗：名古屋市
- 水谷誠伺
- 御友公喜
- 南美川洋子：名古屋市
- 南翔太
- 南利明：名古屋市
- 宮崎萬純：名古屋市
- 六車勇輝：岡崎市
- 武藤章生：名古屋市
- 村上大樹
- 森下千里：名古屋市
- 森下哲夫
- 森尚子：名古屋市
- 森山周一郎：名古屋市
- 森本レオ：名古屋市
- 吉原丈二
- 八神蓮：岡崎市
- 矢沢みのり：名古屋市
- 八十田勇一
- 山口香緒里
- 山口翔悟：名古屋市
- 山口粧太：名古屋市
- 山田明郷
- 山田昌：常滑市
- 山田裕貴：名古屋市名東区
- 山本剛史
- 山本裕典：豊川市
- 二代目悠木千帆
- 吉田隆太
- 若葉要
- 渡辺いっけい：豊川市
- 渡辺哲：常滑市
- 渡辺まちこ
- 渡貫太公（旧・渡辺卓）
- をはり万造：名古屋市

### 男性タレント
- あひる艦隊
  - 森井良太郎
- キャイ〜ン
  - 天野ひろゆき：岡崎市
- 荒ぶる神々
  - 田中勇紀
- 安穂野香（セーラー服おじさん）：津島市
- 岩崎なおあき
- 上野規行（ラジオパーソナリティー）
- オオカミ少年
- 鬼ヶ島
  - 野田勉 ：名古屋市
- 加藤晴彦：名古屋市東区
- ガロイン
  - 薗田剛
  - 伴雅哉
- 黒川慶一：名古屋市
- kento fukaya：大府市
- 高橋みつる：名古屋市
- 次長課長
  - 河本準一：名古屋市緑区生まれ、岡山県育ち
- コージー冨田：豊田市
- 古賀シュウ：福岡生まれ、愛知育ち
- ザクマシンガン
  - 山田祐樹
  - 石川勇樹
- ザブングル
  - 松尾陽介：名古屋市
- チャド・マレーン
  - ティ・カトウ
- 響
  - 小林優介：岡崎市
- ジプシーダンス
  - 前田涼
- Jaaたけや
- ジェラードン
  - アタック西本：名古屋市
  - 海野裕二：名古屋市
- ジャングルポケット
  - 太田博久：豊田市
- しあつ野郎：西尾市
- 侍PANG
  - タカギマコト
- タックイン
  - 三根孝彦：名古屋市
- ダルメシアン
  - 川口英之
- スピードワゴン
  - 井戸田潤：小牧市
  - 小沢一敬：知多市
- スギちゃん：一宮市（旧・尾西市）
- 底ぬけAIR-LINE
  - 小島忍：江南市
- ミルククラウン
- 竹内健人
- 多田木亮佑
- 玉川カルテット
  - 玉川平助
- 鉄崎幹人
- 戸井康成：一宮市
- 友井史人
- 東京03
  - 豊本明長：春日井市
- 早川伸吾：名古屋市
- パンサー
  - 向井慧：名古屋市
- はんにゃ
  - 金田哲：田原市
- ふとっちょ☆カウボーイ
- BOYS AND MEN
  - 田中俊介
  - 田村侑久：東浦町
  - 本田剛文：名古屋市
  - 平松賢人
  - 水野勝：名古屋市
  - 吉原雅斗：名古屋市
- ホンキートンク
  - 間瀬弾：半田市
- ボンクラーズ
  - 山田昌平
- まいける井上：名古屋市
- 牧田哲也：西尾市
- 牧田知丈
- マヂカルラブリー
  - 村上：新城市（当時は鳳来町）
- 三國一朗：名古屋市
- 宮下草薙
  - 草薙航基：名古屋市東区 (生まれは静岡県磐田市)
- 宮地佑紀生
- 宮本忠博：江南市
- ムートン
  - 島田浩史
- メルヘン倶楽部
  - 山内拓磨
- 山浦ひさし：東海市
- 山口賢貴
- やまもとまさみ
- 山本裕典：豊川市
- 横山アラン・ドロン
  - 横山アラン（高校）
- 元夜ふかしの会
  - 鈴木ちるど
- 楽珍トリオ
  - 我善導
- 若月
  - 若月徹：豊橋市
  - 今泉亮：豊橋市

### 女性タレント
- 青木さやか：尾張旭市
- 安達麗（レースクイーン）
- 天野由加里（レースクイーン）
- 荒ぶる神々
  - 馬場さおり
- 赤沼杏奈：名古屋市
- 犬塚志乃（レースクイーン、元dela）：豊橋市
- 岩田ちとせ：一宮市
- 岩間よいこ：名古屋市
- 宇宙兄弟
  - くまみき：岡崎市
- オアシズ
  - 大久保佳代子 ：田原市
  - 光浦靖子 ：田原市
- 大石まゆみ
- 大東めぐみ：名古屋市
- 大矢敦子：名古屋市
- 岡本祐佳：名古屋市
- 菅崎あみ
- ガンバレルーヤ
  - よしこ：豊田市（旧藤岡町）
- Kirari
- キンタロー。：岡崎市
- 古池真由美
- 纐纈みさき：春日井市
- 小倉沙耶
- 坂口美奈子：岡崎市
- 桜みずほ：名古屋市
- 佐野瑛厘：名古屋市
- 柴田菜月（レースクイーン）
- 神野三枝：岡崎市
- スパイク
  - 小川暖奈：名古屋市
- セクシー寄席
  - 星川桂：名古屋市
  - 光野亜希子：名古屋市
- 橘舞
- 田辺莉咲子
- 蔦絵梨奈：春日井市
- ちゃっきり娘
  - 二代目松原夏美
- 中江友紀：名古屋市
- 中田彩（「恋のから騒ぎ」、9期生）：名古屋市
- 中村愛（「恋のから騒ぎ」、8期生）：名古屋市
- 菜月
- 夏目佳奈：名古屋市
- 西川里美：名古屋市
- 西方凌（「恋のから騒ぎ」、9期生）
- 生見愛瑠：稲沢市
- 原田さとみ：大府市
- 兵藤ゆき：名古屋市
- 平松圭子：名古屋市
- 広澤草
- 福田知鶴：豊橋市
- 福田彩乃：豊田市
- 藤田陽子
- 二村麻美：名古屋市
- 野呂陽菜：名古屋市
- 野田ひろみ:小牧市
- ふるけいこ
- ボルサリーノ
- 増田彩乃
- 松原陽子（「恋のから騒ぎ」出身、11期生）：名古屋市
- 松本梓：名古屋市
- 間宮夕貴：名古屋市
- 南久惠（美容研究家、デザイナー、ミセス・グローブ2015日本代表、ミセス・ユニバース2016日本代表、ミセス・アース2017初代日本代表）：名古屋市
- 水野裕子：一宮市
- 宮瀬なこ
- 宮野久美子：豊橋市
- 村瀬みちゃこ：名古屋市
- 桃月なしこ：豊橋市
- もものすけ
- 森下千里：名古屋市
- 森山るり
- 矢野きよ実：名古屋市
- 山下佳代
- 優木紗和
- 雪平莉左
- 吉澤遥奈：名古屋市
- 吉田有希
- RUI （iScream） LDH所属
- 渡辺美奈代：北名古屋市

### アイドル

#### オーディション等の優勝者・入賞者
- アミューズ30周年記念オーディション
  - 清水くるみ（グランプリ）：大府市
  - 伊藤直人（審査員特別賞）：名古屋市
  - 福田彩乃（全国オーディション2009バラエティー部門賞）：豊田市
- ギャオーディション
  - 佐井祐里奈（初代グランプリ）
- クラリオンガール
  - 黒川ゆり（グランプリ）：一宮市
  - 宮崎萬純（宮崎ますみ、グランプリ）：名古屋市
  - 尾崎恵理（特別賞）：名古屋市
  - 堀江しのぶ（特別賞）：清須市
- 『スター誕生!』決戦大会チャンピオン
  - 岡田有希子（日本レコード大賞最優秀新人賞、ブロマイド売り上げ女性アイドル1位、等）：名古屋市
- スーパー・ヒロイン・オーディション ミス・フェニックス
  - 関戸優希（準グランプリ）
  - 高木古都（審査員特別賞）
- 全国女子高生制服コレクション 2009年からはグラビアJAPAN
  - 水沢奈子（2007グランプリ）暫定「準グランプリ」[注 1] から、最終的に「グランプリ」を受賞。：名古屋市
  - 竹富聖花（2010グランプリ、Rayのモデル）
  - 藤崎安可里（1999準グランプリ）：名古屋市
  - 福留佑子（2005準グランプリ）
  - 清野菜名（2009準グランプリ、ピチレモンのモデル）：稲沢市
  - 秋山実希（1995ファイナリスト）
  - 上堂薗恭子（2005ファイナリスト）
  - 香坂まや（2010ファイナリスト）
  - 水谷望愛（2010ファイナリスト）：名古屋市
- 全日本国民的美少女コンテスト
  - 藤谷美紀（初代グランプリ）：名古屋市
  - 武井咲（部門賞ダブル受賞、モデル）：名古屋市
  - 清水由紀（本選出場、美少女クラブ31）：刈谷市
  - 曽田茉莉江（本選出場、美少女クラブ31）：名古屋市
  - 牧野紗弥（本選出場、モデル、昭和シェル石油イメージパーソナリティ）
- 東宝シンデレラ
  - 戸松遥（2006ファイナリスト、声優）：一宮市
- ホリプロタレントスカウトキャラバン
  - 伊藤美紀（1986グランプリ）：名古屋市
  - 佐藤仁美（1995グランプリ）：名古屋市
  - 高田橋久子（1977審査員特別賞）
  - 中林芽依（2003ファイナリスト）：名古屋市
  - 倉地恵利（2004ファイナリスト）
- ミスマガジン・ミスヤングマガジン
  - いとうまい子（伊藤麻衣子、ミスマガジン初代グランプリ）：名古屋市
  - 中村通代（第8回ミスマガジン・グランプリ）：名古屋市
  - 山田まりや（ミスヤングマガジン初代グランプリ）：名古屋市
  - 高木加織（入賞）
  - 高木古都（2009審査員特別賞）
  - 丹羽未来帆（セミファイナル、元ニコラのモデル）
  - 三国由奈（セミファイナル）：名古屋市
  - 沢口愛華（2018グランプリ）：名古屋市
- ミスFLASH
  - 崎川みずき（2020グランプリ）

#### テレビ局のアイドルプロジェクト
- 日テレジェニック
  - 石岡真衣：豊田市（恵比寿★マスカッツのメンバー）
  - 大矢真夕：稲沢市
  - 加藤あい（元ピチレモンのモデル）：清須市
  - 中島礼香：尾張旭市

#### その他のアイドル
- 葵果子（ジュニアアイドル）
- 葵ゆりか
- 赤松恵
- 赤松唯
- 彩月貴央（元『ラブベリー』モデル）
- 安藤笑 - NEXT GENERATION
- 石川佳奈
- 石川優実
- 石田未来：小牧市
- 伊藤千晃 - 元AAA
- 伊藤千咲美 - 元GEM
- 伊藤麻衣
- AKB48グループ
  - AKB48元メンバー
    - 片山陽加：千葉県で育つ
    - 金子智美：豊橋市
    - 木﨑ゆりあ - 元SKE48：春日井市
    - 後藤萌咲：名古屋市
    - 小森美果 - 元渡り廊下走り隊7
    - 野村奈央：名古屋市
    - 横島亜衿：名古屋市

  - SKE48
    - 青海ひな乃：尾張旭市
    - 鎌田菜月
    - 熊崎晴香
    - 坂本真凛
    - 佐藤佳穂：豊橋市
    - 中野愛理
    - 野村実代：名古屋市

  - SKE48元メンバー
    - 阿比留李帆
    - 石田安奈 - 元AKB48
    - 犬塚あさな
    - 梅本まどか：名古屋市
    - 江籠裕奈
    - 大矢真那
    - 小木曽汐莉
    - 小畑優奈：安城市
    - 加藤智子
    - 川嶋美晴
    - 北川綾巴 - 元AKB48：知立市
    - 木下有希子（現・木下ミシェル）
    - 木本花音 - 元HKT48
    - 後藤楽々
    - 佐藤実絵子
    - 白井琴望
    - 末永桜花
    - 菅なな子
    - 須田亜香里：名古屋市
    - 高井つき奈
    - 竹内彩姫
    - 高柳明音 - 元NMB48：名古屋市
    - 中西優香 - 元AKB48
    - 中村優花：碧南市
    - 野島樺乃 - 現et-アンド-
    - 林美澪
    - 原望奈美
    - 日高優月
    - 平田璃香子
    - 平松可奈子：東海市
    - 古川愛李
    - 古畑奈和 - 元AKB48
    - 松井珠理奈 - 元AKB48：春日井市
    - 松本梨奈
    - 宮前杏実
    - 向田茉夏：春日井市
    - 矢神久美
    - 若林倫香

  - SDN48元メンバー
    - 木本夕貴
    - 近藤さや香

  - NGT48元メンバー
    - 北原里英 - 元AKB48、SKE48、Not yet：一宮市
- 大友みなみ：碧南市
- 岡田愛 - 元さくら学院、元おはガール
- 尾澤るな - 元SUPER☆GiRLS：名古屋市
- 小田ひとみ
- 音井結衣 - SWEET STEADY
- 大橋裕美子 - 乙女塾6期生、新井貴浩の妻
- 海川ひとみ
- 垣内彩未
- 片岡未優 - 元虹のコンキスタドール
- 加藤沙耶香 - 元アイドリング!!!、元桜（もも）mint's：一宮市
- 加藤美穂
- 河西莉子
- 壁谷明音
- 菊地最愛 - BABYMETAL（MOAMETAL名義）：名古屋市
- 木村裕子
- 楠織あやの
- 工藤ちあき
- 古賀美智子 - THE PINK☆PANDA、プチエンジェル
- 小久保柚乃 - 私立恵比寿中学
- ココ・パーティン・ココ（PARADISES）
- 小島ミカ
- 小林美香 - P-chicks
- 西葉瑞希
- 坂道シリーズ
  - 乃木坂46
    - 佐藤楓：名古屋市
    - 遠藤さくら：名古屋市
    - 筒井あやめ：名古屋市

  - 乃木坂46元メンバー
    - 永島聖羅：碧南市

  - 欅坂46元メンバー
    - 平手友梨奈：北名古屋市
    - 鈴本美愉：豊田市
    - 稲熊ひな

  - 日向坂46
    - 山下葉留花：知多市
- 桜井真紀 - KNU23
- 上西星来 - 元第二期東京パフォーマンスドール
- 杉浦里穂 - キャナァーリ倶楽部元メンバー、元ラブベリーのモデル
- 杉本悦子 - 結婚願望〜kekkonganbo〜
- しずな - COSMETICS
- さくら - 旧芸名・杉安広美
- 桜っ子クラブさくら組元メンバー
  - 岩名美紗子 - 小谷みさこ、元東京パフォーマンスドール
  - 大山アンザ - ANZA、初代セーラームーン
  - 山内麻椰（山内麻弥）
- 佐々木舞香 - =LOVE：豊橋市
- 佐藤和沙
- 杉村ミレイ
- 鈴木咲
- 千小町 - ファンタ☆ピース
- 高井菜緒 - ワンダフルガールズ：名古屋市
- 高橋まみ
- 竹内のぞみ：岡崎市
- 田代さやか：名古屋市
- TEAM SHACHI
  - 秋本帆華
  - 咲良菜緒
  - 坂本遥奈
  - 大黒柚姫
  - 卒業メンバー
    - 安藤ゆず
    - 伊藤千由李
- 都築あこ：名古屋市
- dela
  - 沢井里奈
  - 綾瀬麗奈
  - 村田万葉
  - 卒業メンバー
    - 近藤真琴
    - 川崎成美 - 元SKE48
    - 神田風音
- 寺田ちひろ - Bibus Music Club
- 土岐麻梨子
- 戸田歩：名古屋市
- 七谷明日香
- 那蘭のどか - 元ZOC
- 新美若奈 - 女猿
- 西ひより
- 陽稀 - 元THE HOOPERS・現ael-アエル- (有光陽稀)
- ハロー!プロジェクト
  - 牧野真莉愛 - モーニング娘。：西尾市
  - 橋迫鈴 - アンジュルム
  - 村田結生 - つばきファクトリー
  - 米村姫良々 - OCHA NORMA
  - 鈴木香音 - 元モーニング娘。
  - 藤井梨央 - 元こぶしファクトリー
  - 和田桜子 - 元こぶしファクトリー
  - 新沼希空 - 元つばきファクトリー
  - 八木栞 - 元つばきファクトリー
  - 山﨑夢羽 - 元BEYOOOOONDS
- 府川弥生：西尾市
- ベイキャニオンズ
  - 原田ゆうか - VENUS
  - 山内えりか - Hipp's
- 細野由華：名古屋市
- 堀田ゆい夏：豊橋市
- 堀つかさ
- 前原あい
- 牧野志帆
- 真野しずく
- 光岡昌美
- ミニスカポリス
  - 朝比奈まり - 初代ポリス
  - 滝ありさ - 14代目ポリス
- 桃屋マミ - 平成琴姫
- 森崎まみ
- 森下千里：名古屋市
- LAPONEエンタテインメント
  - JO1
    - 木全翔也：名古屋市
    - 佐藤景瑚：名古屋市

  - INI
    - 木村柾哉：名古屋市
- LAPONE GIRLS
  - ME:I
    - 加藤心（ココロ、元Cherry Bullet）
    - 櫻井美羽
    - 清水恵子
- RIO - NiziU
- YS乙女学院
  - 大友さゆり - ミスYS乙女学院 1学期
  - 河崎晴美
  - 倉内沙莉 - 元『melon』のモデル
  - 倉橋沙由梨
  - 五藤真愛
  - 滝ありさ
  - 福永ちな
  - 元木あき
  - 森ともみ（森下芽衣）
- 吉見早央
- 吉野里亜

#### SMILE-UP
- 葵てるよし：名古屋市
- 飯野おさみ（元ジャニーズ）
- 田口淳之介（元KAT-TUN）（出身は神奈川県）
- 千賀健永（Kis-My-Ft2）：名古屋市
- 成田昭次（元男闘呼組）：名古屋市
- 平野紫耀[12]（元King & Prince）：名古屋市
- 浮所飛貴（美 少年／ジャニーズJr.）

### ミスコンテスト
- 名古屋美人も参照。
- ミス日本
  - 河村さやか（2007ミス日本、ミス海の日）：豊山町
  - 鶴田真理子（入賞、モデル）：岡崎市
- ミス・ユニバース
  - 近藤美恵子（1954日本代表、女優）：名古屋市
  - 大須賀喜久代（1969日本代表、世界大会5位入賞、モデル）
  - 安藤あき子（安藤晃子、1992日本代表、女優）
  - 葛谷由香里（2005日本代表、モデル）：一宮市
  - 木下智子（2004ミス・ユニバースジャパン 15ファイナリスト）
- ニューカレドニア・プリンセスコンテスト
  - 細野由華（2001準ミス）
- モルディブイメージガールコンテスト
  - 右手愛美（第5回グランプリ）

ミスキャンパス
- ミスオールキャンパスの入賞者以外は、地元出身者の多い愛知県の大学を除く。
- ファイナリストは多数の為、アナウンサー等の有名人に限定した。
- ミスオールキャンパス ミスキャンパスの全国大会 現在の名称はMiss of Miss Campus Queen Contest。
  - 西村美保（1999ミスオールキャンパス・グランプリ、1999ミスキャンパスKANSAI・グランプリ、1999ミス神戸女学院、2005ミス・ユニバースジャパン 15ファイナリスト）：名古屋市
  - 杉浦友紀（2003Miss of Miss Campus Queen Contest準グランプリ、2003ミスソフィア、NHKアナウンサー）：名古屋市
  - 長野美郷（2006Miss of Miss Campus Queen Contest RITZ賞、2006ミスソフィア。『めざましテレビ』5代目お天気キャスター）
- ミス青山学院
  - 市川寛子（『報道ステーション』サブキャスター。テレビ朝日）：名古屋市
  - 村上知奈美（セント・フォース）：名古屋市
  - 三浦茉莉（ファイナリスト、セント・フォース）：名古屋市
- ミス成城大学
  - 上野ゆい（元セント・フォース）
- ミス清泉女子大学
  - 吉田恵（『新報道2001』キャスター。『めざましテレビ』2代目お天気キャスター）：名古屋市
- ミスソフィア
  - 米森麻美（『ルックルックこんにちは』3代目キャスター。元日本テレビ）：名古屋市
- ミス立教大学
  - 川部絢子（2007ファイナリスト、テレビ岩手アナウンサー。元・『おは天』キャスター）：名古屋市

### モデル

#### 女性誌の専属モデル等
過去の専属モデル、専属以外のモデルも含む。
- AneCan
  - 鈴木サチ（専属、元ViVi専属モデル）
  - 真山景子（専属、元JJ専属モデル）：名古屋市
- S Cawaii! オーディション・グランプリ受賞モデル
  - 杉浦美帆（グランプリ、専属）：岡崎市
- egg
  - 瀬戸ももあ（専属）
- ef
  - えれな（専属）←『CanCam』：名古屋市
- mc Sister
  - 森本さやか（専属、フジテレビ）：名古屋市
  - 大山千穂：東海市
- oggi
  - 佐伯英恵（専属、元ef専属）：犬山市
  - 林田岬優（専属）
- CanCam
  - 麗菜（専属）：名古屋市
  - 西山真以：名古屋市
- 小悪魔ageha
  - 奈々子：名古屋市
- JJ
  - 大友みなみ（専属）：碧南市
  - くらなりん、現・椋名凛（現在は香港で活躍）：名古屋市
  - 近藤圭都（専属）
  - 鈴原あいみ（神コレモデルオーディショングランプリ、専属）：安城市
  - 能世あんな（専属）：名古屋市
- 読者モデル
  - 近藤英恵（テレビ静岡）：岡崎市
- JJbis
  - 遠藤友理奈（専属）：名古屋生まれ春日井育ち
  - 垣内彩未（専属、元『melon』専属モデル）：名古屋市
- JELLY
  - 山本優希（専属）：名古屋市
- SPY GIRL
  - 佐藤かよ（専属、『BLENDA』読者モデル）
- セブンティーン
  - 麻倉あきら（斉藤さおり、1984準グランプリ。歌手、元ROmantic Modeボーカル、専属）
  - 杉浦未幸（杉浦美雪、1986特別賞、元おニャン子クラブ、専属）：名古屋市
  - 武井咲（専属、女優としても活躍）：名古屋市
  - 高田有紗（ミスセブンティーン2009、専属）：名古屋市
  - 中根成美（ミスセブンティーン2003、専属）：名古屋市
  - はねゆり（専属、元『melon』専属モデル、女優としても活躍）：名古屋市
  - 森川葵（ミスセブンティーン2010、専属） : 東海市
  - 山本裕典（ボーイフレンド専属モデル、俳優）：豊川市
- Domani・GRACE
  - 春香
- ニコ☆プチ
  - 廣岡まりあ：名古屋市（アメリカ生まれ）
- ニコラ オーディション・グランプリ受賞モデル
  - 田中若葉（グランプリ、専属）
  - 丹羽未来帆（グランプリ、専属、女優としても活躍）
  - 山田絵里奈（グランプリ、専属）
- non-no
  - 岡本あずさ（専属、元セブンティーン専属モデル、女優としても活躍）：名古屋市
  - 日南響子（専属、元ニコラ専属モデル）
  - 平手舞（女優）
  - 水沢エレナ（専属、元セブンティーン専属モデル、女優としても活躍）：名古屋市
  - 鈴木雄貴（ノンノ・ボーイフレンド大賞）
- Happie nuts
  - 尾崎紗代子（専属、元egg専属モデル）
  - 舘谷恵利子（専属、元ES POSHH!専属モデル）：名古屋生まれ東京育ち
- Hana*chu→
  - 水沢奈子（専属）：名古屋市
- ViVi
  - 紗羅マリー（専属、元ニコラ専属モデル）：名古屋市
  - 紗耶（専属）：名古屋生まれアメリカ育ち
  - 福井仁美（net ViVi、専属）
- ピチレモン オーディション・グランプリ 準グランプリ受賞モデル
  - 右手愛美（グランプリ、専属、ピポ☆エンジェルズ）：小牧市
  - 加藤里奈（専属、現・NHK名古屋放送局契約キャスター）：名古屋市
  - 壁谷明音（グランプリ、専属、ピポ☆エンジェルズ）：岡崎市
  - 北村梨夏（グランプリ、専属）
  - 清野菜名（グランプリ、専属）
- PINKY
  - 五藤真愛（専属）
- Popteen
  - 伊藤千晃（AAA）：名古屋市
  - 荻野心
  - 熊谷真里
  - 筒井結愛
- PopSister
  - 近藤千尋（専属）
- MORE
  - 山田みお（専属、元JJ専属モデル、JJ時代は上月美緒）：名古屋市
- ラブベリー
  - 刈谷友衣子（専属）
  - 近藤彩希（専属）
  - 菅沼美帆（専属）：豊川市
  - 渡辺梨夏子（専属）
- Ray
  - 彩友美（元専属）：名古屋市
  - 岡崎紗絵 (専属)  ：名古屋市
  - 香里奈（専属）：名古屋市
  - 紺野ゆり（専属、元セブンティーン専属モデル）
  - 竹富聖花（専属）
- Men's egg
  - 横田亜美

#### キャンペーンガール
- 旭化成水着キャンペーンガール
  - 21代 葵千智（CMでブレイク後、タレントへ、美少女H3）：春日井市
  - 23代 岬たか子（現・みさきゆう）：名古屋市
  - 34代 蔵歩実：一宮市
- アサヒビールイメージガール
  - 2010年 暮沼まみ：名古屋市
- キリンビールキャンペーンガール
  - 2002年 西村美保：名古屋市
- サッポロビールキャンペーンガール
  - 14代 眞野裕子
  - 15代 紗川理帆：南知多町
  - 16代 鈴木ゆかり
  - 17代 村上恵梨：一宮市
- 昭和シェル石油イメージパーソナリティ
  - 4代 牧野紗弥（全日本国民的美少女コンテスト出身）
- 東レキャンペーンガール
  - 2022年 - 2024年 間瀬遥花︰名古屋市
- 「ビクター・甲子園ポスター」キャンペーン
  - 2000年 愛里
- ミラキャラットガール
  - 2期生 鈴原あいみ
  - 4期生 関戸優希
- ワイルドブルーヨコハマキャンペーンガール
  - 2001年 細野由華：名古屋市

#### その他の活躍モデル
- 小越しほみ
- 星島沙也加（モデル）：名古屋市
- 河井日奈子
- 川崎郁美（セントラルジャパン）：東海市
- Kirari
- 久瑠あさ美（『JJ』、『Ray』、女優）：名古屋市
- 奥ゆり：名古屋市
- 山川敦子（ファッション誌等で活躍）
- 有規衣（ファッション誌等で活躍）
- 松浦舞依
- 田中優夏：長久手市
- 西原さつき：名古屋市
- 水瀬あいみ
- 和合麻美：豊川市
- 鈴原あいみ：安城市
- 白井美帆：名古屋市
- 千葉紀佳：名古屋市
- 日野礼香：名古屋市
- 松田蘭
- 山内ともな
- 瑚都

男性モデル
- 市野世龍
- 契月（モデル、俳優）
- Shogo
- 佐野岳（ジュノン・スーパーボーイ・コンテストグランプリ）
- 原田淳史（FINEBOYSグランプリ）
- 八神蓮：岡崎市

#### モデルオーディション
- 神コレモデルオーディション
  - 清川遥加（2008ファイナリスト）

### 落語家
- 八代目朝寝坊むらく
- 桂鷹治：岡崎市
- 桂文月：豊橋市
- 雷門喜助：名古屋市
- 雷門小福：名古屋市
- 登龍亭福三：名古屋市
- 気取家延若：名古屋市
- 三遊亭愛楽：岡崎市
- 三遊亭栄豊満：半田市
- 三遊亭圓丈：名古屋市
- 三遊亭好好：名古屋市
- 4代目三遊亭萬橘：宝飯郡
- 初代三遊亭三福：名古屋市
- 三代目三遊亭とん馬：半田市
- 二代目三遊亭ぽん太：名古屋市名東区
- 三遊亭楽松
- 三遊亭鳳月：豊川市
- 初代橘家蔵之助：名古屋市
- 立川わんだ：名古屋市
- 立川平林：知多郡東浦町
- 五代目林家正蔵
- 八代目都家歌六：名古屋市

### 講談師
- 五代目宝井馬琴：南知多町

### マジシャン
- 石田天海（大正、昭和時代のマジシャン）
- スピリット百瀬
- バーディー・コヤマ
- マーカ・テンドー：名古屋市
- マギー勝司：大府市

### アダルトタレント
- あいだゆあ
- 愛間みるく
- 青山遥
- 秋元なつみ
- 浅乃ハルミ
- 東惣介
- 安倍なつき
- 有森麗
- 飯島愛子
- 石川みずき
- 石原める：名古屋市
- 稲森ケイト
- 上原留華
- 大空かのん
- 笠木あやか
- 和希セイラ
- 神谷梨々
- 神楽メイ
- 菊池えり：名古屋市
- 菊地エリ
- 黒姫伊織
- さいとう真央
- 桜田由加里
- 高杉綾美
- 竹内まり
- 辰巳ゆい
- 中野美奈
- 西村あみ
- 早坂絵麻
- 福沢あや
- ふわり
- 姫咲りりあ
- 穂波さやか
- 三咲恭子：名古屋市
- 美島涼
- 美穂由紀：豊橋市
- 結城かれん
- 渡瀬安奈
- 三上悠亜
- カンパニー松尾（監督）：名古屋市
- 長瀬ハワイ（監督）
- 一鬼のこ（緊縛師）：名古屋市
- 吉川蓮民：名古屋市

### 声優
- あおい洋一郎：一宮市
- 青山穣[13]
- 浅井晴美
- あたか誠
- 天野有希子
- 天野由梨：（京都市伏見区生まれ）
- 五十嵐夕夏
- 石田彰：日進市
- 伊東絵実
- 石原浩樹
- 伊月ゆい：名古屋市
- 牛村友哉
- 内山悠里菜
- 梅里紗生：名古屋市
- 梅津秀行
- 江川大輔
- 大鐘則子
- 大西亜玖璃
- 大野柚布子：名古屋市
- 大山鎬則
- 岡田純子
- 小澤麗那
- 落合福嗣：名古屋市
- 落合るみ
- 小野徳己
- 利田優子
- 各務華梨：（アメリカ合衆国・カリフォルニア州生まれ）
- 梶田夕貴
- かとうあずさ：名古屋市
- かとうかおる
- 加納明
- 加納千秋
- 亀岡真美：知多市
- 神田朱未：名古屋市
- 岸尾だいすけ：小牧市
- 北川勝博
- 鬼頭明里：名古屋市[14]
- 桑原基
- 小林親弘：日進市
- 光明寺敬子
- 後藤邑子
- 小山剛志
- 小山茉美：西尾市[15]
- 近藤隆
- 櫻井孝宏：岡崎市[16]
- 佐藤実季
- 志賀克也
- 柴本浩行：岩倉市
- 進藤あまね
- 杉山佳寿子：名古屋市
- 杉山裕子
- 鈴置洋孝：名古屋市
- 鈴木勝美
- 鈴木達央：岡崎市[17]
- 鈴木富子
- 鈴木渢
- 鈴木みのり（ワルキューレ）
- 鈴木崚汰[18]
- 鈴森勘司
- 諏訪彩花：日進市育ち、名古屋市生まれ
- 竹内栄治
- 武田羅梨沙多胡
- 田中健大：名古屋市
- 丹下桜：葉栗郡（現・一宮市）
- 戸谷公次：名古屋市
- 戸田真衣子
- 戸松遥（スフィア）：一宮市
- 中嶋聡彦：名古屋市
- 長縄まりあ
- 中山恵里奈：小牧市
- 永山奈々
- 中山瑶子
- 夏目桂輔：豊橋市
- 丹羽紫保里
- 野川さくら：豊橋市
- 野澤英義
- 野々村真白
- 羽飼まり
- 服部加奈子
- 平野綾：名古屋市
- 福積沙耶
- 福山廉士
- 本渡楓：名古屋市
- 牧口真幸
- 間島淳司：名古屋市
- 松井恵理子：蒲郡市
- 水谷優子：海部郡
- 三ツ矢雄二：豊橋市
- 村井かずさ：名古屋市
- 村井理沙子
- MoeMi：名古屋市
- 持月玲依
- 本美奈子
- 森訓久
- 森ひろ子
- 守屋ユウ：大府市
- 安井邦彦：名古屋市
- 山口裕美子
- 柚木涼香：安城市

### ダンサー
- 林祐衣：名古屋市

### YouTuber
- 東海オンエア：岡崎市・安城市
- きまぐれクック：知多半島
- ゆん（ヴァンゆんチャンネル）：名古屋市
- 三納貴弘（三納物語）：瀬戸市
- こなん
- なっち
- ジュン（レイチェル＆ジュン、JunsKitchen）：名古屋市
- 宝鐘マリン（ホロライブ所属バーチャルYouTuber）
- 夏色まつり（ホロライブ所属バーチャルYouTuber）
- 朝倉未来：豊橋市
- 朝倉海：豊橋市
- ぺいんと（日常組）

## スポーツ選手

### 大相撲
- 愛知山春雄（元前頭4枚目）：西尾市
- 明瀬山光彦（元前頭12枚目。現井筒親方）：春日井市
- 朝乃若武彦（元前頭筆頭。現若松親方）：一宮市
- 旭豊勝照（元小結。現立浪親方）：春日井市
- 渥美洋正征（元十両12枚目）：田原市
- 綾瀬川山左エ門（元大関）：稲沢生まれ、大阪生まれの二説あり。
- 市原孝行（元前頭13枚目）：名古屋市
- 稲野花倉吉（元前頭7枚目）：一宮市
- 大碇紋太郎（元大関、京都相撲の横綱）：半田市
- 大錦大五郎（第28代横綱）：弥富市
- 魁勝旦祈（現役）：西尾市
- 和晃敏郎（元前頭筆頭）：蒲郡市
- 琴光喜啓司（元大関）：岡崎市
- 鯱ノ里一郎（元前頭3枚目）：名古屋市
- 須佐の湖善誉（元十両2枚目）：知多市
- 代官山康弘（元十両11枚目）：名古屋市
- 大飛進（元前頭2枚目）：名古屋市
- 玉飛鳥大輔（元前頭9枚目。現熊ヶ谷親方）：名古屋市
- 玉の海正洋（第51代横綱）：蒲郡市
- 出羽疾風龍二（元十両9枚目）：岡崎市
- 天凰山豊（元十両13枚目）：知立市
- 栃王山裕規（元前頭筆頭）：名古屋市
- 栃司哲史（元関脇。現入間川親方）：名古屋市
- 栃剣展秀（元前頭2枚目）：名古屋市
- 富風悟（元十両8枚目）：弥富市
- 錦戸春吉（元前頭15枚目）：豊川市
- 春ノ山竜尚（元前頭10枚目）：豊田市
- 藤ノ川祐兒（元前頭3枚目）：大府市
- 武雄山喬義（元前頭筆頭。現山分親方）：豊橋市
- 鳳凰倶往（元関脇）：蒲郡市
- 舛名大周一（引退）
- 益荒海幸太（元十両5枚目）：豊田市
- 八尾ヶ関周藏（大坂相撲の大関）：愛西市
- 若二瀬唯之（元小結）：西尾市
- 若前田英一朗（元関脇）：清須市

#### 行司
- 木村越後
- 25代木村庄之助：名古屋市
- 26代木村庄之助

### サッカー
- 青山直晃（鹿児島ユナイテッドFC）：一宮市
- 秋田豊（高知ユナイテッドSC監督）：名古屋市
- 秋山拓也（FC大阪）：豊田市
- 安藤駿冶（FCマルヤス岡崎）
- 池内豊（U-15日本代表監督）
- 石舘靖樹（元柏レイソル）：刈谷市
- 伊藤翔（横浜FC）：春日井市
- 伊藤優汰（元アルビレックス新潟）
- 石井綾（wyvern）：岡崎市
- 石原卓（1.FCザールブリュッケン）
- 磯村亮太（元名古屋グランパスエイト）：瀬戸市
- 井上詩音（ベガルタ仙台）：名古屋市
- 今村義朗（Jリーグ審判員）
- 鵜飼亮多（栃木ウーヴァFC）
- 宇野秀徳（前カターレ富山コーチ）
- 大城佑斗（FCマルヤス岡崎）
- 大南拓磨（OHルーヴェン）：刈谷市
- 岡山哲也（元名古屋グランパスエイト）：名古屋市
- 梶野智（元セレッソ大阪）
- 梶野智幸（セレッソ大阪 西U-15監督）
- 加藤大智（愛媛FC）
- 加藤正明（元日本代表）
- 加藤康弘（FCザカルパッチャ・ウージュホロド・ウクライナ）：蒲郡市
- 神丸洋一（元愛媛FC）：春日井市
- 神谷駿文（藤枝MYFC）
- 神谷凱士（FC琉球）：西尾市
- 神谷椋士（FC刈谷）：西尾市
- 河合雄介（FC刈谷）：名古屋市
- 川本泰三（第1回日本サッカー殿堂入り）：瀬戸市
- 川本良二（ツエーゲン金沢GKコーチ）
- 金成純（[FC琉球]）
- 金弘淵（ヴァンラーレ八戸）
- 熊澤圭祐（FCマルヤス岡崎）
- 久保藤次郎（柏レイソル）
- 栗本広輝（Honda FC）
- 小澤竜己（元FC東京）
- 小島亨介（柏レイソル]）：豊田市
- 近藤岳登（元ヴィッセル神戸）：豊川市
- 今藤幸治（元ガンバ大阪）：刈谷市
- 斎藤大輔（元ジェフユナイテッド千葉）
- 境田雅章（元日産自動車サッカー部）
- 佐藤和樹（ヴァンラーレ八戸）：名古屋市
- 佐藤隆治（審判員）
- 新里亮（チエンマイ・ユナイテッドFC）：岡崎市
- 菅原渉（FC大阪）
- 杉浦駿吾（名古屋グランパス）
- 杉森考起（徳島ヴォルティス）：春日井市
- 鈴木彩貴（元横浜F・マリノス）
- 鈴木陽人（名古屋グランパス）
- 鈴木椋大（ジェフユナイテッド千葉）：豊川市
- 瀬戸貴幸（FCアストラ・ジュルジュ）：名古屋市
- 高橋英辰（第1回アジアユース日本代表監督、元日本代表監督）
- 高原幹（流通経済大学サッカー部、元名古屋グランパス）：豊明市
- 高柳昂平（グルージャ盛岡）：日進市
- 竹本一彦（東京ヴェルディGM、元日本女子代表コーチ）
- 谷真一郎（ヴァンフォーレ甲府フィジカルコーチ）
- 田村翔太（ロアッソ熊本）：尾張旭市
- 鄭大世（元清水エスパルス）：名古屋市
- 鄭容臺（元名古屋グランパスエイト、横浜FC）：名古屋市
- 田隆法（元藤枝MYFC）
- 築舘秀飛（FCマルヤス岡崎）
- 鶴田道弘（元名古屋グランパスエイト）
- 鳥羽俊正（元水戸ホーリーホック）
- 富田康仁（アスルクラロ沼津）
- 中西哲生（元名古屋グランパスエイト）：名古屋市
- 中根広稀（FCマルヤス岡崎）
- 中野裕太（FC刈谷）
- 中村亮太（ブラウブリッツ秋田）：名古屋市
- 永芳卓磨（元栃木SC）
- 新田涼（湘南ベルマーレコンディショニングコーチ）
- ノリエガ・エリック（清水エスパルス）：豊橋市
- 長谷川務（サウルコス福井）
- 長谷川徹（徳島ヴォルティス）：瀬戸市
- 花井聖（Cento Cuore HARIMA）：みよし市
- ピサノ・アレックス幸冬堀尾（名古屋グランパス）：春日井市
- 平林輝良寛（元レノファ山口FC）：稲沢市
- 福ヶ迫知秀（FCマルヤス岡崎）
- 福島新太（ヴェルスパ大分）
- 福嶋洋（元V・ファーレン長崎）
- 吹ヶ徳喜（徳島ヴォルティス）
- 藤井貴（元FC琉球）：武豊町
- 藤井陽也（KVコルトレイク ）：春日井市
- 本多勇喜（京都サンガF.C.）：一宮市
- 松浦敦史（元徳島ヴォルティス）：知立市
- 松澤彰（カターレ富山）：長久手市
- 松田勉（元FC岐阜）
- 三浦弦太（ガンバ大阪）：豊橋市
- 三浦雄也（元V・ファーレン長崎）：東海市
- 水野泰輔（VONDS市原）：犬山市
- 光崎伸（清水エスパルス）：刈谷市
- 宮市剛（カマタマーレ讃岐）：岡崎市
- 宮市亮（横浜F・マリノス）：岡崎市
- 村岡誠（フットサル日本代表フィジカルコーチ）
- 盛田剛平（元浦和レッドダイヤモンズ）：名古屋市
- 森晃太（福島ユナイテッドFC）：安城市
- 森勇人（カマタマーレ讃岐）：安城市
- 安原成泰（FC刈谷監督）
- 山尾光則（愛知FCコーチ）
- 山道高平（元名古屋グランパスエイト）
- 山村泰弘（元ヴァンフォーレ甲府）
- 山本浩正（元セレッソ大阪）：岡崎市
- 吉田光範（元日本代表、ジュビロ磐田）：刈谷市
- 吉田恵（アビスパ福岡ヘッドコーチ）
- 李彰剛（元ファジアーノ岡山）：名古屋市
- 深谷友基（元大分トリニータ、大宮アルディージャ）
- 若松大樹（元大宮アルディージャ）
- 渡邉一平：名古屋市

### 自転車競技
- 伊藤杏菜（ロードレース選手）：大府市
- 岡田由佳子（ジュニアオリンピック金メダリスト）：豊橋市
- 小笠原崇裕（マウンテンバイク）：田原市
- 清水一輝（マウンテンバイク・ダウンヒル選手）：春日井市
- 鈴木雷太（マウンテンバイク・シドニー五輪日本代表、全日本チャンピオン2回）：岡崎市
- 中根英登（ロードレース選手）：名古屋市
- 早川朋宏（ロードレース選手）：大府市

#### 競輪選手
- 一丸安貴：一宮市
- 猪子真実*：一宮市
- 大谷杏奈*：新城市
- 金子貴志（スプリント、アジア・チャンピオン）：豊橋市
- 近藤龍徳：名古屋市
- 斎藤勝也 - ローマオリンピック出場
- 鈴木樹里*：新城市
- 高橋健二（世界選手権自転車競技大会銅メダリスト） - 高橋美行の兄。
- 高橋智香*
- 高橋美行 - 高橋健二の弟
- 竹内雄作：阿久比町
- 寺澤節男
- 富永益生：豊橋市
- 濱口高彰：名古屋市（三重県出生）
- 深谷知広（第28回アジア自転車競技選手権大会、ジュニア短距離三冠）：安城市
- 昌山晃夫 - 昌山勝利の兄
- 昌山勝利 - 昌山晃夫の弟
- 松井英幸（世界選手権自転車競技大会、銀メダリスト、銅メダリスト）：豊川市（旧一宮町）
- 馬渕紀明
- 吉田敏洋：名古屋市
- 若松将弘

### 柔道

#### 男性
- 吉田秀彦（1992年バルセロナ五輪男子78kg級金メダリスト、総合格闘技でも活躍）：大府市
- 中井貴裕（2010年ワールドカップ・ウィーン大会、男子81kg級優勝）：大府市
- 村田正夫（1987年世界柔道選手権86kg級銅メダリスト）：一宮市
- 増田俊也（作家、大宅壮一ノンフィクション賞、七帝柔道）

#### 女性
- 谷本歩実（2004年アテネ五輪 2008年北京五輪 女子63キロ級金メダリスト）：安城市
- 谷本育実（2007年ベルギー国際柔道大会、女子63kg級優勝）：安城市
- 大石愛子（1994年広島アジア大会、女子66kg級優勝）：大府市
- 石川慈（ユニバーシアード金メダリスト）：半田市
- 藤井裕子（ブラジル女子代表チームコーチ）：大府市

### 剣道
- 小川金之助（剣道範士十段）：岩倉市
- 坂部大作（桃井四天王）：豊橋市

### 水泳
- 清川正二（1932年ロサンゼルス五輪金メダリスト、1936年ベルリン五輪銅メダリスト。日本人初のIOC副会長）：豊橋市
- 佐田徳平（1928年アムステルダムオリンピック男子800mフリーリレー銀メダリスト）：山梨生まれ、名古屋育ち
- 鈴木弘（1952年ヘルシンキ五輪100m自由形銀メダリスト、800mリレー銀メダリスト）
- 加藤浩時（5大会連続のオリンピック選手団競泳コーチ、ミュンヘン五輪金メダリストの青木まゆみ等、有名選手を育成している）：名古屋市
- 加藤ゆか（北京、ロンドン五輪、日本代表。2007世界競泳銅メダリスト。50mと100mのバタフライ（短水路）日本記録保持者）：豊川市
- 冨田尚弥（200m平泳ぎ、非高速水着世界記録保持者）：東海市
- 堀畑裕也（ロンドン五輪代表。世界水泳選手権、400m個人メドレー銅メダリスト。日本人初の国際大会、個人メドレーメダリスト）：名古屋市

### シンクロナイズドスイミング
- 石黒由美子（北京五輪、日本代表）：名古屋市
- 木村紗野（日本代表）：名古屋市
- 木村真野（日本代表）：名古屋市
- 松村亜矢子（2005、2007年、世界水泳銀メダリスト、2007デュエット銅メダル。デュエット・日本選手権優勝）：春日井市

### ソフトボール
- 伊藤幸子（2008年北京五輪、金メダリスト）：名古屋市
- 馬渕智子（2008年北京五輪、金メダリスト）：名古屋市
- 村上真由美（プロソフトボール選手）：豊田市
- 渡辺伴子（アトランタ五輪代表）
- 浅野公太（ホンダエンジニアリング）：名古屋市
- 後藤希友（2020年東京五輪、金メダリスト）：名古屋市

### バスケットボール

#### 男子
- 青木幹典（元ファイティングイーグルス名古屋）
- 青木龍史（愛媛オレンジバイキングス）
- 天野佳彦（元日本代表）
- 荒川颯（琉球ゴールデンキングス）：名古屋市緑区
- 伊藤大和
- 今西優斗（名古屋ダイヤモンドドルフィンズ）
- 岩田淳（元豊田通商ファイティングイーグルス）
- 宇都直輝（富山グラウジーズ）：名古屋市港区
- 太田敦也 （元日本代表、三遠ネオフェニックス所属）：豊川市
- 加納誠也（ベルテックス静岡）
- 河合竜児（元日本代表、横浜エクセレンスHC）：豊橋市
- 橘佳宏 （元つくばロボッツ）：豊田市
- 富永啓生（日本代表、インディアナ・マッドアンツ）：名古屋市守山区
- 辰巳晃一（車いすバスケットボール、パラリンピック車いすマラソン日本代表）
- 中村浩陸（ファイティングイーグルス名古屋）
- 中村拓人（広島ドラゴンフライズ）
- 張本天傑（名古屋ダイヤモンドドルフィンズ）：中国生まれ
- 平岩玄（アルバルク東京）
- 古田悟（元日本代表）
- 牧全（元レバンガ北海道）
- 横尾達泰（元島根スサノオマジック）
- 山崎凜

#### 女子
- 江口真紀（アテネオリンピック日本代表）：名古屋市
- 岡本彩也花（ENEOSサンフラワーズ）
- 加藤瑠倭（デンソーアイリス）
- 上酔尾巳唯（新潟アルビレックスBBラビッツ所属）
- 河村美幸（シャンソンVマジック）：安城市
- 後藤彩（アイシン・AWウィングス）
- 竹内高美（史上初の高校生日本代表）
- 髙田真希（デンソーアイリス、日本代表、2020年東京五輪銀メダリスト）
- 田中こずえ（デンソーアイリス、日本代表）
- 田邉広子（元日本代表）
- 塚原優子（アジア大会、金メダリスト）
- 内藤しずか（デンソーアイリス）
- 根本葉瑠乃（三菱電機コアラーズ）
- 服部直子（デンソーアイリス）
- 服部梨絵（アジア大会・金メダリスト）
- 馬瓜エブリン（デンソーアイリス、2020年東京五輪銀メダリスト）：豊橋市
- 馬瓜ステファニー（トヨタ自動車アンテロープス）：東郷町
- 村上睦子（アトランタオリンピック日本代表）：常滑市
- 山田かがり（アトランタオリンピック日本代表）
- 山本久美（デンソーアイリス）
- 吉田千沙（デンソーアイリス、日本代表）
- 渡邉温子（元日本代表）

### バレーボール
- 飯田高子（モントリオール五輪金メダリスト、ミュンヘン五輪銀メダリスト。新・東洋の魔女の主将）：弥富市
- 廣紀江（1984年ロサンゼルス五輪銅メダリスト、ソウル五輪日本代表）：名古屋市
- 本田憲子（世界選手権、金メダリスト、東洋の魔女）：春日井市
- 青山繁（元全日本バレーボール代表）
- 伊東克明（元FC東京）：名古屋市
- 北川祐介（愛知工業大学名電高等学校男子バレーボール部監督）
- 都築有美子（元トヨタ車体クインシーズ）：岡崎市
- 平野信孝（元JTサンダーズ）：あま市
- 深津旭弘（東京グレートベアーズ）：豊田市
- 深津貴之（ウルフドッグス名古屋コーチ）：豊田市
- 深津英臣（ウルフドッグス名古屋）：豊田市
- 細田絵理（元デンソーエアリービーズ）：あま市
- 石川祐希（シル・サフェーティ・ペルージャ）：岡崎市
- 石川真佑（イゴール・ゴルゴンゾーラ・ノヴァーラ）：岡崎市

### ハンドボール
- 石黒将之（プロハンドボールプレーヤー）：春日井市
- 酒巻清治（全日本男子代表監督）
- 半田信吾（監督）

### バドミントン
- 打田しづか（日本ユニシス）：大府市

### 体操
- 中山彰規（1大会で4個の金メダル・日本記録。通算6個の金メダル・日本二位。五輪と世界選手権・金13、銀4、銅5の日本人最多メダリスト）：名古屋市
- 加藤武司（1968年メキシコ五輪、金メダリスト、銅メダリスト）
- 笠松昭宏（シドニー五輪代表）
- 黒田真由（アジア大会、団体、銅メダル。世界選手権の種目別決勝（段違い平行棒）4位）
- 竹中美穂（シドニー五輪代表、全日本チャンピオン）
- 寺本明日香（ロンドン五輪代表、香港国際ジュニアチャンピオン）：小牧市
- 橋口美穂（アトランタ五輪代表、全日本チャンピオン）:春日井市

### 新体操
- 横地愛（2006年のアジア大会で、団体、銀メダル。全日本チャンピオン、クラブ選手権5連覇、8回の優勝）：名古屋市

### 卓球
- 長谷川信彦（世界卓球選手権大会五個の金メダル。全日本卓球選手権大会男子単史上最年少優勝、計六回の優勝）：瀬戸市
- 佐藤富士子 (全日本卓球選手権大会女子ダブルス優勝3回。※ペアは山本)
- 山本千代子 (全日本卓球選手権大会女子ダブルス優勝3回。※ペアは佐藤)
- 深津尚子（1965年世界卓球選手権大会女子シングルス金メダリスト。1967年女子シングルス銀メダリスト）：岡崎市
- 松下浩二（五輪日本代表四回、日本初のプロ卓球選手。全日本卓球選手権大会男子シングルス優勝四回、男子ダブルス優勝七回）：豊橋市
- 鬼頭明（プロ卓球選手。アテネオリンピック日本代表。全日本卓球選手権大会混合ダブルス2連覇）
- 石垣優香（ITTFプロツアーグランドファイナル、U-21女子シングルス優勝）：名古屋市
- 橋本帆乃香:名古屋市
- 篠塚大登:東海市
- 木造勇人:一宮市
- 安藤みなみ:名古屋市

### ダンス
- ケント・モリ：名古屋市

### スカッシュ
- 西尾麻美（全日本チャンピオン）：名古屋市
- 西尾竹英（全日本チャンピオン）：知立市
- 福井裕太（史上最年少で全日本チャンピオン）：名古屋市

### スピードスケート
- 加藤美佳（I.S.U.選手権（世界選手権の前身）2位、全日本選手権3連覇）：名古屋市
- 加藤美善（I.S.U.選手権、第1回世界選手権と二年連続世界チャンピオン）：名古屋市
- 河合季信（1992年アルベールビルオリンピック銅メダリスト、世界選手権優勝二回）：名古屋市
- 貞包紘子（ユニバーシアード銀メダリスト）
- 寺尾悟（4大会連続で冬季オリンピック出場）：豊田市

### フィギュアスケート
- 浅田舞（姉）：名古屋市
- 浅田真央（妹）（バンクーバーオリンピック銀メダリスト。世界選手権、全日本選手権4連覇、世界ジュニア 優勝等）：名古屋市
- 安藤美姫（世界選手権、スケートアメリカ、全日本選手権2連覇、世界ジュニア 優勝等）：名古屋市
- 伊藤みどり（アルベールビル冬季五輪銀メダリスト、世界選手権 優勝、全日本選手権8連覇等、日本人初の「フィギュアスケート国際殿堂」入り）：名古屋市
- 宇野昌磨（平昌オリンピック銀メダリスト）：名古屋市
- 大庭雅（全日本ジュニア銅メダリスト）
- 恩田美栄（NHK杯、ユニバーシアード 優勝）：名古屋市
- 鍵山正和（全日本選手権3連覇）：名古屋市
- 川口悠子：愛知県生まれ、千葉育ち
- 小岩井久美子（世界ジュニア 優勝）：大府市
- 小塚崇彦（スケートアメリカ、世界ジュニア 優勝）：名古屋市
- 小塚嗣彦（全日本選手権3連覇、グルノーブルオリンピック日本代表）
- 小塚光彦（満州フィギュアスケートチャンピオン）：名古屋市
- 後藤亜由美（ガルデナスプリング杯、銀メダリスト）：一宮市
- 鈴木明子（中国杯、ユニバーシアード 優勝）：豊橋市
- 曾根美樹（エキシビション）
- 都築章一郎（コーチ、全日本選手権5連覇の佐野稔等を育てている。全日本ジュニア 優勝）：名古屋市
- 中野友加里（NHK杯、冬季アジア大会 優勝）：江南市
- 村上佳菜子（世界ジュニア、JGPファイナル優勝）：名古屋市
- 山田満知子（女子初のトリプルアクセルの伊藤みどり、中野友加里、浅田真央等を育成した世界的な名コーチ）：名古屋市

### ラグビー
- 芦田朋輝（マツダスカイアクティブズ広島）
- 飯野晃司（東京サントリーサンゴリアス）
- 石田大起（元近鉄ライナーズ）
- 石田元成（日本代表）
- 井関信介（コベルコ神戸スティーラーズ）
- 磯貝美加紗（女子日本代表）
- 磯辺裕太
- ヴィリアメ・ツイドラキ（トヨタヴェルブリッツ）:豊田市
- 内田裕大（元トヨタ自動車ヴェルブリッツ）
- 大籔洸太 （トヨタヴェルブリッツ）:豊田市
- 大槻卓（ラグビーレフリー）:名古屋市
- 小沢翔平
- オトジョシュア輝恵
- 小野晃征（日本代表）
- 加藤一希（クボタスピアーズ船橋・東京ベイ）
- 加藤幸子（女子日本代表）
- 加藤凌悠 :名古屋市
- 兼松由香 :一宮市
- 河村謙尚 :名古屋市
- 串田義和
- 河野良太 :名古屋市
- 後藤彰友（トヨタ自動車ヴェルブリッツ）
- 後藤和彦
- 近藤雅喜
- 笹渕智
- 左高裕佳（女子日本代表）
- 清水秀司（日本代表）
- 服部達哉
- 末松勇喜
- 杉浦敬宏（日本代表）
- 徐吉嶺（豊田自動織機シャトルズ）
- 園木邦弥（日野自動車レッドドルフィンズ）
- 瀧澤直（NECグリーンロケッツ）
- 谷口琴美（女子日本代表）
- 田原圭祐：名古屋市
- 田村熙（NECグリーンロケッツ）
- 田村優（横浜キヤノンイーグルス、日本代表）：岡崎市
- 長尾純一
- 永田虹歩（女子日本代表）:名古屋市
- 西川大輔（リコーブラックラムズ）:名古屋市
- 野田創：名古屋市
- 羽野一志（NTTコミュニケーションズシャイニングアークス）：名古屋市
- 蜂谷元紹
- 浜野達也（NTTドコモレッドハリケーンズ）
- 彦坂匡克（元トヨタヴェルブリッツ）:豊橋市
- 彦坂圭克（トヨタヴェルブリッツ）:豊橋市
- 肥田晃季（三重ホンダヒート）
- 日比野壮大（元三重ホンダヒート）
- 姫野和樹（トヨタヴェルブリッツ、日本代表）:名古屋市
- 廣川翔也（元ヤマハ発動機ジュビロ）:豊橋市
- 藤井淳（日本代表）
- 藤井諒（元トヨタ自動車ヴェルブリッツ）
- 星野克之
- 増田遼太 :岡崎市
- 松井丈典（クボタスピアーズ船橋・東京ベイ）
- 南昂伸（リコーブラックラムズ東京）
- 森谷恒亮
- 山田耕二（日本代表、西陵商監督、高等学校教諭）：名古屋市
- 山田裕介
- 山本正人（日本代表）：名古屋市
- 渡邊友哉（豊田自動織機シャトルズ）

### 陸上
- 室伏広治（2004年アテネ五輪、男子ハンマー投金メダリスト）：出生時のみ静岡、豊田市で育ち現在も愛知県在住。
- 麻場一徳（日本陸上競技連盟強化コーチ）：岡崎市
- 市川華菜（女子400メートルリレー、日本記録保持者）：豊田市
- 今井美希（女子走り高跳び日本記録保持者、日本選手権優勝5回。2000年シドニーオリンピック日本代表）：名古屋市
- 岩水嘉孝（3000メートル障害日本記録保持者、日本選手権7連覇）
- 佐藤信之（世界陸上マラソン銅メダリスト、2000年シドニー五輪日本代表）：刈谷市
- 渡辺すみ子（元女子100メートル日本記録保持者、1932年ロサンゼルスオリンピック400メートルリレー5位入賞等）：名古屋市
- 鈴木亜弓（女子100メートル、日本歴代7位、元女子400メートルリレー、日本記録保持者）
- 田端健児（アトランタ五輪、シドニー五輪日本代表）：愛知県生まれ、長崎育ち
- 内藤真人（2004年アテネオリンピック日本代表。日本選手権110メートルハードル優勝3回。日本記録更新2回）：豊田市
- 中尾勇生（世界ハーフマラソン選手権5位）
- 室伏由佳（2004年アテネオリンピック日本代表。円盤投とハンマー投の日本記録保持者）：豊田市
- 湯田友美（アジアジュニア金メダリスト、都道府県対抗女子駅伝で、史上最多の29人抜き）：犬山市
- 山田紘之（元・箱根駅伝、10区間記録保持者）：豊川市
- 神野大地（「三代目山の神」として青山学院大学の箱根駅伝初優勝に貢献。）：津島市
- 山本有真（中距離走、長距離走）

### レスリング
- 山本郁榮（1972年ミュンヘン五輪日本代表、全日本選手権優勝3回。長女は山本美憂、次女は山本聖子、長男は山本徳郁）:高浜市
- 足立（上林）美穂（1994年世界女子選手権47kg級金メダリスト、1993年世界ジュニアチャンピオン。全日本女子選手権優勝4回）
- 加藤賢三（北京五輪、日本代表、全日本選手権優勝5回）
- 杉浦貴（全日本選手権グレコローマン82kg級優勝、国体優勝。プロレスラー）：名古屋市

### プロレス
- 稲葉あずさ：豊川市
- 上田馬之助：弥富市
- ウルティモ・ドラゴン：名古屋市
- オカダ・カズチカ：安城市
- 玖麗さやか：豊橋市
- 斎藤拓海：安城市
- オスカル智：岩倉市
- 加藤園子：春日井市
- 加藤天美：豊田市
- 木藤裕次：小牧市
- 小杉研太：津島市
- コスモ☆ソルジャー
- 後藤達俊：常滑市
- 斎藤謙（ZERO1-MAX）：蒲郡市
- 坂田亘（タレントの小池栄子は妻）：稲沢市
- 柴山貴哉：一宮市
- シャドーフェニックス（フラッシュムーン）
- 鈴木健想：碧南市
- スペル・タイラ：尾張旭市
- 田中稔：小牧市
- ドラゴン・キッド：東海市
- 中嶋勝彦：福岡県福岡市生まれ、江南市育ち
- 夏すみれ：岩倉市
- 中野たむ：安城市
- 西千明：岡崎市
- 納見佳容：知立市
- 広田さくら：尾張旭市
- ふるけいこ
- 松永光弘
- 松本だいすけ：名古屋市
- ミスター6号（史上最年少でプロレス（4歳）デビュー）
- 水波綾：名古屋市
- 宮崎有妃：安城市
- モハメド・ヨネ：名古屋市
- U.M.A：名古屋市
- 山本千歳：名古屋市
- YOSHI-HASHI：東郷町
- 田中秀和（リング・アナウンサー）：稲沢市
- 田山正雄（レフェリー）
- U-T：名古屋市

### ボクシング
- 岡本不二（1928年アムステルダム五輪日本代表、ピストン堀口の師）：名古屋市
- 畑中清詞（元WBC世界ジュニアフェザー級王者）：北名古屋市
- 薬師寺保栄（元WBC世界バンタム級王者）：大分県津久見市生まれ、小牧市育ち
- 飯田覚士（元WBA世界スーパーフライ級王者）：名古屋市
- 真教杉田（元WBC世界スーパーバンタム級ユース王者）：名古屋市
- 大橋弘政（元OPBF東洋太平洋スーパーバンタム級王者）：名古屋市
- 中野博（元OPBF東洋太平洋フライ級チャンピオン）：愛西市
- 浅井勇登（元世界ランカー）：名古屋市
- 椎名勇夫（二階級制覇の元日本チャンピオン）：名古屋市
- 滝澤卓（元OPBF東洋太平洋ライトフライ級1位）：名古屋市
- 磯村敏郎（トレーナー）
- 大場浩平（現役、元日本バンタム級チャンピオン（5度防衛後、王座返上））：名古屋市
- 田中裕士（現役、WBCユース世界バンタム級チャンピオン）：名古屋市
- 土屋修平（現役、キックボクサーから転向）：犬山市
- 菊川未紀（女子プロボクサー。第2代JWBCフェザー級王者）：豊田市
- 古川夢乃歌（WBA女子世界ライトミニマム級王者）：一宮市
- 尾川堅一（現役、元日本スーパーフェザー級王者）：豊橋市
- 松永宏信（現役、元WBOアジア太平洋スーパーウェルター級王者）：名古屋市
- 水野拓哉（現役、初代日本スーパーバンタム級ユース王者）：名古屋市
- 阪下優友（現役、WBOアジアパシフィックフライ級王者）：豊橋市
- 畑中建人（現役、WBC世界フライ級ユース王者）：名古屋市
- 溝越斗夢（現役、第3代日本スーパーバンタム級ユース王者）：豊田市
- 但馬ミツロ（現役、日本ヘビー級王者）
- 藤田炎村（現役、日本スーパーライト級王者）：一宮市
- 安西蓮（現役、日本ユースバンタム級王者）：知多市
- 武藤涼太（現役、2023年度全日本スーパーバンタム級新人王 MVP）：春日井市
- 宮澤蓮斗（現役、第4代日本ミニマム級ユース王者）：津島市
- 村上勝也（現役、OPBF東洋太平洋シルバースーパーフライ級王者）：名古屋市
- 長尾朋範（現役、WBOアジアパシフィックフライ級王者）

### 格闘技
- 青柳政司（空手）：豊田市
- 秋元皓貴（空手、キックボクシング。2010年K-1甲子園、準優勝）：豊田市
- 朝倉未来 （第5代THE OUTSIDER65ｰ70kg級王座等）：豊橋市
- 朝倉海 （第6代RIZINバンタム級王座等）：豊橋市
- 阿部裕幸（総合格闘技、プロ修斗）：一宮市
- 井上学（総合格闘技、初代バンタム級キング・オブ・パンクラス王者）：名古屋市
- 大石駿介（J-NETWORKスーパーライト級王者）：名古屋市
- 風間健（キックボクシング）
- 金原弘光（総合格闘技、PRIDE、等）：尾張旭市
- 日下部竜也（空手、K-1）：豊田市
- SACHI（総合格闘技）
- 酒井寿和（空手家、JKC全日本フルコンタクト空手コミッション 代表理事、JFKO全日本フルコンタクト空手道連盟副理事長）：豊橋市
- 佐藤孝也（キックボクシング、元日本王者。2階級制覇）：一宮市
- 佐藤嘉洋（ K-1WORLD MAX 2年連続日本王者、WKA世界ムエタイウェルター級、WPKC世界ムエタイスーパーウェルター級王者）
- 白井祐矢（総合格闘技、DEEPウェルター級王者）：豊橋市
- 杉江大輔（ブラジリアン柔術）：半田市
- 鈴木秀明（キックボクシング）：瀬戸市
- 鈴木博昭（シュートボクシング、キックボクシング）
- TAISHO（ブラジリアン柔術、PRIDE武士道、等）：名古屋市
- 瀧谷渉太（空手、キックボクシング。K-2 GRAND PRIX 軽量級 優勝）：新城市
- 富平辰文（空手、K-1JAPAN GP 2005 準優勝）
- 鳥居隆篤（気功）
- 野杁正明（空手、2009年K-1甲子園王者）：名古屋市
- 野田貢（相撲、空手、K-1ヘビー級）
- 日沖発（総合格闘技、TKO世界フェザー級王者、プロ修斗）：名古屋市
- 藤野恵実（和術慧舟會）
- 松田隆智（中国武術）
- 松本秀彦（世界サンボ選手権62kg級準優勝2回、全日本サンボ選手権62kg級11連覇）：小牧市
- 魅津希（空手、キックボクシング、総合格闘技）：豊橋市
- 光岡映二（総合格闘技、和術慧舟會）
- 光永房礼（ブラジリアン柔術）: 名古屋市
- 大和哲也（キックボクシング、K-1WORLD MAX 63kg級日本王者）：知多市
- 大和侑也（キックボクシング、NJKFウェルター級王者）
- 山本由紀（空手、極真館全日本女子4連覇）：東栄町
- 谷川貞治（K-1プロデューサー）：名古屋市
- 榊原信行（PRIDEの主催者、DSE社長。PRIDE、生みの親）：半田市
- 森下直人（PRIDEの主催者、DSE元社長）：名古屋市
- 笹原圭一（DREAMプロデューサー）

### 野球

#### 現役プロ野球選手
中日ドラゴンズ
- 石川昂弥：半田市
- 鵜飼航丞：名古屋市東区
- 大島洋平：名古屋市緑区
- 菊田翔友：名古屋市昭和区
- 祖父江大輔：名古屋市中川区
- 髙橋宏斗：尾張旭市
- 藤嶋健人：豊橋市
- 星野真生：幡豆郡吉良町（現：西尾市）
- 森博人：名古屋市港区

他球団
- 李政厚（サンフランシスコ・ジャイアンツ）：名古屋市
- 石黒佑弥（阪神タイガース）：江南市
- 磯村嘉孝（広島東洋カープ）：豊田市
- 伊藤光（横浜DeNAベイスターズ）：岡崎市
- 伊藤稜（阪神タイガース）：豊明市
- イヒネ・イツア（福岡ソフトバンクホークス）：名古屋市瑞穂区
- 岩井俊介（福岡ソフトバンクホークス）：高浜市
- 上田希由翔（千葉ロッテマリーンズ）：岡崎市
- 小笠原蒼（横浜DeNAベイスターズ）：豊田市
- 小川泰弘（東京ヤクルトスワローズ）：渥美郡赤羽根町（現：田原市）[19]
- 加藤大和（北海道日本ハムファイターズ）：瀬戸市
- 川嵜陽仁（読売ジャイアンツ）：一宮市
- 栗林良吏（広島東洋カープ）：海部郡佐織町（現：愛西市）
- 畔柳亨丞（北海道日本ハムファイターズ）：豊田市
- 小西慶治（オイシックス新潟アルビレックス・ベースボール・クラブ）：小牧市
- 佐藤啓介（広島東洋カープ）：海部郡大治町
- 澤井廉（東京ヤクルトスワローズ）：知多市
- 澤野聖悠（東京ヤクルトスワローズ）：名古屋市北区
- 篠原響（埼玉西武ライオンズ）：名古屋市
- 関根大気（横浜DeNAベイスターズ）：海部郡蟹江町
- 千賀滉大（ニューヨーク・メッツ）：蒲郡市
- 竹山日向（東京ヤクルトスワローズ）：名古屋市守山区
- 田中健二朗（くふうハヤテベンチャーズ静岡）：南設楽郡鳳来町（現：新城市）
- 谷川原健太（福岡ソフトバンクホークス）：豊橋市
- 堂林翔太（広島東洋カープ）：豊田市
- 東松快征（オリックス・バファローズ）：東海市
- 戸田懐生（読売ジャイアンツ）：高浜市
- 内藤鵬（オリックス・バファローズ）：名古屋市緑区
- 中川拓真（東京ヤクルトスワローズ）：豊橋市
- 中川勇斗（阪神タイガース）：小牧市
- 永田颯太郎（東北楽天ゴールデンイーグルス）：東海市
- 中村健人（広島東洋カープ）：名古屋市天白区
- 中山礼都（読売ジャイアンツ）：名古屋市熱田区
- 二宮衣沙貴（富邦ガーディアンズ）：名古屋市守山区
- 長谷部銀次（広島東洋カープ）：岡崎市
- 林琢真（横浜DeNAベイスターズ）：愛知郡東郷町
- 平井克典（埼玉西武ライオンズ）：一宮市
- 福谷浩司（北海道日本ハムファイターズ）：知多市
- 三浦大輝（埼玉西武ライオンズ）：豊橋市
- 水谷瞬（北海道日本ハムファイターズ）：津島市
- 吉納翼（東北楽天ゴールデンイーグルス）：春日井市

#### その他の男子野球選手
- 相羽欣厚（元・読売ジャイアンツ）
- 青山久人（元・中日ドラゴンズ）
- 赤田龍一郎（元・中日ドラゴンズ）：名古屋市北区
- 赤星憲広（元・阪神タイガース）：刈谷市
- 浅尾拓也（中日ドラゴンズコーチ）：知多市
- 浅原直人（元・中日ドラゴンズ）
- 鮎川義文（元・阪神タイガース）：刈谷市
- 安藤学（元・千葉ロッテマリーンズ）
- 伊熊博一（元・中日ドラゴンズ）
- 池端忠夫（元・大阪タイガース）
- 石川貢（元・埼玉西武ライオンズ）：愛知郡東郷町
- 石川克彦（元・中日ドラゴンズ）
- 石川緑（元・中日ドラゴンズ）
- 石黒和弘（元・東京オリオンズ）
- 石田健人マルク（元・中日ドラゴンズ）：スペイン・アンダルシア州生まれ、名古屋市天白区育ち
- 石田淳也（元・千葉ロッテマリーンズ）：名古屋市
- 石堂克利（元・東京ヤクルトスワローズ）：一色町
- 市川和正（元・横浜大洋ホエールズ）
- イチロー（元・シアトル・マリナーズ）：名古屋市守山区生まれ、西春日井郡豊山町育ち
- 伊藤敦規（阪神タイガースコーチ）：知多市
- 伊藤寛士（社会人野球）：蒲郡市
- 伊藤康祐（元・中日ドラゴンズ）：蒲郡市
- 伊藤準規（元・中日ドラゴンズ）：稲沢市
- 伊藤庄七（元・毎日オリオンズ）
- 伊藤隆偉（元・オリックス・ブルーウェーブ）：東栄町
- 伊藤竜彦（元・中日ドラゴンズ）
- 伊藤寿文（元・福岡ソフトバンクホークス）
- 伊藤隼太（愛媛マンダリンパイレーツコーチ）：瀬戸市
- 伊藤文隆（元・阪神タイガース）：名古屋市
- 伊奈努（元・中日ドラゴンズ）
- 稲葉篤紀（元・侍ジャパン監督）：北名古屋市
- 井上登（元・中日ドラゴンズ）
- 井本直樹（元・中日ドラゴンズ）
- 岩瀬仁紀（元・中日ドラゴンズ）：西尾市
- 岩本好広（元・中日ドラゴンズ）：半田市
- 鵜飼勝美（元・国鉄スワローズ）
- 江口亮輔（千葉ロッテマリーンズ）
- 大藏彰人（元・中日ドラゴンズ）：豊川市
- 大島忠一（元・阪神タイガース）
- 大島信雄（元・中日ドラゴンズ）
- 大宮龍男（元・日本ハムファイターズ）
- 大脇照夫（元・国鉄スワローズ）
- 岡本浩二（元・阪神タイガース）
- 小川宗直（元・中日ドラゴンズ）
- 荻野貴幸（元・読売ジャイアンツ）：名古屋市北区
- 風岡尚幸（オリックス・バファローズコーチ）
- 梶田宙（元・高知ファイティングドッグス、元球団社長）
- 片岡博国（元・毎日オリオンズ）
- 片山雄哉（元・阪神タイガース）：安城市
- 勝崎耕世（元・琉球ブルーオーシャンズコーチ）
- 加藤進（元・中日ドラゴンズ）
- 加藤壮太（元・読売ジャイアンツ）：春日井市
- 加藤英夫（元・近鉄バファローズ、春夏甲子園連続優勝投手）
- 加藤領健（元・福岡ソフトバンクホークス）
- 金本誠吉（元・阪急ブレーブス）
- 金山仙吉（元・中日ドラゴンズ）
- 金田正一（元・読売ジャイアンツ、元・野球解説者）：稲沢市
- 金田高義（元・ヤクルトスワローズ）：名古屋市
- 金田留広（元・広島東洋カープ）：名古屋市
- 金田星雄（元・国鉄スワローズ）：名古屋市
- 鎌田圭司（元・中日ドラゴンズ）
- 上坂太一郎（元・阪神タイガース）
- 川合幸三（元・阪急ブレーブス）
- 鬼頭政一（元・西鉄ライオンズ）
- 紀藤真琴（元・東北楽天ゴールデンイーグルス）
- 城所龍磨（元・福岡ソフトバンクホークス）：豊川市
- 木下達生（元・東京ヤクルトスワローズ）：名古屋市緑区
- 木俣達彦（元・中日ドラゴンズ）：岡崎市
- 木村軍治（元・東映フライヤーズ）
- 木村保久（元・西日本パイレーツ）
- 木村龍治（元・読売ジャイアンツ）
- 工藤公康（元・福岡ソフトバンクホークス監督）：名古屋市天白区（生誕当時は昭和区）
- 久保田治（元・東映フライヤーズ）
- 倉田邦房（元・中日ドラゴンズ）
- 栗岡英智（元・中日ドラゴンズ）
- 小池秀郎（元・近鉄バファローズ）
- 鴻野淳基（元・読売ジャイアンツ）
- 小島利男（元・阪神タイガース）
- 後藤孝志（読売ジャイアンツコーチ）：一宮市
- 小林国男（元・ヤクルトスワローズ）
- 小山雄輝（元・東北楽天ゴールデンイーグルス）：知多市
- 近藤貞雄（元・日本ハムファイターズ監督）：岡崎市
- 近藤真市（元・中日ドラゴンズ）
- 近藤弘基（元・中日ドラゴンズ）：名古屋市東区
- 斉藤俊雄（元・オリックス・バファローズ）：岡崎市
- 酒井大輔（元・広島東洋カープ）
- 榊原諒（元・オリックス・バファローズ）：高浜市
- 阪口慶三（高校野球指導者）
- 坂本佳一（バンビ坂本、甲子園のアイドル）
- 佐藤武夫（元・読売ジャイアンツ）：岡崎市
- 佐藤友昭（アトランタ五輪金メダリスト）
- 佐藤正尭（元・北海道日本ハムファイターズ）：津島市
- 柴田健斗（元・オリックス・バファローズ）：一宮市
- 柴田亮輔（元・福岡ソフトバンクホークス）：幸田町
- 清水宏臣（元・中日ドラゴンズ）
- 白井孝幸（元・阪急ブレーブス）
- 白井康勝（元・日本ハムファイターズ）：新城市
- 神野純一（元・中日ドラゴンズ）
- 杉浦清（元・中日ドラゴンズ）
- 杉浦幸二（元・大洋ホエールズ）
- 杉浦忠（元・南海ホークス）：豊田市
- 杉浦享（元・ヤクルトスワローズ）：幡豆町
- 杉山悟（元・中日ドラゴンズ）
- 鈴木伸良（元・読売ジャイアンツ）
- 鈴木亮（社会人野球）

- 関啓扶（元・中日ドラゴンズ）：半田市
- 関屋智義（元・横浜ベイスターズ）：名古屋市
- 高木浩之（埼玉西武ライオンズコーチ）：稲沢市
- 高橋雅裕（元・千葉ロッテマリーンズ）
- 滝良彦（元・毎日オリオンズ）
- 武田勝（元・北海道日本ハムファイターズ）：名古屋市西区
- 武山真吾（元・中日ドラゴンズ）：名古屋市緑区
- 田島慎二（中日ドラゴンズコーチ）：名古屋市天白区
- 立野和明（元・北海道日本ハムファイターズ）：西春日井郡豊山町
- 田中明（社会人野球）
- 辻恭彦（元・阪神タイガース）：名古屋市
- 十亀剣（元・埼玉西武ライオンズ）：豊田市
- 徳永喜久夫（元・中日ドラゴンズ）
- 堂上剛裕（元・読売ジャイアンツ）：春日井市
- 堂上直倫（中日ドラゴンズコーチ）：春日井市
- 苫米地鉄人（元・広島東洋カープ）
- 冨田康祐（元・横浜DeNAベイスターズ）：北名古屋市
- 内藤尚行（元・ヤクルトスワローズ）：豊川市
- 中尾輝（元・東京ヤクルトスワローズ）：名古屋市南区
- 中川大志（元・横浜DeNAベイスターズ）：豊橋市
- 中原恵司（元・福岡ソフトバンクホークス）：大府市
- 中村豪（元・高校野球指導者）
- 中村稔（元・日本ハムファイターズ）
- 中山稔丈（元・中日ドラゴンズ）
- 永田能隆（元・中日ドラゴンズ）
- 西沢正次（元・広島東洋カープ）
- 丹羽将弥（元・オリックス・バファローズ）：愛西市
- 沼田拓巳（元・東京ヤクルトスワローズ）：名古屋市守山区
- 野口明（元・中日ドラゴンズ）
- 野口二郎（夏春甲子園連続優勝投手）
- 野口昇（元・阪神タイガース）
- 芳賀直一（元・中日ドラゴンズ）
- 長谷川良平（元・広島東洋カープ）：半田市
- 長谷部裕（元・中日ドラゴンズ）
- 服部受弘（元・中日ドラゴンズ）
- 浜田一夫（元・中日ドラゴンズ）
- 濱田達郎（元・中日ドラゴンズ）：名古屋市中川区
- 林清一（元・読売ジャイアンツ）
- 林直明（元・中日ドラゴンズ）
- 林真輝（元・高知ファイティングドッグス）
- 林安夫（元・朝日軍）
- 速水将大（元・千葉ロッテマリーンズ）：一宮市
- 原田督三（元・中日ドラゴンズ）
- 原田政彦（元・中日ドラゴンズ）
- 彦野利勝（元・中日ドラゴンズ）：名古屋市
- 日比野武（元・阪急軍）
- 平江巌（元・近鉄バファローズ）
- 平沢隆好（元・南海ホークス）
- 平田洋（元・中日ドラゴンズ）
- 平野謙（元・中日ドラゴンズ）
- 平林二郎（元・阪急ブレーブス）
- 平湯皓基（元・くふうハヤテベンチャーズ静岡）：名古屋市守山区
- 深町亮介（元・読売ジャイアンツ）：名古屋市
- 深谷篤（プロ野球審判員、元・社会人野球）
- 福留宏紀（元・オリックス・バファローズ）
- 藤井淳志（元・中日ドラゴンズ）：豊橋市
- 藤王康晴（元・中日ドラゴンズ）
- 星山晋徳（元・国鉄スワローズ）
- 本多逸郎（元・中日ドラゴンズ）
- 本間勝（元・阪神タイガース）
- 前田章宏（元・中日ドラゴンズ）：名古屋市中川区
- 前田和之（元・オリックス・ブルーウェーブ）
- 牧勝彦（元・阪神タイガース）
- 槙原寛己（元・読売ジャイアンツ）：半田市
- 松井聖（元・東京ヤクルトスワローズ）：名古屋市西区
- 松尾晃雅（四国・九州アイランドリーグ）
- 松久保新吾（元・近鉄バファローズ）
- 松田亘哲（元・中日ドラゴンズ）：岩倉市
- 丸山泰資（元・中日ドラゴンズ）：常滑市
- 丸山貴史（元・東京ヤクルトスワローズ）
- 水谷孝（元・阪急ブレーブス）
- 水谷則一（元・松竹ロビンス）：名古屋市
- 水谷則博（元・ロッテオリオンズ）
- 水谷寿伸（元・中日ドラゴンズ）
- 水谷啓昭（元・中日ドラゴンズ）
- 水野祐希（元・東京ヤクルトスワローズ）：春日井市
- 三井雅晴（元・ロッテオリオンズ）
- 湊川誠隆（元・中日ドラゴンズ）：名古屋市
- 三輪敬司（元・中日ドラゴンズ）：一色町
- 三輪田勝利（元・阪急ブレーブス）
- 村瀬一三（元・中日ドラゴンズ）
- 森弘太郎（元・阪急ブレーブス）
- 森越祐人（中日ドラゴンズコーチ）：稲沢市
- 森田泰弘（元・東邦高等学校監督）：知多市
- 盛田嘉哉（元・中日ドラゴンズ）
- 森隆峰（元・西鉄ライオンズ）
- 森福允彦（元・読売ジャイアンツ）：豊橋市
- 森昌彦（アトランタ五輪、銀メダリスト）
- 八木亮祐（元・オリックス・バファローズ）：津島市
- 矢沢正（元・読売ジャイアンツ）
- 安田秀之（元・中日ドラゴンズ）
- 山内一弘（元・中日ドラゴンズ監督）
- 山内敬太（元・広島東洋カープ）：名古屋市緑区
- 山内壮馬（元・東北楽天ゴールデンイーグルス）：豊田市
- 山倉和博（元・読売ジャイアンツ）
- 山﨑武司（元・中日ドラゴンズ）：知多市
- 山田和利（元・中日ドラゴンズ）
- 山田勝彦（北海道日本ハムファイターズコーチ）
- 山田喜久夫（元・中日ドラゴンズ）
- 山田広二（元・中日ドラゴンズ）
- 山中巽（元・中日ドラゴンズ）
- 山本幸二（元・読売ジャイアンツ）
- 山本浩司（社会人野球）
- 横地由松（元・中日ドラゴンズ）
- 吉田修司（元・福岡ソフトバンクホークス、ソウル五輪銀メダリスト）
- 吉田正男（中京大中京、史上唯一の夏の甲子園3連覇投手）
- 湧川勉（元・オリックス・ブレーブス）
- ユウキ（元・東京ヤクルトスワローズ）：豊田市

#### 女子野球選手
- 青木悠華
- 今井綾子（日本代表）：名古屋市
- 榊原梨奈
- 高橋海音
- 田口真奈
- 萩原麻子（元京都アストドリームス）：春日井市
- 三浦伊織（阪神タイガース Women）：一宮市
- 三輪裕子

### 競馬

#### 騎手
- 安部幸夫（愛知）：名古屋市
- 安藤勝己（地方とJRAでの通算勝利数、4000勝を超える名手）：一宮市
- 安藤光彰（中央競馬）：一宮市
- 岡部誠（愛知）：刈谷市
- 金折知則（中央競馬）：西尾市
- 熊沢重文（中央競馬）
- 坂井英光（大井）
- 中村尚平（元オーストラリアの騎手、現・大井）
- 東川公則（笠松）
- 阪野学（愛知）：名古屋市
- 細江純子（元騎手、JRA初の女性ジョッキー）：蒲郡市

#### 調教師
- 安藤正敏（JRA元調教師）
- 飯田明弘（元騎手、JRA調教師）
- 伊藤大士（JRA調教師）
- 小椋研介（JRA調教師）：春日井市
- 加藤敬二（JRA調教師）
- 栗田勝（史上6人しかいない、クラシック三冠ジョッキー、名馬シンザンの主戦騎手）：岡崎市
- 小崎憲（JRA調教師）：豊明市
- 鈴木孝志（JRA調教師）
- 鷹見浩（元騎手、大井調教師）
- 内藤繁春（JRA元調教師）
- 野村彰彦（JRA調教師）
- 服部正利（元騎手、元JRA調教師。1986年最多勝利調教師）：名古屋市
- 南井克巳（史上6人しかいない、クラシック三冠ジョッキー）：刈谷市

### 競艇・オートレース
競艇選手はSG、G1競争などの優勝者
- 赤岩善生（競艇）
- 天野晶夫（競艇）
- 池田浩二（競艇）
- 石川真二（競艇）
- 鵜飼菜穂子（競艇）
- 宇佐見淳（競艇）
- 川邉加奈子（競艇）
- 河村了（競艇）
- 北野輝季（競艇）
- 後藤陽介（競艇）
- 坂元浩仁（競艇）
- 杉江浩明（競艇）
- 杉山正樹（競艇）
- 滝川真由子（競艇）
- 谷川宏之（競艇）
- 谷川里江（競艇）
- 永井聖美（競艇）
- 仲口博崇（競艇）
- 西山昇一（競艇）
- 服部達哉（競艇）
- 林慎一（競艇）
- 平本真之（競艇）
- 廣中智紗衣（競艇）
- 細川裕子（競艇）
- 三好祐樹（競艇）
- 山崎哲司（競艇）
- 吉島祥之（競艇）
- 吉田慎二郎（競艇）
- 渡辺真至（競艇）
- 仲口武志（オートレース）
- 広瀬登喜夫（オートレース）

### ゴルフ

#### 男子ゴルフ
- 桑原克典：
- 近藤智弘：東海市
- 高山準平：名古屋市
- 山田耕治

近藤年弘　名古屋市

#### 女子ゴルフ
- 金田久美子（世界ジュニア選手権、史上最年少で優勝）：名古屋市
- 塩谷育代（1992年、1995年、賞金女王）：名古屋市
- 立浦葉由乃
- 野呂奈津子 (日本女子オープン優勝) ：長久手市
- 服部真夕：名古屋市
- 服部道子（1998年、賞金女王）：日進市
- 原江里菜（世界ジュニア選手権優勝）：豊田市
- 米山みどり：豊橋市

### レーシングドライバー（4輪レース）
- 滝進太郎（日本のレーシングドライバーの草分け的人物の一人）：名古屋市
- 中嶋悟（日本人最初のフルタイムF1ドライバー、レーシングチーム総監督）：岡崎市
- 中嶋一貴（F1ドライバー（2007年ブラジルGPでデビュー）、中嶋悟の長男）：岡崎市
- 中嶋大祐（FCJ、中嶋悟の次男）：岡崎市
- 山本左近（F1ドライバー（2006年ドイツGPでデビュー））：豊橋市
- 松浦孝亮（インディドライバー）：名古屋市
- 平手晃平（GP2ドライバー、フォーミュラ・トヨタ史上最年少ドライバー）：小牧市
- 片岡龍也（SUPER GT他、全日本カート選手権FSAクラス2年連続チャンピオン）
- 小河等：岡崎市
- 嵯峨宏紀
- Guts城内
- 高橋一穂（実業家、SUPER GT）
- 都筑晶裕
- 羽根幸浩（FIA GT選手権に日本人として、初めてのフル参戦）：名古屋市
- 日比野哲也（D1ドライバー）
- 吉川とみ子（ル・マン24時間耐久レースに日本人女性として初参戦）

### ライダー（オートバイレース）
- 芳賀紀行（スーパーバイク世界選手権 ランキング2位、全日本ロードレース選手権スーパーバイクチャンピオン）：名古屋市
- 上田昇（1997年ロードレース世界選手権GP125ランキング2位）：田原市
- 高井幾次郎（1974、1976年750ccクラス全日本チャンピオン）
- 水谷勝（1979、750ccクラス全日本チャンピオン。1982年500ccクラス、7戦全勝で全日本チャンピオン）
- 本間利彦（1988年全日本250ccチャンピオン）
- 鶴田竜二（全日本ロードTT-F3クラスチャンピオン）

### 登山家
- 石岡繁雄：愛西市
- 近藤和美：名古屋市
- 田辺治：名古屋市
- 長澤奏喜：春日井市
- 原真：名古屋市

### ヨット
- 長江裕明（ヨットで世界一周等）：三重県生まれ、名古屋育ち

### その他のスポーツ選手
- 伊藤由里子（エアロビクス世界選手権3連覇、等）
- 大森貴洋（バスプロ）
- 岡本碧優（プロスケートボーダー）：高浜市
- 尾川智子（フリークライマー、アジアチャンピオン）：田原市
- 川田祐（ヨーヨー世界チャンピオン、俳優）：半田市
- 鈴木裕之（ヨーヨー世界チャンピオン）
- 谷川章子（プロボウラー）
- 武藤弘樹（アーチェリー、2020年東京オリンピック銅メダリスト）：あま市
- 加納虹輝（フェンシング、2020年東京オリンピック金メダリスト）：あま市
- 羽根田卓也(カヌー、2016年リオデジャネイロオリンピック銅メダリスト)：豊田市

## マスメディア

### アナウンサー・パーソナリティ

#### NHK

##### NHK名古屋放送局
- 神戸和貴：豊川市
- 村竹勝司：知多市
- 森山春香：名古屋市
- 山田大樹：名古屋市
- 若林則康：知多市
- 田所拓也

##### NHK放送センター（東京）など
| - 飯田紀久夫：江南市 - 杉浦友紀：岡崎市 - 高瀬登志彦 - 現在はNHKグローバルメディアサービス出向：名古屋市 | - 柘植恵水：みよし市 - 半谷進彦 - 現在はNHK放送研修センター・日本語センター所属 - 三宅民夫 - 現在は嘱託職：名古屋市 - 吉松欣史：豊明市、神奈川県横須賀市で育つ |

##### その他の放送局
| （現在所属の放送局などは各人物の項目を参照すること） - 浅井僚馬：春日井市 - 岩槻里子：名古屋市 - 梶原典明：愛西市 - 黒田信哉：豊橋市 - 近藤泰郎：名古屋市、埼玉県和光市で育つ | - 酒井博司：稲沢市 - 田中崇裕：名古屋市、生まれは千葉県 - 寺澤敏行 - 元国際部記者：名古屋市 - 早瀬雄一：名古屋市 - 広坂安伸：東海市 - 向井一弘：春日井市 |

#### CBCテレビ（中部日本放送）
- 加藤小百合 - 現在はCBCクラブ事務局に異動：名古屋市
- 加藤美紀 - 現在はラジオ編成部に異動：名古屋市
- 沢朋宏：西尾市
- 宮部和裕：名古屋市西区
- 渡辺美香：名古屋市

#### 東海テレビ放送
- 加藤晃：一宮市
- 恒川英里：名古屋市
- 勅使河原由佳子：名古屋市
- 速水里彩：名古屋市（元・愛媛朝日テレビ）

#### 名古屋テレビ放送
- 浅沼道郎 - 現在は社長室長：春日井市
- 勝智久 - 現在は岐阜支社に異動：豊田市
- 鈴木しおり：豊川市、旧御津町
- 立松大和 - 現在は報道部に異動：名古屋市
- 松井秀 - 現在は他部署に異動：名古屋市

#### 中京テレビ放送
- 佐藤啓：名古屋市
- 高橋重憲 - 現在は報道記者、元南日本放送：名古屋市緑区
- 松岡陽子：名古屋市

#### テレビ愛知
- 中本克樹 - アナウンス部長：東海市

#### 東海ラジオ放送
- 原光隆：田原市
- 森貴俊：一宮市、旧尾西市
- 山崎聡子：春日井市

#### エフエム愛知
FM AICHI （@FM）では、番組出演者を「パーソナリティ」と称している。
- 大島由美子 - NTB所属：名古屋市
- 川道良明：名古屋市西区
- 長谷川巧 - NTC事務局所属：名古屋市守山区
- 原さやか - NTB所属：岡崎市

#### ZIP-FM
ZIP-FMでは、番組出演者を「ミュージックナビゲーター」と称している。
| - AZUSA（千駄あずさ）：田原市、旧渥美町 - 岡本祐佳 - Avancer Co. 所属：名古屋市 - 小林拓一郎：豊川市 | - 澤田修：武豊町 - 橋本美穂 - ミップ・ステーション代表取締役、気象予報士：小牧市 |

#### 東京・大阪の民放局
- 市川寛子 - テレビ朝日、気象予報士：名古屋市
- 伊藤史隆 - 朝日放送：名古屋市
- 川原浩揮（旧姓：岡田） - フジテレビ、現在は報道記者：東郷町
- 加藤康裕 - 毎日放送、元アナウンスセンター長、事業局コマース事業部長：瀬戸市、生まれは北海道小樽市
- 亀井希生 - 毎日放送：名古屋市
- 久野静香 - 日本テレビ：大府市
- 後藤晴菜 - 日本テレビ：名古屋市
- 小林豊 - TBS：名古屋市南区
- 佐久間みなみ - フジテレビ：名古屋市
- 佐分千恵 - テレビ朝日：一宮市
- 島田彩夏 - フジテレビ：豊橋市
- 進藤潤耶 - テレビ朝日：名古屋市
- 仙田和吉 - 毎日放送、元RFラジオ日本：名古屋市
- 富川悠太 - テレビ朝日：名古屋市
- 中根舞美 - テレビ東京
- 林美沙希 - テレビ朝日
- 村瀬健 - フジテレビ：名古屋市
- 森下桂吉 - テレビ朝日：常滑市
- 森田京之介 - テレビ東京：岡崎市
- 森本さやか - フジテレビ：名古屋市東区
- 山中章子 - フジテレビ：名古屋市
- 山本匠晃 - TBS：岡崎市
- 渡辺宜嗣 - テレビ朝日、定年を迎えたが現在もキャスターとして同局の番組に出演：名古屋市
- 谷元星奈 - 関西テレビ、豊田市

#### その他地域の民放局
| - 秋山仁志 - 九州朝日放送、現在はラジオ制作部に異動：瀬戸市 - 市脇康平 - 愛媛朝日テレビ、元福井エフエム放送：豊田市 - 遠藤雅也 - 北海道テレビ放送、元・中部日本放送：名古屋市、千葉県船橋市で育つ - 岡村久則 - 静岡放送：名古屋市 - 岡本愛衣 - 広島ホームテレビ：三好町 - 小川真由 - ラジオ大阪、元和歌山放送：犬山市 - 加藤寛 - 北海道文化放送：一宮市 - 亀谷哲也 - 西日本放送：名古屋市 - 川部絢子 - テレビ岩手：名古屋市 - 国井美佐 - 北海道テレビ放送 : 名古屋市 - 古賀徹 - エフエム福島、編成制作部長兼務、元エフエム岩手→元エフエム福島ディレクター→フリー：名古屋市 - 小玉晋平 - 四国放送：春日井市 - 近田誉 - 北海道文化放送、現在はスポーツ部に異動：豊川市 - 酒井康宜 - 山梨放送：北名古屋市、旧師勝町 - 榊原博 - エフエム群馬：美浜町 - 佐藤栄治 - 北日本放送：名古屋市 - 坂部友宏 - 新潟放送、元福島テレビ：豊橋市 - 高木恵子 - 岐阜放送、現在は他部署に異動、元NHK徳島放送局契約キャスター：名古屋市 - 高山秀毅 - エフエム北海道、ディレクター兼任：名古屋市 | - 武田博志 - 山陽放送、現在は報道局報道部主任：半田市 - 田嶌万友香 - 瀬戸内海放送：名古屋市 - 土屋孝博 - 熊本朝日放送：千葉県柏市で育つ - 中野雷太 - ラジオNIKKEI：名古屋市 - 永見佳織 - 静岡第一テレビ、元高知放送：江南市 - 中山千桂子 - 四国放送：小牧市 - 夏目浩光 - 青森放送、現在はラジオパーソナリティー・ディレクター兼務：豊橋市 - 丹羽真由実 - 福岡放送、元テレビ金沢→元テレビ北海道→フリー：知多市 - 深津麻弓 - 元富山テレビ⇒元メ～テレ→富山テレビ（復帰）：豊田市 - 堀靖英 - 岡山放送：知多市 - 松濤まり - テレビ金沢：名古屋市 - 本地洋一 - 岐阜放送、アナウンス部長：名古屋市 - 諸橋碧 - テレビ新潟：知多市 - 安井成行 - 長崎放送、元さくらんぼテレビ：犬山市 - 山田恵梨子 - 福井放送：名古屋市 - 山田享司 - 三重テレビ放送、現在は取締役報道制作局長：名古屋市 - 吉岡麗 - 広島ホームテレビ：名古屋市 - 吉田幸真 - 静岡放送：稲沢市 |

#### フリー
- 天野ひかり - インプレオ所属、元テレビ愛知→元東京MXテレビ映像記者兼キャスター→フリー（元ライムライト所属）：岡崎市
- 石川由香里 - 元とちぎテレビ：刈谷市
- 石原敬士 - フットメディア所属、元テレビ新広島：東郷町
- 犬飼俊久 - 元東海ラジオ：名古屋市
- 宇野ひろみ - MC企画所属：名古屋市
- 大木香乃 - 元東北放送→フリー（元圭三プロダクション所属）：名古屋市
- 小野木梨衣 - ニチエンプロダクション所属、元石川テレビ放送：半田市
- 加藤えり（絵里） - インターテイク所属、元長野朝日放送：知多市
- 加藤哲（通称：TETSU）（The Shadow代表、The Shadow's TV（略称：カゲテレ）プロデューサー）：名古屋市
- 加藤千佳 - エトレイユ代表取締役、元中部日本放送→フリー（セントラルジャパン所属）：名古屋市
- 加藤ゆずか - 元IBC岩手放送：名古屋市
- 角野友紀 - ワタナベエンターテインメント九州事業本部所属、元朝日放送：名古屋市
- 蟹江篤子 - 元東海ラジオ、現在も同局の番組に出演：東海市
- 川島葵 - 元東海ラジオ：岡崎市
- 神取恭子 - NTB　元名古屋テレビ　西尾市
- 桐生順子 - クリアレイズ所属、元中京テレビ：名古屋市
- 熊谷章洋 - 圭三プロダクション所属、元中部日本放送：豊橋市
- 黒宮千香子 - ジョイスタッフ所属、元山口朝日放送：名古屋市
- 小島一宏 - 元名古屋テレビ：名古屋市
- 近藤英恵 - ショップチャンネルのキャスト、元テレビ静岡→フリー（元圭三プロダクション所属）：岡崎市
- 柴田阿弥 - セント・フォース所属、元SKE48
- 杉浦舞 - キャスト・プラス所属、元テレビ山梨→フリー（元セント・フォース所属）：碧南市
- 杉山裕子 - シグマ・セブン所属、元中京テレビ（NTBより派遣）：名古屋市
- 鈴木理香子 - セント・フォース所属、元青森朝日放送→元中京テレビ：豊橋市
- 宗宮修一 - WOWOW、現在は編成局著作権考査部・放送番組審議会事務局、元東海テレビ
- 高木由梨奈 - セント・フォース所属
- 竹内香苗 - ホリプロ所属、元TBS：名古屋市
- 田村あゆち - FIRST AGENT所属：名古屋市
- 丹野みどり - セントラルジャパン→丹野みどりアナウンス事務所所属、元CBCテレビ：名古屋市
- 中澤麗華 - 元テレビ岩手、フリー（元セントフォース所属）：名古屋市
- 長野美郷 - セントフォース所属：みよし市
- 西岡明彦 - フットメディア代表取締役、元広島ホームテレビ：名古屋市
- 西村綾子 - 所属事務所不明、フリー（元タレントオフィスともだち所属）：名古屋市
- 登田真由子 - 東京ネットワーク社所属、元岩手朝日テレビ→フリー（元ジョイスタッフ所属）：清須市、旧西枇杷島町
- 長谷川洋子 - ニチエンプロダクション所属、元NHK名古屋放送局契約キャスター：犬山市
- 花村あづさ - 有限会社エクステンション所属、元チューリップテレビ→フリー（個人営業）：豊田市
- 早川敦子 - タレントオフィスともだち所属、気象予報士、元テレビ静岡→元東海テレビ：清須市、旧新川町
- 早川真代 - NTB所属、元富山テレビ放送：大府市
- 平野裕加里 - 有限会社 LIBRA代表、元中部日本放送：知立市
- 政次夏希 - NTB所属、元テレビ宮崎→元中京テレビ（NTBより派遣）：名古屋市
- 松原敬生 - 元東海ラジオ、現在も同局の番組などに出演：名古屋市
- 村瀬寛美 - 元山梨放送→元名古屋テレビ：名古屋市
- 安井まみ子 - 浅井企画所属、元広島テレビ放送：名古屋市
- 矢野武 - ボイスオン所属：大府市
- 山本衿奈 - セントラルジャパン所属：豊田市
- 吉田恵 - セントフォース所属：名古屋市
- 若杉直美 - NTB所属、元名古屋テレビ：名古屋市
- 鷲野圭子 - グリーンメディア所属、元名古屋テレビ：愛西市
- 横田光幸 - 元青森テレビアナウンサー→元テレビ信州アナウンサー→ボイスワークス所属（東京）：豊橋市
- YO!YO!YOSUKE - TYK Promotion代表：名古屋市

#### 退職者・転職者・物故者
- 浅野信子（結婚後は加藤） - 元中部日本放送→元フリー（セント・フォース所属）：江南市
- 大嶽まどか - QVCジャパンショッピングナビゲーター、元NHK和歌山放送局契約キャスター→（ 名古屋タレントビューローに所属して出向）元名古屋テレビ：名古屋市、生まれは北海道札幌市
- 有賀さつき－元フジテレビ　名古屋市　東京で育つ　2018年1月末逝去
- 伊藤浩司－元静岡エフエム放送（k-mix)→元愛知国際放送（Radio-i)
- 小川明子 - 愛知淑徳大学准教授、元：中部日本放送：名古屋市
- 小原佳代子 - 元南海放送→フリー（元NTB所属、一時期NTBからの派遣という形で名古屋テレビに所属したことがあり）：豊川市、旧御津町
- 加藤泰子元テレビ高知→元中京テレビ：名古屋市
- 岸田麻未（岡崎市出身、セントフォース所属）
- 鬼頭あゆみ（名古屋市出身、元：東海テレビ）
- 久野咲恵（元：名古屋テレビ）
- 小出美奈（元：フジテレビ）
- 小坂知里元瀬戸内海放送（キャストKSBパートナーズ所属）→元石川テレビ放送→元NHK徳島放送局契約キャスター：豊田市
- 斎藤悠子（名古屋市出身、元：中部日本放送）
- 佐藤友香 - 元東海ラジオ：一宮市
- 下山さおり（名古屋市出身、元：名古屋テレビ）
- 菅原哲夫（名古屋市出身、元：中京テレビ）
- 鈴木康之（蒲郡市出身、元NHK）
- 住田都史子（名古屋市出身、元：中部日本放送）
- 陶山慎晃 - 元テレビ愛知：北名古屋市、旧西春町
- 竹内梢元南日本放送：岡崎市
- 竹内夕己美女優、声優、元青森テレビ→元WOWOW：蒲郡市
- 竹内里枝（知多市出身、元NHK名古屋放送局契約キャスター
- 谷川明美 - 東海ラジオ：名古屋市＊在籍中に死去
- 塚本一平 - ゴルフレッスンプロ、元福井放送：西尾市
- 土居まさる - 司会者、元文化放送アナウンサー：静岡県で育つ＊物故者
- 服部愛子 - 元ZIP-FMミュージックナビゲーター：名古屋市
- 原響子（名古屋市出身、元：NHK岐阜局→NHK名古屋局→圭三プロダクション）
- 伴麻衣子（一宮市出身、元岐阜局）
- 日比英一（名古屋市熱田区出身、元：中部日本放送）＊物故者
- 福井弓子（元：NHK）
- 船橋いずみ - ファッションモデル、元ZIP-FMミュージックナビゲーター：小牧市
- 槇徳子株式会社エムシーストラテジー代表取締役、元中部日本放送→元テレビ東京：名古屋市
- 松山香織（名古屋市出身、セントフォース所属。元：中部日本放送）
- 光部杏里（豊橋市出身、元：NHK静岡放送局契約キャスター）
- 村上知奈美（名古屋市出身、セントフォース所属）
- 森京子（小牧市出身、元：名古屋テレビ）
- 柳川薫（豊橋市出身、元：中部日本放送）
- 柳田純司元テレビ山口：名古屋市
- 横井綾子（名古屋市出身、元：テレビ愛知）
- 吉田智美（名古屋市出身、元：名古屋テレビ）
- 米森麻美 - 元日本テレビ→元フリー：名古屋市＊物故者
- 渡辺由紀子元テレビ愛知：江南市
- 渡辺由実（名古屋市出身、圭三プロダクション所属。元：東海テレビ）

### ジャーナリスト
- 秋尾沙戸子（元・NHKキャスター）：名古屋市
- 石井政之：名古屋市
- 石田雄太（スポーツジャーナリスト、元・NHKディレクター）：名古屋市
- 石橋磨季（元・燃料油脂新聞社記者）：北名古屋市
- 大竹博吉（ジャーナリスト、翻訳家、等）
- 木村太郎（アメリカ生まれ）
- 木村元彦（ジャーナリスト、ノンフィクション作家）
- 佐藤観次郎（元中央公論編集長、元衆議院議員）
- 清水美和（東京新聞論説委員）
- 下田博次（ジャーナリスト、群馬大学教授）
- 杉田弘毅（共同通信社論説委員長）
- 鈴木茂三郎（ジャーナリスト、元日本社会党委員長）：蒲郡市
- 鈴木祐司 - NHK解説委員
- 田島暁（元中日新聞論説主幹）：名古屋市
- 徳田耕一（交通ジャーナリスト）：名古屋市
- 中島洋（経済ジャーナリスト）
- 中西哲生（スポーツジャーナリスト、元Jリーガー）：名古屋市
- 西尾典文（スポーツジャーナリスト）
- 早坂隆：岡崎市
- 日高義樹（国際ジャーナリスト、ハドソン研究所首席研究員）：名古屋市
- 松山香織（元フリーアナウンサー）：名古屋市
- 水野倫之 - NHK解説委員
- 村井弦斎（ジャーナリスト、作家。明治時代のベストセラー、『食道樂』の作者）：豊橋市

### 気象予報士
- 尾崎朋美 - ウェザーマップ所属・セント・フォースと業務提携、元秋田放送：名古屋市
- 永井友理
- 森田正光 - ウェザーマップ代表取締役社長：名古屋市

### その他のマスメディア関係者
- 浅野光成 - NHKラジオセンターディレクター：名古屋市
- 大蔵哲士 - NHKラジオセンターディレクター：名古屋市
- 北折一 - NHKディレクター
- 近藤真広 - 朝日放送テレビプロデューサー：名古屋市
- 藤村忠寿 - 北海道テレビ放送水曜どうでしょうチーフディレクター：名古屋市
- 森谷雄 - テレビ・映画プロデューサー：豊橋市
- 八木康夫 - TBSプロデューサー
- 諏訪道彦 - 読売テレビプロデューサー、豊田市

## 実業家・経営者
分類は便宜的なもので、複数のグループに属する場合は一つのグループに入れた。

### 三英傑関連の商人・実業家・経営者
- 伊藤蘭丸祐道（信長の家臣。いとう呉服店、現・松坂屋創業者
- 伊藤次郎左衞門祐民（いとう呉服店、現・松坂屋、初代社長）：名古屋市
- 小田助四郎（家康の隠密。朱座の創始者）
- 竹中藤兵衛正高（信長の家臣。宮大工、竹中工務店創業者）
- 初代茶屋四郎次郎（中島清延）家康の隠密だったとされる京都の豪商。
- 村山等安（長崎代官）：清須市

### 江戸時代の商人
- 初代中野又左衛門（ミツカン創業者）：半田市

### 名古屋五摂家の経営者（五摂家の前身企業の経営者も含む）

#### 名鉄グループ
- 神野金之助 (2代目)（名古屋鉄道、元社長）：名古屋市
- 土川元夫（名古屋鉄道、元・代表取締役社長、元・会長）：一宮市
- 岩瀬弥助（元西尾鉄道社長）：西尾市

#### 中部電力
- 川口文夫（中部電力元会長）、大同大学監事
- 三田敏雄（中部電力元会長、元代表取締役社長）：名古屋市、大同大学監事
- 水野明久（中部電力会長、元代表取締役社長）
- 勝野哲（代表取締役社長）：名古屋市

#### 東邦ガス
- 早川敏生（東邦ガス、元会長）
- 水野耕太郎（東邦ガス、会長）
- 佐伯卓（東邦ガス、会長、社長）
- 安井香一（東邦ガス、会長、社長）

#### 東海銀行・三和銀行との合併以前
- 加藤隆一（東海銀行、元頭取）

#### 松坂屋
- 鈴木正雄（松坂屋元・社長、元・会長） 鈴木正雄までは、伊藤蘭丸祐道の子孫が代々経営者だった。

### 三井グループの経営者

#### トヨタグループの経営者
- 豊田英二（トヨタ自動車最高顧問）：名古屋市
- 豊田喜一郎（トヨタ自動車創業者）：名古屋市
- 豊田章一郎（トヨタ自動車元社長名誉会長、東和不動産会長。第8代経団連会長）：名古屋市
- 大野耐一（トヨタ自動車元副社長、トヨタ生産方式の生みの親）
- 石田退三（トヨタ自動車、豊田自動織機元社長元会長）
- 神谷正太郎（トヨタ自動車元・会長、名誉会長）：名古屋市
- 花井正八（トヨタ自動車元会長）：音羽町
- 張富士夫（トヨタ自動車会長）
- 豊田達郎（トヨタ自動車元社長）：名古屋市
- 内山田竹志（トヨタ自動車会長）：岡崎市
- 渡辺捷昭（トヨタ自動車副会長）
- 豊田章男（トヨタ自動車現社長）：名古屋市
- 和田明広（元トヨタ自動車副社長。元アイシン精機代表取締役会長）：名古屋市
- 河合満（トヨタ自動車副社長）：豊田市
- 小山敬（豊田紡織、現・トヨタ紡織元・社長、元・会長）
- 豊田周平（トヨタ紡織社長）
- 田中義克（元・トヨタ自動車北海道社長）：刈谷市
- 服部哲夫（関東自動車工業社長）
- 金子達也（元・トヨタ自動車九州社長）：名古屋市
- 永田理（トヨタ自動車九州社長）：名古屋市
- 鈴木武（トヨタファイナンシャルサービス社長）：碧南市
- 山口真史（愛知トヨタ自動車社長）
- 横井明（元・豊田自動織機会長）
- 石川忠司（豊田自動織機会長）
- 豊田鐵郎（元・豊田自動織機代表取締役社長）
- 磯谷智生（元・豊田自動織機代表取締役社長）
- 大西朗（豊田自動織機代表取締役社長）
- 岡部弘（元・デンソー会長）：刈谷市
- 深谷紘一（元・デンソー社長）
- 加藤宣明（元・デンソー社長）
- 豊田幹司郎（元・アイシン精機社長）
- 山内康仁（元・アイシン精機社長）
- 安形哲夫（ジェイテクト社長）：新城市
- 佐藤和弘（ジェイテクト社長）
- 水嶋敏夫（元・トヨタ車体社長）
- 岩瀬隆広（元・トヨタ車体社長）
- 大橋正昭（元・愛知製鋼社長）
- 柴田雄次（愛知製鋼会長）
- 鵜飼正男（愛知製鋼元副社長、東和不動産、現・トヨタ不動産元社長）
- 後藤裕司（トヨタホーム社長）
- 深津泰彦（元・トヨタアドミニスタ社長）
- 鈴木茂樹（元・プライムアースEVエナジー社長）
- 長谷川武彦（ヤマハ発動機元社長、元会長。技術者としてトヨタ・2000GTの共同開発等）：名古屋市
- 西川秋次（豊田佐吉の片腕、豊秋奨学会創設者）：豊橋市
- 梅原半二（元・豊田中央研究所所長：豊橋市）：内海町
- 江口友鉱（ダイハツ工業元社長、元会長）
- 大原栄（ダイハツ工業元社長、元会長）

トヨタ系
- 小塚逸夫（フタバ産業社長）

#### その他の三井グループの経営者
- 岩沙弘道（三井不動産代表取締役会長、代表取締役社長）
- 榊原定征（日本経済団体連合会会長（第4代）東レ株式会社、代表取締役社長兼CEO）
- 鈴木正一郎（王子製紙顧問、元社長、元会長）
- 篠田和久（王子製紙代表取締役社長、会長）
- 武藤山治（三井銀行出身。鐘紡中興の祖、時事新報社元・代表取締役社長、元・衆議院議員）
- 花井孝久（大正海上火災保険、現・三井住友海上火災保険、元・社長）
- 権田次良（大阪商船三井船舶、現・商船三井元社長）
- 武藤光一（商船三井、社長）：名古屋市
- 鈴木清一（ダスキン創業者、元社長、元会長。他にミスタードーナツの日本での販売等）：碧南市

### 三菱グループの経営者
- 阿部泰蔵（明治生命、現・明治安田生命保険創設者）
- 中村道太（横浜正金銀行、第八国立銀行創設者。丸屋商社、現・丸善元社長）
- 室町鐘緒（三和銀行元・頭取。UFJホールディングス元・会長。三菱東京UFJ銀行名誉顧問）
- 鈴木永二（三菱化成元・社長、元・会長。第6代日経連会長）
- 谷正紀（三菱自動車、元・代表取締役副社長、成蹊中学校・高等学校、元・校長）
- 近藤誠（三菱電機エンジニアリング代表取締役社長）
- 水野和夫（元三菱UFJモルガン・スタンレー証券チーフエコノミスト。内閣府大臣官房審議官、内閣官房内閣審議官）

### 住友グループの経営者
- 堀田庄三（住銀中興の祖。住友銀行元・頭取、名誉会長。日本航空元・会長）：名古屋市
- 黒田直樹（国際石油開発帝石会長、元社長、元住友商事副社長）：岡崎市
- 佐々木元（元日本電気会長、元情報処理学会会長。レジオンドヌール勲章）：名古屋市
- 福田峰夫（ジュピターテレコム代表取締役副社長、最高執行責任者、元角川書店社長）
- 土方武（住友化学工業会長）

### 芙蓉グループの経営者
- 伊藤宏（キヤノン、元・常務取締役、光学技術者）：名古屋市
- 荒川俊治（エス・バイ・エル代表取締役社長）：大府市
- 賀来龍三郎（キヤノン元・社長、元・会長）
- 山路敬三（キヤノン、元・代表取締役社長）

#### 日産グループの経営者
- 橋本増治郎（快進社創業者。日本で初めて自動車会社を作った人物で、日産自動車の実質的な創業者[20] だが、鮎川義介に経営権を譲渡している）：岡崎市

### UFJグループの経営者
旧三和グループ
- 伊藤乙次郎（元・神戸製鋼所代表取締役社長）
- 大野直竹（大和ハウス工業代表取締役社長）
- 坂野兼通（元・山口合資会社理事長）

### 第一勧銀グループの経営者
- 清川正二（兼松江商、現・兼松 元社長、元相談役、元名誉顧問。ロサンゼルスオリンピック金メダリスト）：豊橋市
- 米倉功（伊藤忠商事元社長、元会長）
- 丹羽宇一郎（伊藤忠商事、会長、元・代表取締役社長）：名古屋市
- 長谷川聰（川崎重工業元社長）：春日井市

### 金融関連企業の経営者
上記グループを除く。
- 加藤敬三郎（朝鮮銀行総裁、元・北海道拓殖銀行頭取、貴族院議員）
- 畔柳昇（元・名古屋証券取引所社長、元・中部電力副社長）：岡崎市
- 澤上篤人（さわかみ投信創業者、社長）：名古屋市
- 中山一郎（PayPay社長CEO、元・IDCフロンティア社長）

### ブラザーグループの経営者
- 安井正義（ブラザー工業創業者、元社長、元会長）：名古屋市
- 安井義博（ブラザー工業、元会長）：名古屋市
- 平田誠一（ブラザー工業、会長）：名古屋市
- 小池利和（ブラザー工業、代表取締役社長）：一宮市
- 佐々木一郎（ブラザー工業、代表取締役社長）：名古屋市

### LIXILグループの経営者
- 伊奈長三郎（伊奈製陶創業者、初代常滑市長）：常滑市
- 伊奈輝三（元INAX代表取締役社長、元日本セラミックス協会会長）：常滑市
- 水谷千加古（元住生活グループ代表取締役社長、元INAX代表取締役社長）
- 杉野正博（元LIXILグループ代表取締役社長、元INAX代表取締役社長）

### 森村グループの経営者
- 杉本悌二郎（元ノリタケカンパニーリミテド元社長元会長）
- 佐伯進（ノリタケカンパニーリミテド元社長元会長）
- 柴田昌治（日本碍子会長）：名古屋市

### パナソニックグループの経営者
- 江口克彦（みんなの党最高顧問。元・PHP総合研究所代表取締役社長。参議院議員）：名古屋市
- 宇佐美泰一郎（松下電器産業、現・パナソニック元顧問コンサルタント）：名古屋市
- 金森喜久男（元ガンバ大阪代表取締役社長）：名古屋市
- 高野鎮雄（日本ビクター元・副社長。VHSの開発でVHSの父と呼ばれる）: 安城市

### ソニー関連の実業家・経営者
- 田島道治（東京通信工業、ソニーの前身、元・取締役会長。初代宮内庁長官）：名古屋市
- 井深大（ソニー創業者、名誉会長）2歳時に安城市に転居、安城で育つ。出生は栃木県。
- 盛田昭夫（ソニー創業者、元・代表取締役社長、名誉会長）：名古屋市
- 岩間和夫（元・ソニー代表取締役社長）：名古屋市
- 盛田正明（元・ソニー副社長）：名古屋市
- 柴田弘（ガラス技術者、柴田弘製作所、現・ハリオグラス創業者。超小型テレビ用ブラウン管の開発）

### カゴメグループの経営者
- 蟹江一太郎（カゴメ創業者）：東海市
- 蟹江一忠（カゴメ元代表取締役社長）：東海市
- 蟹江英吉（カゴメ元代表取締役社長）：東海市
- 蟹江嘉信（カゴメ元代表取締役社長）

### 明治グループの経営者
- 相馬半治（明治グループの総帥として明治製菓等を創業、明治乳業初代会長）：犬山市
- 黒川孝雄（明治サンテオレ元・代表取締役社長、日本フランチャイズチェーン協会元・会長）
- 内藤由治（元・ポッカコーポレーション社長。名誉会長）：豊橋市

### ユニーグループの経営者
- 西川俊男（ユニーグループ創業者、元社長、元会長）：名古屋市
- 家田美智雄（ユニー、元社長、元会長）：稲沢市
- 中村元彦（ユニーグループ・ホールディングス、元社長）：名古屋市
- 土方清（サークルKサンクス、元社長）：名古屋市
- 竹内修一（サークルKサンクス、元社長）：名古屋市

### 航空・鉄道関連の実業家・経営者
名古屋五摂家の名鉄グループを除く。
- 井上徳三郎（三河鉄道株主）：名古屋市
- 南谷昌二郎（JR西日本元社長、元会長、相談役）
- 和田薫（阪急中興の祖、元阪急電鉄代表取締役社長）

### 電力関連の経営者
名古屋五摂家の中部電力を除く。
- 水野久男（東京電力、元社長、元相談役）：名古屋市
- 平岩外四（東京電力、元社長、元会長。第7代経団連会長）：常滑市

### 医薬品関連企業の経営者
アステラス製薬、第一三共、外資系企業を除く。
- 浦田泰生（オンコリスバイオファーマ創業者・社長）
- 岸義人（米国エーザイ副社長。ハーバード大学名誉教授、ノーベル賞候補）
- 藤井米次郎（株式会社・得三郎商店（今の龍角散）の2代目社長、得三郎の娘婿となり、初代・没後に会社を引き継ぐ）

### 製菓業の実業家・経営者
- 竹田和平（竹田製菓創業者、代表取締役社長）：名古屋市
- 津田弘（ヒマラヤ製菓創業者）：名古屋市

### 教育関連企業・学校法人の経営者
多数の為、学校法人の経営者は有名な人物に限定した。

#### 学校法人
- 斎藤百合（教育者、日本のヘレン・ケラーと呼ばれた）：豊橋市
- 関信三（日本最初の幼稚園、東京女子高等師範学校附属幼稚園、現・お茶の水女子大学附属幼稚園を創設、経営）：一色町

### マスメディア関連企業の経営者

#### 新聞社
- 内田雅章（「学生新聞」創設者、実業家 、作家、講演家）
- 大島宇一郎（中日新聞社代表取締役社長、中日ドラゴンズオーナー）
- 大島宏彦（中日新聞社代表取締役社長・会長、中日ドラゴンズオーナー）
- 白井文吾（元中日新聞社代表取締役社長・会長、元中日ドラゴンズオーナー）
- 三浦秀文（元中日新聞社代表取締役社長・会長、元共同通信社理事会長）
- 与良ヱ（元中日新聞社代表取締役長、元産經新聞副社長）

#### 放送・出版・書籍販売
- 青木康晋（元朝日新聞出版社長・会長、元週刊朝日編集長、Gakken常勤顧問、東日本国際大学副学長）：豊橋市
- 小柳津要人（丸善元・社長）：岡崎市
- 加藤哲（通称：TETSU）（The Shadow代表、The Shadow's TV（略称：カゲテレ）プロデューサー）：名古屋市
- 小島利男（元プロ野球選手、東京六大学史上、初の三冠王。札幌テレビ放送設立、元フジテレビ専務等）：名古屋市
- 坂井宏先（元ポプラ社代表取締役社長）：新城市
- 杉田成道（日本映画衛星放送代表取締役社長）：豊橋市
- 鈴木克明（元フジテレビ専務、元テレビ西日本社長、元「めざましテレビ」チーフプロデューサー）：新城市
- 角南攻（白泉社常務取締役。『少年ジャンプ』、現・『週刊少年ジャンプ』の生みの親の一人）
- 都築忠彦（日本テレビヨーロッパ顧問、元・代表取締役社長。『24時間テレビ 「愛は地球を救う」』の生みの親）
- 中根駒十郎（草創期の新潮社専務）：岡崎市

### 通信・インターネット・コンピュータ関連企業の経営者
外資系企業を除く。
- 家本賢太郎（クララオンライン創業者）：名古屋市
- 稲垣裕介（ユーザベース創業者、ニューズピックスCo-CEO）：岡崎市
- 猪又將哲（ファイバーゲート創業者・社長）：小牧市
- 梅田優祐（ユーザベース創業者、ニューズピックス会長CEO）：岡崎市
- 大屋一（ブロード・ミュージック社長）：名古屋市
- 加藤篤次（スターキャット・ケーブルネットワーク代表取締役社長）
- 兼元謙任（OKWave創業者、社長）：名古屋市
- 酒井昌也（エスケーアイ創業者、社長）
- 渡久地択（AI inside創業者、社長CEO）
- 萩本和男（NTTエレクトロニクス社長、紫綬褒章、産学官連携功労者表彰内閣総理大臣賞）：豊橋市
- 本多静雄（日本電話施設創業者、陶芸研究家、本多秋五は弟）：豊田市
- 牧誠（メルコ：現バッファロー創業者、メルコホールディングス代表取締役社長）：名古屋市
- 御手洗大祐（rakumo創業者・社長CEO、元CNET日本法人社長）：一宮市
- 宮川潤一（ソフトバンク社長、MONET Technologies社長）：犬山市
- 山口拓己（PR TIMES創業者）：豊橋市
- 山田進太郎（メルカリ創業者）：瀬戸市
- 吉村伸（IIJ創業者・「日本SGI」最高技術顧問）
- 和田洋一（スクウェア・エニックス、タイトー代表取締役社長）

### 女性の実業家・経営者
- 井垣利英（シェリロゼ創業者・社長）：名古屋市
- 石黒不二代（ネットイヤーグループ創業者・元社長兼CEO）：一宮市
- 佐橋慶女（アイディア・バンク、創業者）
- 永谷亜矢子（元・F1メディア社長、東京ガールズコレクションの生みの親、チーフプロデューサー）：豊田市
- 野田亜友弓（アイプレス、創業者）：一宮市
- 原田さとみ（エシカル・ペネロープ、創業者・社長）：大府市
- 干場弓子（ディスカヴァー・トゥエンティワン創業者・社長）

### 外資系企業（国内）・日本以外の企業の経営者
- 杉田浩章（元・ボストン・コンサルティング・グループ日本代表、早稲田大学教授）：豊川市
- 前刀禎明（旧ライブドア創業者。Apple Computer日本法人、元・代表取締役社長）：犬山市
- 橋本孝之（日本アイ・ビー・エム代表取締役社長）
- 日色保（日本マクドナルドホールディングス代表取締役社長兼CEO）：名古屋市
- 松浦徹（シュワルツコフヘンケル代表取締役社長）

### その他の実業家・経営者
- 飯田祐基（これからミステリー代表取締役CEO、株式会社ライバー創業者&元取締役会長ファウンダー）
- 石田正範（CKD会長）
- 井戸田正（雪印乳業社長）
- 乾豊彦（五代目乾新兵衛、乾汽船元社長、会長）：名古屋市
- 岩井良明（プロフェッショナル・ベースボール・アカデミーCEO、令和の虎CHANNNEL主宰者）：江南市
- 岩沙弘道（東日本高速道路会長）
- 大久保恒夫（成城石井社長）
- 緒川修治（PDエアロスペース創業者）
- 奥田正香（日本車輌製造や名古屋瓦斯など数多くの企業の設立に関わり、「名古屋の渋沢栄一」と言われる）
- 小田康（クノール食品社長）
- 音部大輔（マーケター、著作家）
- 小幡鋹伸（豊田スタジアム社長、全日本トラック協会副会長）：豊田市
- 片田一幸（リアル創業者）：名古屋市
- 金井孟（ネプロジャパン代表取締役社長）
- 神谷傳兵衛（明治、大正期のワイン王）：一色町
- 菊川剛（オリンパス社長）
- 木村武彦（ビデオリサーチ代表取締役社長）
- 久野九平治（萬乗醸造代表取締役社長）
- 黒川紀章（黒川紀章建築都市設計事務所創業者社長）
- 小島康誉（ツルカメコーポレーション、現・あずみ創業者）：名古屋市
- 小林進一（パロマ元代表取締役社長）
- 小林敏宏（パロマ元代表取締役社長）
- 小林弘明（パロマ元代表取締役社長）
- 酒井昌也（エスケーアイ 創業者社長）
- 榊原暢宏（ジャパンベストレスキューシステム創業者 代表取締役）：名古屋市
- 鈴木敏夫（元スタジオジブリ社長）：名古屋市
- 鈴木宣之（BTR創業者、代表取締役社長。息子のイチローは次男）：名古屋市
- 墨宇吉（艶金興業創業者）：一宮市
- 左右田稔（東建コーポレーション創業者、社長）
- 曽和利光（人事コンサルタント、株式会社人材研究所 代表取締役社長）：豊田市
- 手島透（スタンレー電気代表取締役社長）
- 外村仁（元野村アセットマネジメント社長）：名古屋市
- 高須克弥（高須クリニック院長）
- 高橋一穂（VTホールディングス代表取締役社長）
- 田中恭一（メニコン創業者元社長元会長）：一宮市
- 冨田英揮（ディップ株式会社創業者）：名古屋市
- 冨安徳久（ティア創業者）：宝飯郡一宮町
- 永井淳（新東工業社長）
- 中川嘉兵衛（日本初の製氷事業者）：岡崎市
- 中嶋悟（日本レースプロモーション社長）
- 中島董一郎（キユーピー、アヲハタ創業者元社長元会長）：西尾市
- 西村誠司（エクスコムグローバル社長、『イモトのWiFi』『にしたんクリニック』で有名なタレント社長）：名古屋市
- 畑中利元（ユザワヤ創業者・会長）：蒲郡市
- 花木義麿（オークマ社長）
- 林要（実業家、『GROOVE X』創業者、CEO代表取締役）
- 久田宗弘（DCMホールディングス社長）
- 深見敏男（建重製作所社長、ダービー馬オーナー）：豊田市
- 古川為三郎（ヘラルドグループ創業者）：一宮市
- 古田成広（フルタ電機代表取締役社長）：名古屋市
- 堀川憲司（ピーエーワークス創業者、代表取締役社長）
- 松浦元男（樹研工業創業者、社長）：名古屋市
- 水谷豊（日本コンタクトレンズ創業者）：名古屋市
- 水野真澄（M&C South china Ltd、社長）：名古屋市
- 村上雅亮 (NJS社長、全国上下水道コンサルタント協会会長)
- 村瀨茂高（WILLER創業者・社長、WILLER EXPRESS創業者・社長、元楽天バスサービス社長）：名古屋市
- 盛田淳夫（敷島製パン社長、日本パン工業会副会長）：名古屋市
- 盛田善平（敷島製パン創業者、元社長）
- 矢入一男（ヤイリギター社長）：名古屋市
- 安井善宏（明治電機工業代表取締役社長）
- 山崎善郎（リンナイ元代表取締役社長）
- 山田修（ミヨシ油脂社長）
- 山田哲（ヨシタケ社長）
- 山本英俊（フィールズ代表取締役会長、カジノドライヴのオーナー）：名古屋市
- 横井英樹（元ホテルニュージャパン社長）：稲沢市
- 渡辺捷昭（首都高速道路会長）：豊田市
- 森田聖人（合同会社DD、株式会社トークトレーナー ）：江南市
- 福田佑貴　XMarke株式会社　：名古屋市

## 囲碁棋士・囲碁関係者
- 服部正徹（服部家三世）
- 伊藤松和（天保四傑の1人）：名古屋市
- 石田芳夫（二十四世本因坊。史上最年少で本因坊、名人等、タイトル多数）：清須市
- 小川誠子（元・女流本因坊）：福井生まれ、名古屋育ち
- 酒井通温
- 酒井康雄
- 酒井義允
- 榊原章二：豊橋市
- 鈴木為次郎：刈谷市
- 馬場滋：名古屋市
- 彦坂直人（元・十段）：名古屋市
- 藤田梧郎：豊橋市
- 小松英樹
- 青葉かおり：名古屋市

## 将棋棋士・将棋関係者
- 小菅剣之助（十三世名人に推挙されるが辞退。後に名誉名人。実業家、国会議員）：名古屋市
- 板谷進：名古屋市
- 石田和雄：岡崎市
- 大村和久：名古屋市
- 加藤博二：名古屋市
- 杉本昌隆：名古屋市
- 藤井聡太（史上初の八冠達成)：瀬戸市
- 豊島将之（史上初の平成生まれのプロ棋士)：一宮市
- 中澤沙耶：一宮市
- 西村一義：名古屋市
- 藤田麻衣子：名古屋市
- 松尾歩：日進市
- 宮松関三郎
- 室田伊緒（中学生でアマ女流名人。現在、女流棋士）：春日井市
- 山田道美（元・棋聖）：名古屋市
- 脇田菜々子：一宮市
- 小池重明（アマ名人。「新宿の殺し屋」と呼ばれた伝説の真剣師）：名古屋市

## 宗教家
- 青山俊董（曹洞宗の尼僧として有名）：一宮市
- 植村泰忠（三河国鳳来寺の僧。還俗し徳川家康の家臣として活躍）
- 雲輪瑞法（曹洞宗の尼僧・作家）
- 丘宗潭（曹洞宗の僧侶。安泰寺を設立、初代住職、元・駒澤大学学長）
- 快翁龍喜（戦国時代の禅僧）
- 川口高風（曹洞宗の僧侶、法持寺住職、愛知学院大学教授）：名古屋市
- 空也（平安時代の僧、庶民に対して浄土教を広めた事で知られている）
- 賢憬（奈良時代の法相宗の僧）
- 黄泉無著（江戸時代の臨済宗の僧、海雲山普昭晧台禅寺住職）
- 小島康誉（浄土宗僧侶）
- 柴山全慶（著名な禅僧）
- 白井永二（神職、民俗学者。元・鶴岡八幡宮宮司、元・神社本庁総長）：豊橋市
- 鈴木正三（江戸時代の思想家・宗教家）
- 鋤柄熊太郎（牧師）
- 存牛（知恩院第二十五世超誉存牛。知恩院を再興した僧。出自は松平氏）
- 橘瑞超（西本願寺派の僧。大谷探検隊参加時の発掘調査の成果により、探検家として世界的に著名）：名古屋市
- 寺本婉雅（日本人として3番目にチベットに入った東本願寺の僧）
- 天沢（戦国時代の僧）
- 道場法師（日本霊異記に登場する僧）
- 土宜法龍（南方熊楠との往復書簡は有名）：名古屋市
- ダニイル（主代郁夫）（日本ハリストス正教会、首座主教）
- 豊安（平安時代の僧）
- 細川景一（臨済宗の僧、花園大学学長）：稲沢市
- 村瀬明道尼（尼僧、連続テレビ小説「ほんまもん」の桜井泉恵尼のモデル）
- 山田無文（著名な禅僧）
- 吉持章（牧師、元・東京キリスト教学園学園長、元・日本福音同盟理事長）
- 良忍（平安時代の僧、融通念仏宗開祖）

## 料理人・料理研究家
- 杉浦友祐 - 料理研究家：名古屋市
- 小崎陽一 - イタリア料理研究家、保田圭の夫：瀬戸市
- 寺田真二郎 - 料理研究家：安城市
- 岸田周三 - 料理人：豊明市、フランス料理店「Quintessence(カンテサンス)」オーナーシェフ

## 歴史上の人物

### 弥生時代の人物
- 天火明命（尾張氏の祖神で、「神武天皇」と関係図し 「天香山命」の父神）.（新説では、S字ガメ土器の出土により「魏志倭人伝」によると「狗奴国」の王（彦尊）。2011.10.26NHK歴史秘話ヒストリア。「卑弥呼のヒミツ」[出典無効]）

### 古墳時代の人物
- 尾張国造
  - 尾張連草香（目子媛の父）

#### 尾張氏の皇族
尾張の豪族、尾張氏の一族
- 世襲足媛（孝昭天皇の妃。孝安天皇、天足彦国押人命の生母）：名古屋市
- 宮簀媛（日本武尊の妃）：名古屋市

### 飛鳥時代の人物
- 尾張大隅（尾張宿禰大隅、尾張氏の一族）
- 尾張馬身（尾張氏の一族）

### 熱田神宮関連の人物
- 素盞鳴尊（建速須左之男命、「天照大神」(伊勢神宮）の弟）
- 建稲種命（日本武尊の東征に、尾張水軍を率い副将軍として従う）：名古屋市
- 藤原季範（熱田神宮大宮司、源頼朝の外祖父）：名古屋市
- 由良御前（季範の娘。源義朝の正妻。源頼朝の生母）：名古屋市

### 鎌倉幕府関連の人物
- 源頼朝（鎌倉幕府開祖。源義朝の三男。熱田神宮近くに[21] 産湯を使った井戸が今も残っている）：名古屋市
  - 二階堂行政（鎌倉幕府・政所別当、二階堂氏の祖。母は源頼朝の外祖父、藤原季範の妹）：名古屋市
  - 長田忠致 長田景致（知多半島の豪族。頼朝の父義朝を暗殺）：美浜町

### 鎌倉時代の人物
- 細川義季（細川氏の祖）
- 細川俊氏（細川氏2代当主）
- 一色公深（一色氏の祖）
- 吉良長氏（吉良氏の祖）
- 吉良満氏（吉良氏2代当主）
- 吉良貞義（吉良氏3代当主）
- 今川国氏（今川氏の祖）
- 今川基氏（今川氏2代当主）

### 室町幕府関連の人物
斯波氏
- 足利家氏（斯波氏の祖）
  - 広沢義利
  - 吉田義博
  - 石橋和義（石橋氏の祖）
- 斯波宗家（斯波氏2代当主）
- 斯波宗氏（斯波氏3代当主）
  - 斯波家兼（大崎氏の祖）
  - 斯波兼頼（最上氏の祖）
- 斯波高経（斯波氏4代当主）（越前国・越中国・若狭国守護）
  - 斯波家長（関東執事）
  - 斯波氏経（九州探題）（越前国守護）（末野氏の祖）
  - 斯波氏頼（若狭国守護）
  - 斯波義種（小侍所、侍所頭人）（越前国・山城国・信濃国・加賀国・若狭国守護）
- 斯波義将（斯波氏5代当主）（管領）（越前国・信濃国・越中国守護）
- 斯波義重（斯波氏6代当主）（管領）（越前国・尾張国・遠江国・信濃国・加賀国守護）
- 斯波義淳（斯波氏7代当主）（管領）（越前国・尾張国・遠江国守護）
- 斯波義郷（斯波氏8代当主）（越前国・尾張国・遠江国守護）
- 斯波義健（斯波氏9代当主）（越前国・尾張国・遠江国守護）
- 斯波義敏（斯波氏10代当主）（越前国・尾張国・遠江国守護）
- 斯波義廉（斯波氏11代当主）（管領）（越前国・尾張国・遠江国守護）
- 斯波義寛（斯波氏12代当主）（越前国・尾張国・遠江国守護）
- 斯波義達（斯波氏13代当主）（尾張国・遠江国守護）
- 斯波義統（斯波氏14代当主）（尾張国守護）
  - 毛利秀頼（信濃国飯田城主）
  - 津川義冬（伊勢国松ヶ島城主）
- 斯波義銀（斯波氏15代当主）（尾張国守護）

#### 細川氏
- 細川公頼（細川氏3代当主）
  - 細川頼春（侍所頭人）（越前国・備後国・阿波国・伊予国・日向国守護）
  - 細川頼之（管領）（備後国・阿波国・讃岐国・伊予国・土佐国守護）
- 細川和氏（細川氏4代当主）
- 細川清氏（細川氏5代当主）（伊勢国・若狭国・伊賀国守護）

#### 一色氏
- 一色頼行（一色氏2代当主）
- 一色範氏（一色氏3代当主）（九州探題）

#### 吉良氏
- 吉良満義（信濃国守護）
- 吉良満貞（上吉良氏の祖）
- 吉良尊義（下吉良氏の祖）

#### 今川氏
- 今川範国（駿河今川氏の祖）（駿河国・遠江国守護）

仁木氏
- 仁木頼章（武蔵国・丹波国・下野国・丹後国守護）
- 仁木義長（伊勢国・遠江国・備後国・伊賀国、志摩国守護）

中条氏
- 中条長秀（伊賀国守護）

### 室町時代の人物
松平氏
- 松平信重（松平氏の祖）
  - 松平親氏
- 松平泰親（松平氏2代当主）
- 松平信光（松平氏3代当主）
  - 松平守家（竹谷松平氏の祖）
  - 松平与副（形原松平氏の祖）
  - 松平光重（大草松平氏の祖）
  - 松平忠景（五井松平氏の祖）
  - 松平忠定（深溝松平氏の祖）
  - 松平光親（能見松平氏の祖）
  - 松平親則（長沢松平氏の祖）
- 松平親忠（松平氏4代当主）
  - 松平乗元（大給松平氏の祖）
  - 松平乗清（滝脇松平氏の祖）
- 松平長親（松平氏5代当主）
  - 松平親盛（福釜松平氏の祖）
  - 松平信定（桜井松平氏の祖）
  - 松平義春（東条松平氏の祖）
  - 松平利長（藤井松平氏の祖）
- 松平信忠（松平氏6代当主）
- 松平清康（松平氏7代当主）
- 松平広忠（松平氏8代当主）

### 三英傑と関連する人物
信長の有名な家臣だけでも、10万人程度 いるため一部のみ記載してある。
- 織田信長（戦国時代統一の祖）
  - 織田信秀（織田信長の父、尾張守護代 清洲三奉行の一人）
  - 織田信行（信長の弟）：名古屋市
  - 織田長益（信長の弟）
  - 織田信忠（信長の嫡男）
  - 織田信雄（信長の次男）
  - 織田信孝（信長の三男）
- 豊臣秀吉（安土桃山時代の祖。信長の遺領分割の後、拠点都市として大坂の町を作る。日本統一を果たす）
  - 木下弥右衛門（秀吉の父）：名古屋市
  - 大政所（秀吉の母）
  - 竹阿弥（秀吉の義父）
  - 日秀（秀吉の姉）：名古屋市
  - 三好吉房（日秀の夫、犬山城城主）
  - 豊臣秀長（秀吉の弟）：名古屋市
  - 朝日姫（秀吉の妹、家康の正室）：名古屋市
  - 佐治日向守（朝日姫の夫）
  - 副田吉成（朝日姫の夫）
  - 豊臣秀次（日秀の子）
  - 豊臣秀勝（日秀の子）
  - 豊臣秀保（日秀の子）
- 徳川家康（江戸幕府開祖。秀吉の命により関東支配に赴き、拠点都市として江戸の町を作る）
  - 松平親氏（松平氏（徳川氏）の始祖）
  - 松平清康（家康の祖父）：岡崎市
  - 水野忠政（家康の外祖父）：東浦町
  - 松平広忠（家康の父）：岡崎市
  - 於大の方（家康の母）：東浦町
  - 久松俊勝（於大の方の再婚相手）：阿久比町
  - 水野信元（家康の叔父）：東浦町
  - 水野忠守（家康の叔父、相模国玉縄城主）：東浦町
  - 徳川光友（家康の孫、尾張徳川家、尾張藩第2代藩主）：名古屋市
  - 徳川宗春（尾張徳川家第7代藩主。「温知政要」で尾張藩中興の祖）：名古屋市

### 初代藩主になった人物

#### 東北地方
- 松平重忠（上山藩）
- 鳥居忠政（磐城平藩）
- 丹羽長重（白河藩）
- 松平義昌（梁川藩）
- 加藤嘉明（会津藩）

#### 関東地方
- 浅野長政（常陸真壁藩初代藩主、甲斐甲府藩主。赤穂浅野氏氏、『忠臣蔵』で有名な浅野長矩（浅野内匠頭）は子孫）
- 阿部正次（武蔵鳩ヶ谷藩主、上総大多喜藩主、相模小田原藩主、武蔵岩槻藩主、大坂城代）
- 安藤重信（高崎藩初代藩主、下総小見川藩主）
- 伊奈忠次（武蔵小室藩初代藩主）：西尾市
- 大久保忠世（小田原藩祖）：岡崎市
- 大久保忠隣（小田原藩初代藩主）：岡崎市
- 高力清長（三河三奉行、岩槻藩初代藩主）
- 酒井重忠（上野厩橋藩初代藩主、武蔵川越藩主）
- 榊原康政（上野館林藩初代藩主）:  豊田市
- 菅沼定盈（上野阿保藩初代藩主）
- 牧野康成（上野大胡藩初代藩主）
- 鳥居元忠（下総矢作藩初代藩主）
- 松平康元（下総関宿藩初代藩主）：阿久比町
- 永井直勝（源義朝を暗殺した長田一族の末裔、常陸笠間藩、下総古河藩主）
- 堀田正盛（武蔵川越藩主、下総佐倉藩初代藩主）
- 土方雄久（下総多古藩初代藩主）
- 本多康重（上野白井藩初代藩主）：岡崎市
- 松平信一（常陸土浦藩初代藩主）
- 松平康重（武蔵騎西藩初代藩主。常陸笠間藩初代藩主）
- 山口重政（常陸牛久藩初代藩主）
- 奥平家昌（下野宇都宮藩初代藩主）
- 本多正純（下野小山藩初代藩主、宇都宮藩主）

#### 甲信越地方
- 石川数正（信濃松本藩初代藩主）
- 佐久間勝之（信濃長沼藩初代藩主）
- 佐久間安政（信濃飯山藩初代藩主）
- 鳥居成次（甲斐谷村藩初代藩主）
- 堀田正盛（信濃松本藩主）
- 堀直政（越後三条藩初代藩主）
- 牧野忠成（越後長岡藩藩主）
- 松平忠輝（越後高田藩藩主、家康の六男）
- 松平康長（信濃松本藩主、戸田松平家の祖）
- 溝口秀勝（越後新発田藩初代藩主、堀部武庸（堀部安兵衛）は曾孫）

#### 北陸地方
- 丹羽長秀（越前、加賀初期の大名：織田四天王・織田五大将の一人、清洲会議で秀吉の天下取りの立役者、丹羽長重の父）
- 本多成重（越前丸岡藩初代藩主）
- 前田利家（加賀藩祖）：名古屋市
- 前田利長（加賀藩初代藩主）：名古屋市
- 前田利政（能登七尾藩主）：名古屋市

#### 東海地方
- 天野康景（三河三奉行、駿河興国寺藩藩主）
- 安藤直次（遠江掛川藩藩主、後に紀伊田辺藩主）
- 池田恒興（大垣城主：織田信長の乳兄弟、池田輝政の父）
- 石川家成（美濃大垣藩第2代藩主）
- 石川康通（美濃大垣藩初代藩主）
- 大久保忠佐（駿河沼津藩藩主）
- 戸田尊次（三河田原藩初代藩主）
- 成瀬正成（尾張犬山藩初代藩主）
- 平岩親吉（上野厩橋藩主、犬山藩主）：幸田町
- 本多康重（三河岡崎藩初代藩主）：岡崎市
- 松平定勝（遠江掛川藩初代藩主。伊勢桑名藩初代藩主）：阿久比町
- 水野忠清（三河刈谷藩初代藩主、三河吉田藩藩主、信濃松本藩初代藩主）
- 三宅康貞（三河挙母藩初代藩主）

#### 近畿地方
- 安藤重信（近江山上藩初代藩主）
- 安藤直次（紀伊田辺藩初代藩主）
- 池田輝政（播磨姫路藩初代藩主。姫路城を現在の姿に修築）：清須市
- 織田信包（丹波柏原藩初代藩主）:名古屋市
- 小出秀政（秀吉の叔父、和泉岸和田藩初代藩主）：名古屋市
- 小出吉政（但馬出石藩初代藩主）
- 佐久間安政（近江高島藩主）
- 菅沼定仍（伊勢長島藩初代藩主）
- 杉原長房（但馬豊岡藩初代藩主）:名古屋市
- 高木正次（河内丹南藩初代藩主）:東浦町
- 戸田氏鉄（近江膳所藩第2代藩主、摂津尼崎藩主、戸田家、美濃大垣藩初代藩主）：豊橋市
- 戸田一西（近江大津藩主、膳所藩初代藩主）：豊橋市
- 福島高晴（大和宇陀松山藩主、福島正則の弟）：あま市
- 本多忠刻（播磨姫路新田藩初代藩主）
- 本多忠政（播磨姫路藩主）
- 本多俊政（大和高取藩初代藩主）
- 松平定勝（山城伏見藩初代藩主）
- 松平康重（丹波篠山藩初代藩主、八上藩初代藩主）

#### 中国地方
- 池田長吉（鳥取藩）
- 蒔田広定（浅尾藩）
- 木下家定（足守藩）
- 伊東長実（岡田藩）
- 水野勝成（福山藩）
- 福島正則（広島藩）

#### 四国地方
- 加藤嘉明（伊予松山藩）
- 山内一豊（土佐藩）

#### 九州地方
- 木下延俊（日出藩）
- 毛利高政（佐伯藩）
- 寺沢広高（唐津藩）
- 加藤清正（熊本藩）

### その他、有名な家臣

#### 信長の家臣
- 浅井政貞（苅安賀城主）：一宮市
- 飯尾尚清（隠岐守、出羽守）：稲沢市
- 稲田植元（徳島藩筆頭家老）：岩倉市
- 太田牛一（『信長公記』の作者）：名古屋市
- 岡田重善（星崎城主）：名古屋市
- 岡田善同（美濃郡代）：名古屋市
- 奥村永福（前田家の家臣）：名古屋市
- 兼松正吉（信長、秀吉、家康に仕える）：一宮市
- 蒲生郷舎（蒲生氏郷の家臣）
- 桑山重晴（竹田城城主、和歌山城代）
- 小瀬甫庵（『太閤記』『信長記』の作者）
- 五藤為浄（山内一豊の家臣）：一宮市
- 佐久間信盛（信長の重臣だったが、最後は追放）：名古屋市
- 佐久間盛政（初代、金沢城主）：名古屋市
- 佐治信方（大野城主。妻は信長の妹、お犬の方）：常滑市
- 佐治一成（大野城主。妻は浅井長政の娘、江）：常滑市
- 佐々成政（肥後国主など）：名古屋市
- 佐脇良之（前田利家の弟）：名古屋市
- 柴田勝家（信長の死後、秀吉と対立。お市の方は正室。北ノ庄城城主）：名古屋市
- 柴田勝政（柴田勝家の養子、勝山城城主）：名古屋市
- 津田清幽（石田三成の重臣）：清須市
- 坪内利定（松倉城主）
- 拝郷家嘉（大聖寺城主）
- 長谷川秀一（信長の側近）
- 服部一忠（服部小平太。信長の家臣、桶狭間の戦いで今川義元に一番槍をつける）
- 塙直政（備中守）：名古屋市
- 塙直之（塙団右衛門）
- 平手政秀（織田信長の教育役、後見役、濃姫の婚約を取り締めた）
- 前田長種（加賀八家の祖、下之一色城主）：名古屋市
- 松井友閑（堺代官）：清須市
- 簗田政綱（沓掛城主）：北名古屋市
- 横井時泰（赤目城主）：愛西市

#### 秀吉の家臣
- 伊木遠雄（黄母衣衆）
- 杉原家次（福知山城主、京都所司代）：清須市
- 中島氏種（嵯峨源氏、七手組頭）：一宮市
- 長束正家（豊臣政権「五奉行」の一人）
- 平野長泰（「賤ヶ岳の七本槍」の一人）:津島市
- 福島正信（福島正則の父）：あま市
- 増田長盛（豊臣政権「五奉行」の一人）
- 松下之綱（豊臣秀吉が最初に仕えた人物。遠江久野藩祖）
- 毛利勝信（豊前国小倉城主）
- 毛利勝永（豊前守、大坂城五人衆）

#### 家康の家臣
- 青山忠成（東京の青山の地名は、忠成の屋敷地の一部であったことに由来する）：岡崎市
- 板倉勝重（京都所司代）：岡崎市
- 大岡忠勝（大岡忠相（大岡越前）は子孫。徳川家康の三河家臣）
- 大岡忠政（江戸幕府旗本）
- 大岡忠世（江戸幕府旗本）
- 吉良義定（家康の従兄弟。『忠臣蔵』で有名な吉良義央（吉良上野介）は曾孫）
- 吉良義弥（高家筆頭。吉良義央（吉良上野介）は孫）
- 戸田忠次（田原戸田氏2代当主）
- 内藤正成（戦国最強の弓の名手）：岡崎市
- 蜂屋貞次（徳川十六神将）：岡崎市
- 牧野成定（牛久保城主）
- 松平康俊（徳川家康の異父弟）：阿久比町
- 本多重次（三河三奉行）：岡崎市
- 本多忠勝（織田信長が、日本の張飛、豊臣秀吉が天下無双と呼んだ武将。徳川四天王の一人）：岡崎市
- 本多広孝（松平宗家家臣）：岡崎市
- 米津常春（徳川十六神将）：西尾市
- 米津田政（江戸町奉行）：西尾市
- 島田利正（江戸町奉行）：岡崎市
- 渡辺守綱（槍半蔵）：岡崎市

### 映画、ドラマ等で有名な人物
戦国時代
- 山本勘助（武田軍師：豊橋市賀茂町、医王山本願寺に両親の墓所がある）
- 服部正成（服部半蔵）有名な伊賀忍者軍団の首領。：岡崎市
- 大久保忠教（「天下のご意見番」大久保彦左衛門）：岡崎市
- 前田利益（前田慶次郎）『花の慶次』のモデル：名古屋市
- 森成利（森蘭丸。織田信長の小姓）
- 不破万作（天下三美少年の一人。戦国時代の伝説的美少年）
- 名古屋山三郎（天下三美少年の一人。出雲の阿国とともに歌舞伎の創始者ともいわれる）:名古屋市
- お市の方（絶世の美女と言われた、織田信長の妹。浅井長政の正室。浅井三姉妹（茶々・初・江）の母）
- 高台院（豊臣秀吉の正室）
- 芳春院（前田利家の正室）
- 豪姫（豊臣秀吉の養女）：名古屋市

江戸時代
- 関口氏心（関口柔心）柔術の祖、関口新心流開祖。：豊川市
- 柳生厳包（柳生連也斎）「新陰流」本家、尾張柳生の天才剣士。：名古屋市
- 徳川宗春（御三家筆頭尾張藩7代藩主、温知政要で中興の祖）：名古屋市
- 柿木金助（大凧に乗り、名古屋城の金鯱の鱗を盗んだとされる大泥棒。歌舞伎『傾城黄金鯱』、『金鯱噂高浪』の主人公）
- 片岡高房（片岡源五右衛門。『忠臣蔵』、赤穂浪士）：名古屋市
- 清水一学（『忠臣蔵』、吉良側の剣客）：吉良町
- 日本左衛門（江戸時代の有名な盗賊。歌舞伎『青砥稿花紅彩画』、別名、「白浪五人男」の頭領、日本駄右衛門のモデル）
- 絵島（江戸城大奥御年寄。江島生島事件は有名）：刈谷市
- 星野勘左衛門（通し矢天下一の弓術家）平田弘史の『弓道士魂』、成瀬巳喜男の『三十三間堂通し矢物語』の主人公。
- 葵小僧（江戸時代の盗賊）

幕末から明治
- 森の石松（侠客、清水次郎長の子分、浪曲や映画等で有名）：新城市
- 吉良の仁吉（侠客、清水次郎長の兄弟分）：吉良町
- 斉藤きち（唐人お吉、悲劇のヒロインとして有名）：南知多町
- 泉すず（婦系図、お蔦のモデル）

### その他の歴史上の人物
- 徳川慶勝　（御三家筆頭尾張藩第17代藩主、幕末「薩長同盟」に尽力し東海道、中山道の譜大名に倒幕を同意させたことで江戸城無血開場を成功させ近代国家に導いた。明治維新を陰で偉大な功績を歴史に残した藩主。（2010.1.2 NHK.HV特集。幕末知られざる決断）。（2012.3.21.NHKBS3.幕末日本を救った▽尾張藩主.「徳川慶勝」）
- 太田牛一（織田信長の家臣・「信長公記」の作者、著者：名古屋市）
- 大給恒（松平乗謨。日本赤十字社の前身、博愛社の創設）
- 小栗重吉（漂流者）
- 小野道風（三跡の一人、書聖と呼ばれる）
- 音吉（世界最初の和訳聖書作りの協力者）
- 鈴木重成（島原の乱後の天草代官）
- 鈴木正三（曹洞宗の僧侶）
- 永井尚志（幕末、新政府軍と戦った蝦夷共和国の箱館奉行。孫の夏子は三島由紀夫の祖母）
- 村上範致（田原藩家老、砲術家）
- 岩瀬忠震（幕末の外交官：日米修好通商条約の調印者・日本海軍の創始者）：新城市
- 岡部又右衛門 （安土城・熱田神宮造営御大工.正七位武士）
- 朝日重章（鸚鵡籠中記、江戸時代中期の26年8ヶ月間に及ぶ日記の著者）

## 長寿
- 猪飼たね（元日本最高齢者及び、1993年から2014年まで確かな記録のある日本最長寿記録を持っていた女性。かつては泉重千代が日本最高齢記録者とされていたが、泉には105歳説が指摘されており、2012年にギネスブックはその記録を取り消している。）：名古屋市
- きんさんぎんさん（成田きん、蟹江ぎん。長寿双子姉妹）：名古屋市
- 久曾神昇（長寿の学者、元愛知大学学長）：豊橋市
- 古川為三郎（世界最高齢の富豪者。103歳長寿、海外経済専門誌フォーチューンで世界の億万長者）：一宮市
- 山中かく（長寿日本一だった女性、113歳4か月で死去。）：西尾市

## その他の人物
- 二宮知美（芸名：アクビトモミ。喜劇女優、歌手、イベントプロデューサー。三河ZIPANGど真ん中フェスタ総合プロデューサー）：知立市
- 浅井幸司（音楽プロデューサー、ライブハウス『Zepp』立ち上げ統括者、元ソニー社員）：一宮市
- 浅井ゆかり（教育カウンセラー、料理研究家、作家、モデル、実業家）：名古屋市
- 浅野八郎（心理研究家）：名古屋市
- 石濱翔（作曲家）
- 稲山琴美（木曽川うかいの女性鵜匠）：小牧市
- 大平晋也（アニメーター、アニメーション監督、演出家。）：豊山町
- 小笠原登（ハンセン病患者の強制隔離を国策に反し信念を貫徹阻止をした医師）：あま市
- 桶狭間ありさ（作曲家）
- 岩中祥史（株式会社エディットハウス代表取締役・大ナゴヤ元気会事務局長）：三重県生まれ、名古屋育ち
- 海部壮平（「名古屋コーチン」の生みの親、日本実用鶏種第一号）
- 加藤亮（ライター、バーグハンバーグバーグ社員）：名古屋市
- 河惣益巳（漫画家）：豊橋市
- 熊沢寛道（熊沢天皇）
- 河野義行（松本サリン事件被害者）：豊橋市
- 小林宏之（元日本航空パイロット。湾岸危機時の邦人救出等）：新城市
- 小松達也（同時通訳の草分け的存在）：名古屋市
- Swind（ライトノベル作家、漫画原作者、名古屋めし専門料理研究家、YouTuber）：名古屋市
- 高橋善一（初代東京駅駅長。原敬暗殺事件に遭遇している）：豊橋市
- 田中康平（古生物学者）
- 玉屋庄兵衛（からくり人形師、山車からくり伝統芸術創始者）
- 冨田幸光（古生物学者）
- 長束恭行（クイズ王、スポーツライター）：名古屋市
- 中村浩一(パーソナリティー、音楽プロデューサー）：名古屋市中村区
- 中村直吉（日本人で初めて世界一周をした明治時代の冒険家）：豊橋市
- 野呂エイシロウ（放送作家、PRコンサルタント）：大府市
- 服部剛丈（アメリカの銃規制運動の端緒になった日本人留学生射殺事件の被害者）：名古屋市
- 日比野寛（日比野式走法：日本で最初にマラソンを教育界に導入者）
- 横田めぐみ（拉致被害者。名古屋生まれ、転居先の新潟で拉致されている）：名古屋市

## 愛知県にゆかりのある人物

### ゆかりのある文学者
- 江戸川乱歩（三重県生まれ。三歳から十八歳まで名古屋で暮らす。愛知県立瑞陵高等学校の第一回卒業生）
- 円地文子（祖父は名古屋藩士。父は尾張藩江戸屋敷生まれ（名古屋生まれとの説もある）の国学者、上田萬年）
- 尾辻克彦（神奈川生まれ。芥川賞受賞者、愛知県立旭丘高等学校卒業）
- 加賀乙彦（東京都出身の作家。名古屋陸軍幼年学校在学中に終戦）
- 岸田國士（東京生まれ。十歳から十八歳まで名古屋で暮らす。名古屋陸軍幼年学校、出身）
- 国枝史郎（長野県出身の作家。名古屋在住時に、「神州纐纈城」等の作品を執筆する）
- 冨澤有爲男（大分生まれ、名古屋育ち。芥川賞受賞者、東海中学卒業）
- 永井荷風（東京生まれ。父は永井久一郎、母は鷲津毅堂の娘、ともに尾張藩の重鎮の家系）
- 夏目漱石（東京生まれ。戦国武将の夏目吉信など、三河を拠点にした夏目一族の末裔）
- 平野謙（京都生まれ、岐阜育ち。旧制第八高等学校卒業）
- 藤枝静男（静岡県生まれ。旧制第八高等学校卒業）
- 三島由紀夫（東京生まれ。祖母の夏子は、三河出身の永井尚志の孫。尾張藩の血脈を受けた永井荷風は親戚）
- 矢田津世子（秋田県出身の作家。千種区在住時代、『女人芸術』の名古屋支部員）

### ゆかりのある学者・思想家
- 飯島澄男（埼玉県越谷市出身、物理学者。名城大学大学院理工学研究科教授、「カーボンナノチューブ」の発見者、ノーベル化学賞の有力候補）
- 大杉栄（香川県出身の思想家。名古屋陸軍幼年学校退学）
- 大林太良（東京生まれ、民俗学者。愛知県立時習館高等学校卒業）
- 武田邦彦（東京都出身、工学者。中部大学教授、元・名古屋大学大学院教授）
- 都留重人（東京生まれ、著名な経済学者。一橋大学名誉教授。愛知県立瑞陵高等学校卒業。父親は元東邦ガス社長）
- 西塚泰美（兵庫県生まれ、医学者。ノーベル賞候補者、愛知県立瑞陵高等学校卒業）
- 野依良治（兵庫県生まれ、ノーベル化学賞受賞者。名古屋大学の教授時代にノーベル賞を受賞）
- 早川幸男（愛媛県新居浜市出身、宇宙物理学者・素粒子物理学者。名古屋大学第9代学長、日本における赤外線天文学・高エネルギー天文学の先駆者）

### ゆかりのある芸能人
- 東八郎（東京都出身。コメディアン、タレント、戦時中に家族と名古屋で疎開）
- 阿川泰子（神奈川県生まれ、名古屋市育ち。ジャズ・ボーカリスト、女優、椙山女学園高等学校卒業）
- 敦士（岐阜県養老町出身。ファッションモデル、タレント、俳優。中京大学卒業）
- あべ静江（三重県出身、歌手、女優。東海学園女子短期大学卒業）
- 伊藤秀志（名古屋で活動するシンガーソングライター、タレント。秋田県出身）
- 伊武雅刀（東京生まれ。俳優、ナレーター、東邦高等学校卒業）
- 上原美佐（滋賀県出身、元女優。名古屋のモデル事務所、セントラルジャパン出身）
- 大和田獏（俳優、福井県敦賀市生まれ。名古屋市立菊里高等学校卒業、名古屋市立大学経済学部卒業）
- 岡元あつこ（東京都出身。女優。名古屋市生まれで1歳の時に東京に移住している。母が名古屋市出身）
- 烏丸せつこ（滋賀県出身、女優。中京大学中退）
- 河合郁人（東京都出身、タレント。父が愛知県生まれ、育ち）
- きくち教児（岩手県生まれ。愛知県立横須賀高等学校卒業。名古屋のローカルタレント）
- 熊切あさ美（静岡県浜松市出身、元チェキッ娘。東京都杉並区生まれ。親の転勤で名古屋市で暮らしたことがある）
- 小西博之（和歌山県出身、俳優。中京大学卒業。名古屋のローカルタレントとして活躍、その後、上京）
- 西郷輝彦（鹿児島県出身、歌手、俳優。名古屋のジャズ喫茶で働き、その後、上京し歌手デビューしている）
- 斉藤満喜子（広島県出身、元おニャン子クラブ。結婚して、現在は名古屋在住）
- 鈴木ヒロミツ（東京出身、歌手、タレント。母親の出身地が名古屋で中日ドラゴンズの熱狂的ファンだった）
- つぶやきシロー（栃木県出身、お笑いタレント。愛知学院大学卒業）
- 夏樹陽子（三重県生まれ、犬山市育ち。女優、愛知県立犬山高等学校卒業）
- 温水洋一（宮崎県出身、俳優。日本福祉大学卒業）
- 野際陽子（富山県出身、女優。NHKアナウンサー時代の初任地が名古屋放送局）
- 板東英二（徳島県育ち、元中日ドラゴンズ選手。名古屋を拠点にしてタレント活動を続けている）
- フィフィ（エジプト出身、「アイチテル!」などで活躍するタレント。一時期、名古屋在住。中京大学卒業）
- 深川麻衣（静岡県磐田市出身、乃木坂46。専門学生時代は名古屋市に在住。）
- Mr.マリック（岐阜県出身。名古屋の会社に就職。その後、名古屋のデパートでマジック用品の店頭販売を始め20歳で上京）
- 南利明（喜劇俳優・コメディアン神奈川県出身だが、3歳の時に名古屋市へ転居。名古屋弁で一世を風靡）
- 峰竜太（長野県出身、俳優、タレント。名古屋出身と間違えられるほどの中日ドラゴンズの熱狂的ファン。名古屋で番組を担当している）
- みのもんた（東京都出身。一時期、父親の経営する名古屋の会社に勤務。詳細は不明だが、江南市等を第二の故郷と発言）
- 宮本信子（小樽市生まれ。4歳から18歳まで名古屋で暮らす。愛知淑徳高等学校卒業、夫伊丹十三監督作品女優）

### ゆかりのあるスポーツ選手

#### 50音順
- 青山大紀（大阪府藤井寺市出身。オリックス・バファローズ投手。社会人時代はトヨタ自動車硬式野球部に所属。）
- 荒波翔（神奈川県横浜市瀬谷区出身。横浜DeNAベイスターズ外野手。社会人時代はトヨタ自動車硬式野球部に所属。）
- 安藤優也（大分県大分市出身。阪神タイガース投手。社会人時代はトヨタ自動車硬式野球部に所属。）
- 石川歩（富山県魚津市出身。千葉ロッテマリーンズ投手。中部大学卒業。）
- 伊調馨（青森県出身。アテネオリンピック、北京オリンピック、ロンドンオリンピック、リオデジャネイロオリンピックのレスリング女子63kg級金メダリスト。中京女子大学附属高校卒業。）
- 伊調千春（青森県出身。アテネ五輪、北京五輪（夏）、レスリング女子48kg級銀メダリスト。中京女子大学卒業。）
- 伊藤友彦（大阪府出身。元プロサッカー選手。中京大学附属中京高等学校卒業。名古屋サッカークラブに所属。）
- 猪俣康一（神奈川県横浜市出身、愛知県が選手登録地の競輪選手。）
- 浦野博司（静岡県袋井市出身。北海道日本ハムファイターズ投手。愛知学院大学卒業。）
- 大神雄子（山形県出身。アテネ五輪バスケットボール女子日本代表。桜花学園高等学校卒業）
- 大谷智久（兵庫県出身。千葉ロッテマリーンズ投手。社会人時代はトヨタ自動車硬式野球部に所属。）
- 荻野貴司（奈良県明日香村出身。千葉ロッテマリーンズ外野手。社会人時代はトヨタ自動車硬式野球部に所属。）
- 金子千尋（新潟県三条市生まれ長野県長野市育ち。オリックス・バファローズ投手。社会人時代はトヨタ自動車硬式野球部に所属。）
- 金平将至（京都府舞鶴市出身。元北海道日本ハムファイターズ投手。社会人時代は東海理化硬式野球部に所属。）
- 工藤遥加（埼玉県所沢市出身。プロゴルファー。父親の工藤公康が愛知県名古屋市天白区出身。）
- 久保千代志（北海道出身。集団就職でトヨタ自動車工業に勤務するため愛知県に移住し、後に当県登録地の競輪選手となる。）
- 熊代聖人（愛媛県久万高原町出身。埼玉西武ライオンズ外野手。社会人時代は王子硬式野球部に所属。）
- 倉野隆太郎（三重県出身。実妹の由紀の転校がきっかけで、当県が競輪選手の登録地となった。）
- 黒木知宏（宮崎県日向市出身。元千葉ロッテマリーンズ投手。社会人時代は王子製紙春日井に所属。）
- 源田壮亮（大分県大分市出身。埼玉西武ライオンズ内野手。愛知学院大学卒業、社会人時代はトヨタ自動車硬式野球部に所属。）
- 桜井良太（三重県桑名市出身。2006年バスケットボール世界選手権日本代表。愛知学泉大学卒業。）
- サンダー杉山（プロレスラー、実業家、タレント。新潟県糸魚川市生まれ、高校時代から愛知県を足がかりとし、後に名古屋に居住、起業する。東海高校卒業。）
- 鈴木義広（香川県まんのう町出身。元中日ドラゴンズ投手。中部大学卒業。）
- 高木勇人（三重県津市出身。読売ジャイアンツ投手。社会人時代は三菱重工名古屋硬式野球部に所属。）
- 高橋建（神奈川県横浜市戸塚区出身。元広島東洋カープ、ニューヨーク・メッツ投手。社会人時代はトヨタ自動車硬式野球部に所属。）
- 高橋智（神奈川県横浜市泉区出身。元オリックス・ブルーウェーブ、ヤクルトスワローズ外野手。現役引退後は名古屋市に在住。）
- 田中恒成（岐阜県多治見市出身。プロボクシング第17代OPBF東洋太平洋ミニマム級王者。中京大学在学の傍らSOUL BOX畑中ボクシングジムで活動。）
- 谷佳知（大阪府東大阪市出身。元オリックス・バファローズ、読売ジャイアンツ外野手。社会人時代は三菱自動車岡崎硬式野球部に所属。）
- 谷元圭介（三重県鈴鹿市出身。北海道日本ハムファイターズ、中日ドラゴンズ投手。中部大学卒業。）
- 坪井智哉（東京都江東区出身。元阪神タイガース、北海道日本ハムファイターズ、オリックス・バファローズ外野手。幼少期を名古屋市で過ごす。）
- 勅使川原郁恵（岐阜県生まれ。スピードスケート。世界ジュニア優勝、全日本選手権5連覇。愛知女子高等学校卒業。）
- 渡嘉敷来夢（東京都生まれ埼玉県育ち。2013年バスケットボール女子アジア選手権MVP。桜花学園高等学校卒業。）
- 冨田せな（新潟県妙高市出身。北京五輪（冬）、スノーボード女子ハーフパイプ銅メダリスト。冨田姉妹の長女、両親が春日井市出身。）
- 冨田るき（新潟県妙高市出身。北京五輪（冬）、スノーボード女子ハーフパイプ。冨田姉妹の次女、両親が春日井市出身。）
- 中澤雅人（埼玉県大宮市（現・さいたま市）生まれ富山県富山市育ち。東京ヤクルトスワローズ投手。社会人時代はトヨタ自動車硬式野球部に所属。）
- 長澤彩（岐阜県各務原市出身。愛知県が選手登録地の女子競輪選手）
- 西崎幸広（滋賀県大津市出身。元日本ハムファイターズ、西武ライオンズ投手。愛知工業大学卒業。）
- 長谷部康平（岐阜県関市出身。元東北楽天ゴールデンイーグルス投手。杜若高等学校、愛知工業大学卒業。）
- 服部泰卓（徳島県美馬市出身。元千葉ロッテマリーンズ投手。社会人時代はトヨタ自動車硬式野球部に所属。）
- 藤江均（大阪府堺市出身。元横浜DeNAベイスターズ、東北楽天ゴールデンイーグルス投手。社会人時代は東邦ガス硬式野球部に所属。）
- 古田敦也（兵庫県川西市出身、元東京ヤクルトスワローズ選手兼任監督。社会人時代トヨタ自動車に所属していた。）
- 星野仙一（岡山県倉敷市出身。元中日ドラゴンズ投手、元楽天イーグルス監督。母親が幡豆郡生まれ豊橋市育ち。）
- 星野真澄（埼玉県さいたま市出身。元読売ジャイアンツ投手。愛知工業大学卒業。）
- 細山田武史（鹿児島県出水市出身。元横浜DeNAベイスターズ、福岡ソフトバンクホークス捕手。2015年12月1日からトヨタ自動車硬式野球部に所属。）
- 本多雄一（福岡県大野城市出身。福岡ソフトバンクホークス内野手。社会人時代は三菱重工名古屋硬式野球部に所属。）
- 前畑秀子（和歌山県出身。1936ベルリンオリンピック200メートル平泳ぎ金メダリスト、椙山女学園中学校・高等学校・大学卒業。）
- 的場寛一（兵庫県尼崎市出身。元阪神タイガース外野手。弥富高等学校卒業、2006年 - 2012年までトヨタ自動車硬式野球部に所属。）
- 武藤好貴（北海道札幌市出身。東北楽天ゴールデンイーグルス投手。中京大学卒業。）
- 山内卓也（熊本市出身、名城大学附属高等学校を経て競輪選手。愛知県が選手登録地。）
- 山口和男（広島県広島市西区出身。元オリックス・バファローズ投手。社会人時代は三菱自動車岡崎硬式野球部に所属。）
- 山本翔也（福井県越前市出身。阪神タイガース投手。社会人時代は王子硬式野球部に所属。）
- 吉田沙保里（三重県出身。アテネオリンピック、北京オリンピック、ロンドンオリンピックのレスリング女子55kg級金メダリスト。中京女子大学卒業。）
- 吉田麻也（長崎県出身。元サッカー日本代表キャプテン。中学生からみよし市に移住。愛知県立豊田高等学校卒業。高校卒業後、名古屋グランパスエイトを経て日本代表や海外のクラブで活躍。）
- 吉見一起（京都府福知山市出身。中日ドラゴンズ投手。社会人時代はトヨタ自動車硬式野球部に所属。）
- 和田毅（島根県出身。元福岡ソフトバンクホークス投手。小学6年生まで江南市で過ごす。野球を始めたのは江南市立藤里小学校1年生の時、｢江南団地野球｣に入ったのがきっかけ。）
- 渡邉大吾（山梨県出身、愛知県を選手登録地としていた元競輪選手。）

### ゆかりのある政治家
- 太田房江（大阪府知事。広島県生まれだが、中学・高校時代を豊橋市で過ごす。愛知県立時習館高等学校卒業）
- 春日一幸（岐阜県出身。民主社会党結党者、名古屋弁委員長で有名人）
- 辻元清美（奈良県生まれ。名古屋大学教育学部附属高校卒業）

### ゆかりのある歴史上の人物
- 大岡越前（「江戸町奉行」：三河国八名群大岡村出身、大岡忠勝を始祖）
- 源義経（源頼朝の弟。名古屋の熱田神宮で元服）
- 源義朝（源頼朝、源義経の父。愛知県美浜町で暗殺されている）

### ゆかりのある実業家
- 小嶋源作（石川県出身、中部日本放送の実質的創業者・元社長・元会長）
- 関口房朗（兵庫県出身、名古屋を拠点にして実業家として活動、メイテック創業者）
- 豊田利三郎（滋賀県出身、豊田自動織機・トヨタ自動車工業初代社長）
- 橋本真由美（福井県出身、元ブックオフコーポレーション社長、一宮女子短期大学卒業）
- 正村竹一（岐阜県出身、名古屋で起業）

### ゆかりのある、その他の人物

#### 50音順
- 阿部定（東京都出身。猟奇殺人、阿部定事件の犯人。名古屋の市会議員の愛人として、一時、名古屋居住）
- アラジン（バンド。名古屋商科大学出身者が中心になって結成）
- 石井かおる（NHKアナウンサー。初任地がNHK名古屋放送局）
- 石井亮次（大阪府出身。フリーアナウンサー。最初の就職先が中部日本放送）
- 大島由香里（神奈川県出身。元フジテレビアナウンサー。元夫の小塚崇彦が名古屋市出身で、同局退社後から離婚をするまで同市に在住していた）
- 小澤康喬（神奈川県出身。NHKアナウンサー。初任地が名古屋局）
- 金山泉（新潟県出身。毎日放送アナウンサー。最初の就職先が中京テレビ）
- 北山郁子（富山県出身。医師、社会運動家。田原市在住）
- 草田敏彦（長野県飯田市南信濃出身。abn長野朝日放送アナウンサー、2代目アナウンス部長。祖父が一宮市出身）
- 久野大地（長野県長野市出身。SBC信越放送アナウンサー。両親が名古屋市出身）
- 黒崎めぐみ（神奈川県出身。NHKアナウンサー。初任地が名古屋局）
- 後藤大秀（からくり人形師。一宮市生まれ）
- 小林尊（長野県出身。フードファイター。「ネイサンズ国際ホットドッグ早食い選手権」6連覇、以前、名古屋在住）
- 小宮山晃義（東京都出身．NHKアナウンサー。初任地が名古屋局）
- 斉藤朱夏（声優、埼玉県越谷市出身。父親が常滑市出身）
- 佐藤まさあき（大阪府出身。父が中島郡祖父江町（現・稲沢市）出身）
- 三條雅幸（東京都出身。NHKアナウンサー。初任地が名古屋局）
- 清水信一（石川県出身。天祖光教教祖、名古屋で布教）
- 鈴木なな子（東京都出身、女子プロボクサー。祖父母が常滑市在住）
- 杉原千畝（岐阜県八百津町生まれ、名古屋育ち。「日本のシンドラー」、愛知県立瑞陵高等学校卒業）
- つげ義春・忠男（東京都生まれ。板前だった父・一郎が愛知県出身）
- 平野耕太（東京都足立区生まれ。親が愛知県出身）
- 平野文（東京都生まれ。親が愛知県出身）
- 福島弓子（島根県出身。元TBSアナウンサー。夫のイチローが豊山町出身）
- 古川圭子（大阪府出身。毎日放送アナウンサー。同局アナウンサーである夫の亀井希生が名古屋市出身）
- 堀尾正明（岡山県生まれ。元NHKアナウンサー：豊臣秀吉の家臣、堀尾吉晴の末裔）
- 牧原俊幸（北海道出身。元フジテレビアナウンサー。祖父が蒲郡市出身）
- 枡田絵理奈（横浜市出身。フリーアナウンサー（元TBSテレビアナウンサー）。夫の堂林翔太が豊田市出身）
- 柳澤亜弓（静岡県育ち。静岡放送アナウンサー。出生後から小学5年生まで名古屋市名東区で過ごした）
- 山田耕筰（東京生まれ。蟹江生まれとの説もあり。明治から昭和にかけて日本を代表する音楽家。祖母と父親が蟹江町出身）
- 吉田石松（福井県出身。昭和の岩窟王）
- 若林健治（東京都生まれ。元日本テレビアナウンサー。最初の就職先が中部日本放送）

## 架空の人物
- 四天王うづき（『HAPPY★LESSON』）：名古屋市出身
- 伯亜凌駕（『爆竜戦隊アバレンジャー』）：名古屋市出身
- 鳩村英次（『西部警察』）
- 柊茂（『赤かぶ検事奮戦記』）：名古屋市出身
- 山本るりか（『センチメンタルグラフティ』）：名古屋市出身
- 藤堂ふぶき（『きらりん☆レボリューション』）：名古屋市出身
- アマギ（『ウルトラセブン』）：名古屋市出身
- 一条薫（『仮面ライダークウガ』）：名古屋市出身
- 英由良（『武蔵野線の姉妹』）：名古屋市出身
- イチーロ（『内閣総理大臣 織田信長』）
- 愛知博美（『もえちり!』シリーズの擬人化キャラ）
- 知多みるく（ちた地域若者サポートステーションのPRキャラクター兼知多半島のイメージキャラクター）
- 名古屋ウィロー（『南国少年パプワくん』、『PAPUWA』）
- はち丸（名古屋開府400年祭メインキャラクター）
- 来栖翔 （『うたの☆プリンスさまっ♪』）：名古屋市出身
- 来栖薫（『うたの☆プリンスさまっ♪』）：名古屋市出身
- 畑耕作（『のうりん』）：名古屋市出身
- アンチョビ（『ガールズ&パンツァー』）：豊田市出身
- 財前時子（『アイドルマスター シンデレラガールズ』）：名古屋市出身
- 丹羽仁美（『アイドルマスター シンデレラガールズ』）：名古屋市出身
- 大蔦エル（バーチャルYouTuber、中京テレビアナウンサー）：名古屋市出身
- キミノミヤ（バーチャルYouTuber、あいち観光バーチャルサポーター）：名古屋市出身
- 八十亀最中（『八十亀ちゃんかんさつにっき』、名古屋観光文化交流特命大使）：名古屋市出身
- 愛野渚（『アイドルマスター シンデレラガールズ』）
- 小室千奈美（『アイドルマスター シンデレラガールズ』）
- 水野翠（『アイドルマスター シンデレラガールズ』）
- 徳川まつり（『アイドルマスター ミリオンライブ!』）
- 有栖川夏葉（『アイドルマスター シャイニーカラーズ』）
- 草野秀明（『MAJOR』）